# Список померлих 2024 року
Це список енциклопедично значимих людей, що померли 2024 року, упорядкований за датою смерті. Під кожною датою розміщено перелік осіб в алфавітному порядку за прізвищем або псевдонімом. Тут також зазначено дати смерті значимих тварин та інших біологічних форм життя.

## Грудень

### 31 грудня
- Виходцева Інна Миколаївна, 90, радянська та російська акторка, Заслужена артистка Росії (1992)[1].
- Джоселін Вільденштайн, 84, швейцарська світська особа[2].
- Держко Ігор Зеновійович, 66, український науковець, політик та громадський діяч[3].
- Арнольд Рюйтель, 96, естонський політик, Президент Естонії (2001—2006)[4].

### 30 грудня
- Борисюк Михайло Дем'янович, 90, український науковець, фахівець у галузі електромеханіки, Герой України (2000)[5][6].
- Вольфганг де Бер, 60, німецький футболіст (голкіпер) та тренер[7].
- Якуб Лапатка, 80, білоруський лінгвіст, перекладач та педагог[8].
- Уго Сотіль, 75, перуанський футболіст[9].
- Паскаль Лене, 82, французький письменник[10].
- Фрейзер Стоддарт, 82, шотландсько-американський хімік, лауреат Нобелівської премії з хімії (2016)[11].

### 29 грудня
- Бугаєв Олексій Іванович, 43, російський футболіст[12].

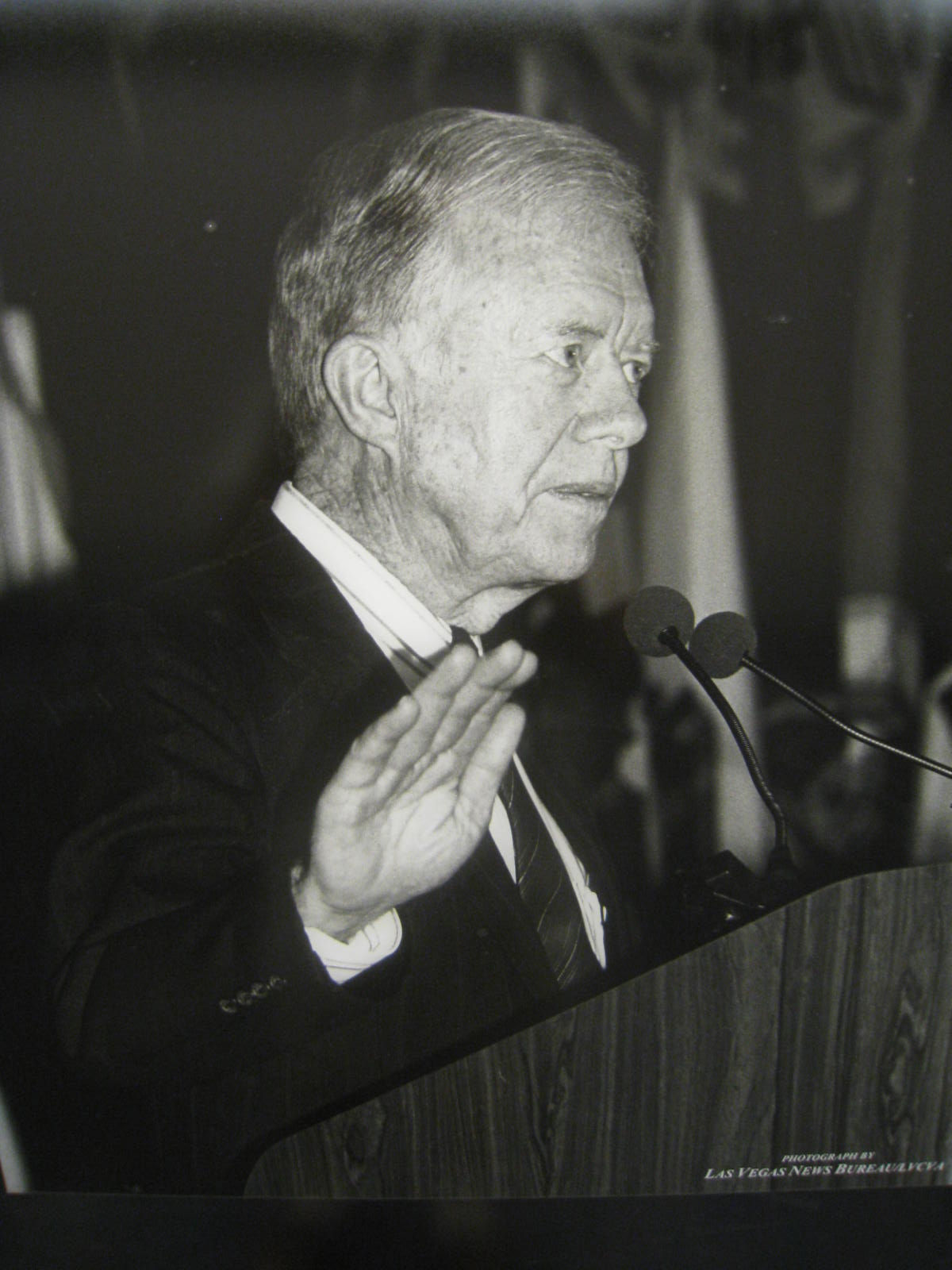
американський політик Джиммі Картер у 1992 році

- Джиммі Картер, 100, американський політик, Президент США (1977—1981), лауреат Нобелівської премії миру (2002)[13].
- Серебрянський Олег Васильович, 69, радянський футболіст, український тренер[14].
- Соколов Валентин Євгенович, 89, радянський моряк-підводник, Герой Радянського Союзу (1976)[15].

### 28 грудня
- Мартін Карплус, 94, американський хімік, лауреат Нобелівської премії з хімії (2013)[16].
- Шаролапова Ніна Володимирівна, 75, українська акторка та педагог, Народна артистка України (2000)[17].

### 27 грудня
- Базавлуцький Сергій Семенович, 75, російський підприємець[18].
- Олівія Гасі, 73, британська акторка[19][20].
- Розалінд Севілл, 73, британський мистецтвознавець[21].

### 26 грудня
- Манмоган Сінґх, 92, індійський політик, Прем'єр-міністр Індії (2004—2014), міністр фінансів Індії (1991—1996)[22].
- Смешко Костянтин Євгенійович, 61, російський воєначальник, генерал-майор[23].
- Соляник Руслан Олексійович, 40, український футболіст[24].
- OG Maco, 32, американський репер; самогубство[25].

### 25 грудня
- Хокума Джаліл кизи Алієва, 33, азербайджанська стюардеса; авіакатастрофа[26].
- Бапсі Сідхва, 86, пакистанська письменниця[27].

### 24 грудня
- Клаудія Баккаріні, 114, італійська довгожителька[28].
- Дезі Баутерсе, 79, суринамський політик та військовик, Президент Суринаму (2010—2020)[29].

### 23 грудня
- Бураков Володимир Юрійович, 70, російський політик[30].
- Єганян Тигран Рафаелович, 46, вірменський політик[31].

### 22 грудня
- Сорока Микола Петрович, 72, український політик[32].
- Розе Стіебра, 82, латвійська режисерка-аніматорка[33].

### 21 грудня
- Гребенюк Володимир Іванович, 88, радянський воєначальник, генерал-полковник[34].
- Стефан (Хміляр), 79, ієрарх УГКЦ, єпископ Торонтський (2003—2019)[35].

### 20 грудня
- Бахуринський Петро Олександрович, 75, український футболіст та тренер[36].
- Гелена Зетова, 44, чеська співачка[37].
- Джордж Істгем, 88, британський футболіст та тренер[38].

### 19 грудня

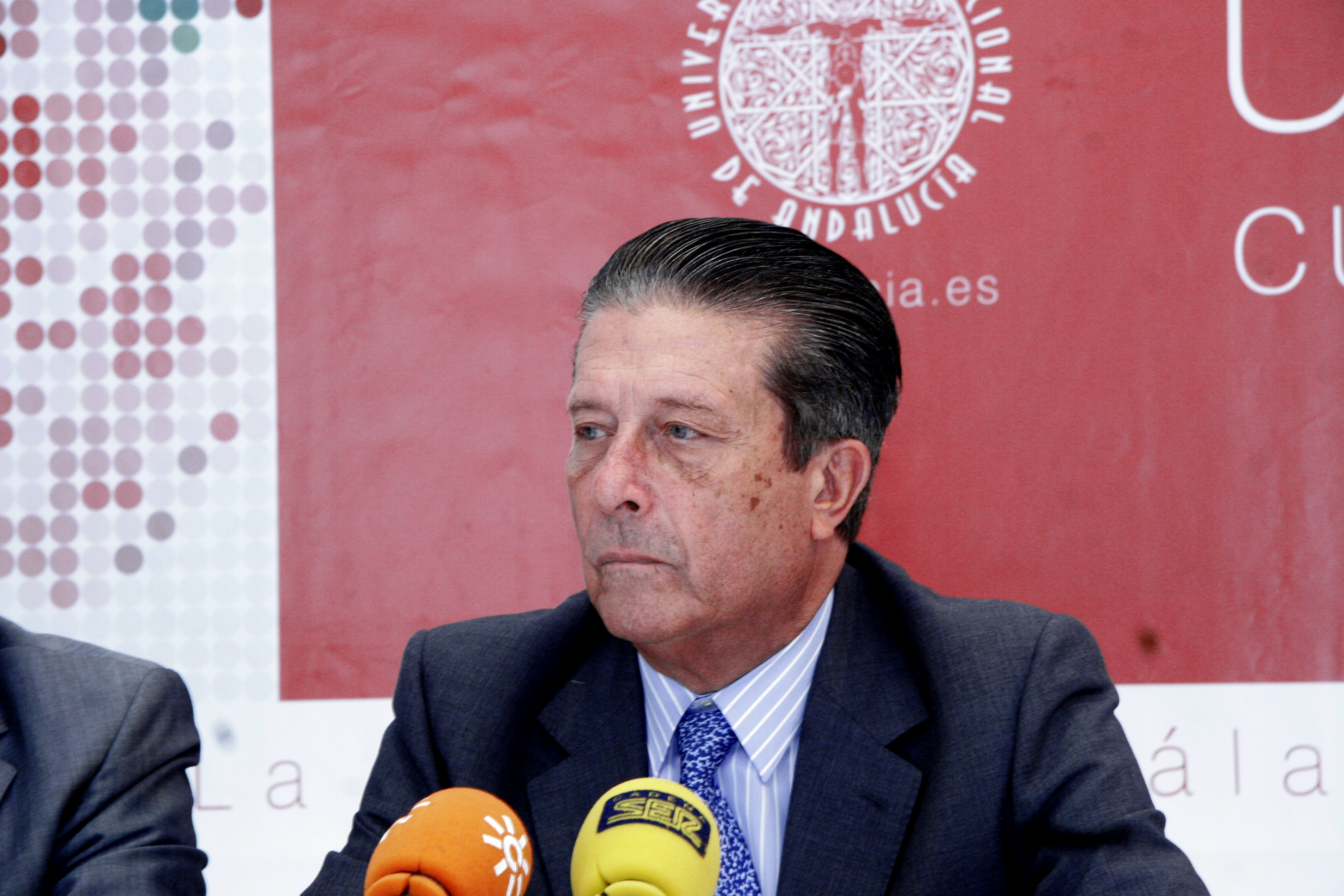
іспанській біохімік та політик Федеріко Майор Сарагоса у 2007 році

- Федеріко Майор Сарагоса, 90, іспанський біохімік, письменник, політик та педагог, міністр освіти і науки Іспанії (1981—1982), гендиректор ЮНЕСКО (1987—1999)[39].
- Баррі Н. Молзберґ, 85, американський письменник-фантаст[40].
- Олешко Світлана Юріївна, 51, український режисер[41].

### 18 грудня
- Клаус Вольферманн, 78, німецький легкоатлет[42].
- Кіндрачук Остап Юрійович, 87, український бандурист[43].
- Дітмар Константіні, 69, австрійський футболіст та тренер[44].
- Олізаренко Сергій Олексійович, 70, український легкоатлет[45].

### 17 грудня
- Габінет Дмитро Анатолійович, 41, український політик, правник та педагог[46].
- Кирилов Ігор Анатолійович, 54, російський воєначальник, генерал-лейтенант[47].

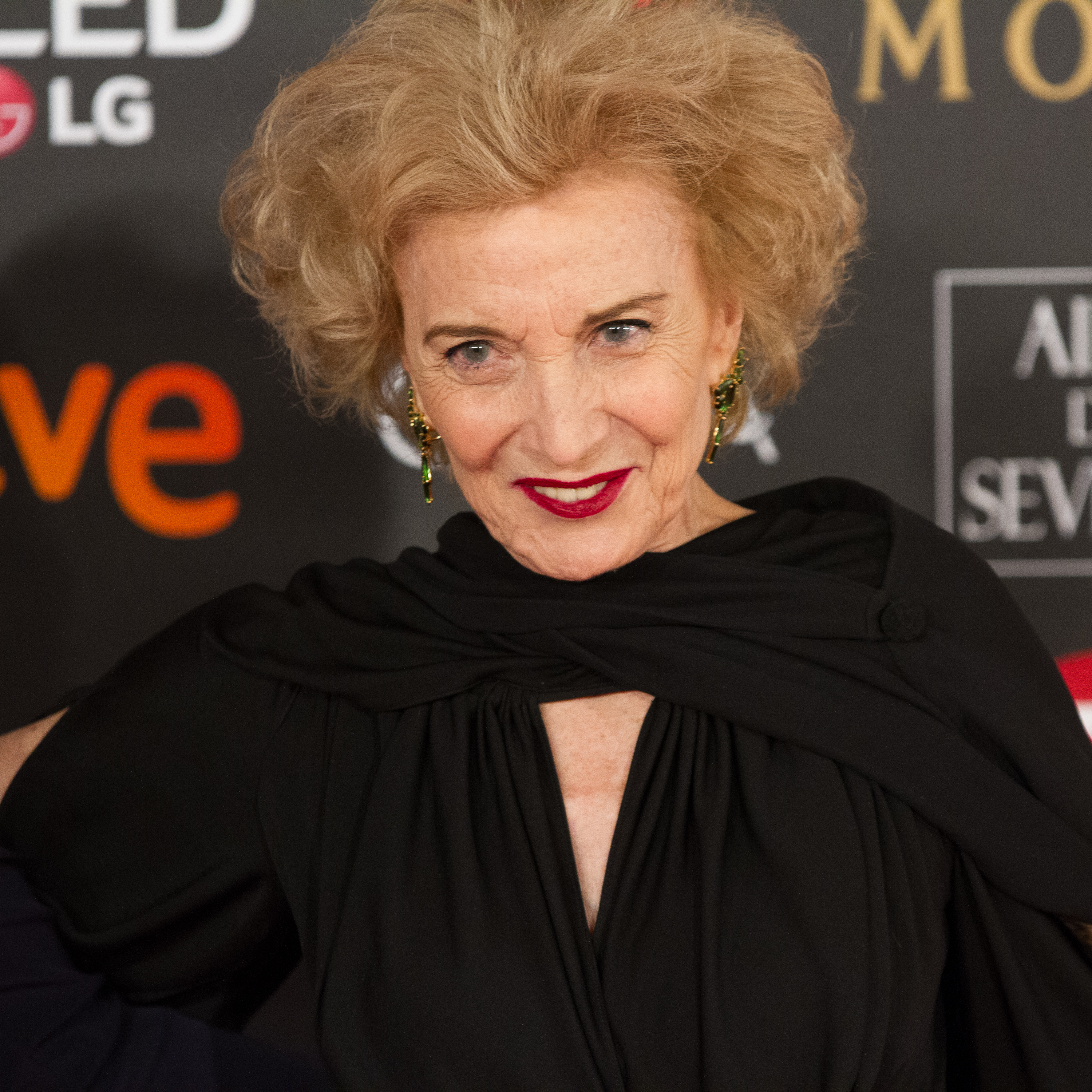
іспанська акторка Маріса Паредес у 2018 році

- Маріса Паредес, 78, іспанська акторка[48].
- Попревич Віктор Михайлович, 61, український юрист[49].
- Яніс Тімма, 32, латвійський баскетболіст; самогубство[50]

### 16 грудня
- Дік ван Арсдейл, 81, американський баскетболіст та тренер[51].
- Віттекінд Вальдек-Пірмонтський, 88, німецький аристократ, підприємець та екоактивіст[52].
- Тулсі Ґовда, 86, індійська екоактивістка[53].
- Слюсаренко Анатолій Гнатович, 86, український історик та педагог[54].

### 15 грудня
- Дрозденко Олексій Митрофанович, 83, радянський і український футболіст та тренер[55].
- Лорен Р. Ґрем, 91, американський історик та педагог[56].
- Малайчук Валентин Павлович, 99, український науковець, фахівець у галузі інформаційно-вимірювальних технологій, педагог[57].
- Джованні Моліно, 93, італійський футболіст та тренер[58].
- Теймураз Шарашенідзе, 72, грузинський дипломат, посол Грузії у Болгарії (2004—2008), Азербайджані (2011—2018) та Україні (2019—2021)[59].

### 14 грудня
- Ісак Андик, 71, іспанський підприємець, співзасновник компанії Mango[60].
- Мірча Дьякону, 74, румунський актор та політик, міністр культури Румунії (2012)[61].
- Ткаченко Яків Михайлович, 45, український актор[62].

### 12 грудня
- Амаурі Пасос, 89, бразильський баскетболіст[63].

### 11 грудня
- Шевчук Василь Петрович, 91, радянський і український історик та педагог[64].

### 10 грудня
- Блонський Іван Васильович, 74, український фізик, Заслужений діяч науки і техніки України (2011)[65].
- Новаковський Леонід Якович, 89, український політик та науковець, фахівець у галузі земельних відносин, Заслужений діяч науки і техніки України (1995)[66].
- Ралюченко Сергій Петрович, 62, радянський і український футболіст та тренер[67].
- Махеддін Халеф, 80, алжирський футбольний тренер[68].

### 9 грудня
- Регушевський Євген Семенович, 90, радянський та український лінгвіст[69].
- Мазен Аль-Хамада, 47, сирійський правозахисник; дата повідомлення про смерть[70].

### 8 грудня
- Рудницький Леонід Іванович, 89, український лінгвіст, літературознавець та педагог[71].

### 7 грудня

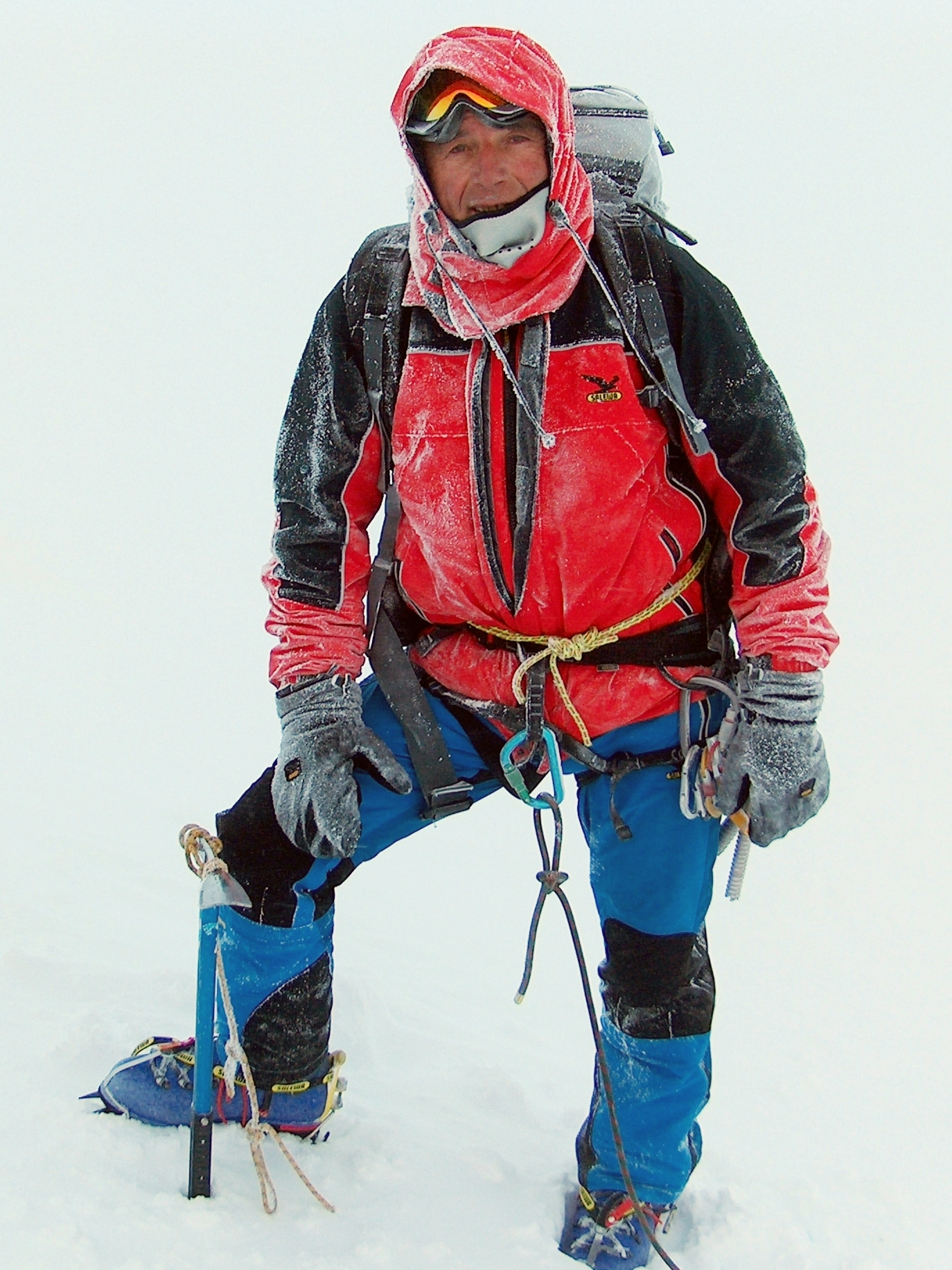
болгарський альпініст Дойчин Васильєв у 2004 році

- Дойчин Васильєв, 80, болгарський альпініст та оператор-постановник документальних фільмів[72].
- Вітебський Йосип Давидович, 86, радянський і український фехтувальник та тренер[73].
- Гомонай Василь Іванович, 91, український хімік.

### 6 грудня
- Дирдира Віталій Федорович, 86, український яхтсмен[74].
- Кучеренко Володимир Вікторович, 46, український актор[75].
- Фелекезела Мфоко, 84, зімбабвійський політик та дипломат[76].

### 5 грудня
- Крістель Боденштайн, 86, німецька акторка[77].
- Веліхов Євген Павлович, 89, радянський та російський фізик, віцепрезидент АН СРСР (1978—1991) і РАН (1991—1996), Герой Соціалістичної Праці (1985)[78].
- Жак Рубо, 92, французький поет, письменник та математик[79].

### 4 грудня
- Біргітта Шведська, 87, шведська принцеса, сестра короля Карла XVI Густава[80].
- Люсьєн Кассі-Куадіо, 60, івуарійський футболіст[81].
- Браян Томпсон, 50, американський підприємець; вбивство[82].

### 3 грудня
- Ісраель Васкес, 46, мексиканський боксер; дата повідомлення про смерть[83].
- Екатеріна Оанча, 70, румунська веслувальниця[84].
- Тан Хоу Лян, 91, сінгапурський легкоатлет[85].

### 2 грудня
- Люціян Брихчий, 90, польський футболіст[86].
- Гельмут Дукадам, 65, румунський футболіст[87].
- Пол Масланські, 91, американський продюсер[88].
- Ніл Фрейзер, 91, австралійський тенісист[89].

### 1 грудня
- Нільс Ареструп, 75, французький актор[90].
- Георгі Боядзієв, 74, македонський воєначальник[91].
- Ільке Вілудда, 55, німецька легкоатлетка[92].
- Террі Гріффітс, 77, валлійський снукерист[93].
- Фред Юссі, 89, естонський письменник[94].

## Листопад

### 29 листопада
- Пітер Вестбрук, 72, американський фехтувальник на шаблях[95].
- Йозеф Єлінек, 83, чехословацький футболіст[96].
- Ларрі Макінтайр, 75, канадський хокеїст та тренер[97].

### 28 листопада
- Барабаш Юрій Якович, 93, радянський та російський літературознавець[98].
- Жанін Конн, 98, французький астроном[99].

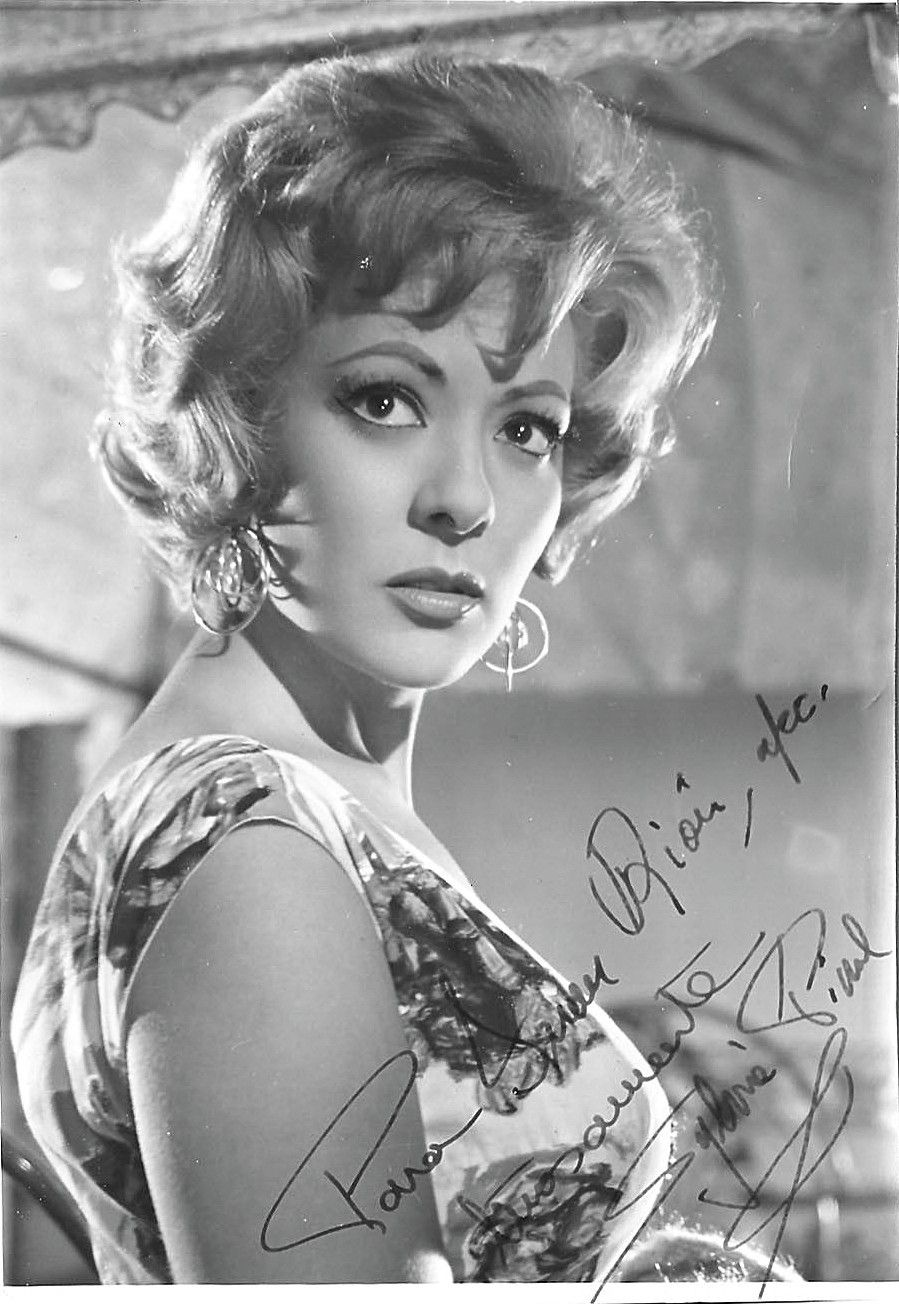
мексиканська акторка та політична діячка Сільвія Піналь у 1960 році

- Сільвія Піналь, 93, мексиканська акторка та політична діячка[100].

### 27 листопада
- Боб Браяр, 44, американський музикант; дата повідомлення про смерть[101].
- Бутківський Віктор Володимирович, 65, український військовик та політик[102].
- Карпова Віра Олександрівна, 91, радянська та російська акторка, Народна артистка Росії (1986)[103].
- Адо Улуро, 86, юкагирський поет, письменник, перекладач, лінгвіст та педагог[104].

### 26 листопада
- Джим Абрагамс, 80, американський режисер, сценарист та продюсер[105].
- Педро Орландо Реєс, 65, кубинський боксер[106].
- Ян Фурток, 62, польський футболіст та тренер[107].

### 25 листопада
- Педро Аграмунт, 73, іспанській політик[108].
- Тавпаш Андрій Іванович, 92, український промисловець та громадський діяч[109].
- Джон Тінісвуд, 112, британський довгожитель[110].

### 24 листопада
- Кузьмін Михайло Іванович, 86, радянський та російський геолог[111].
- Колін Ренфрю, 87, британський археолог та політик[112].
- Барбара Тейлор Бредфорд, 91, британсько-американська письменниця[113].

### 23 листопада
- Афанасьєв Павло Павлович, 90, радянський авіаінженер, політик та педагог[114].

### 22 листопада
- Серж Вохор, 69, вануатський політик, Прем'єр-міністр Вануату (1995—1996, 1996—1998, 2004, 2011)[115].
- Джанфранко Далла Барба, 67, італійський фехтувальник на шаблях; дата повідомлення про смерть[116].
- Луї Камара, 78, сенегальський футболіст[117].

### 21 листопада
- Галушко Марія Семенівна, 87, українська художниця-керамістка[118].

### 20 листопада
- Джон Прескотт, 86, британський політик[119].
- Джоді Релл, 78, американська політична діячка[120].
- Черкез Євген Анатолійович, 76, український геолог[121].

### 19 листопада
- Чезаре Бонацці (Fratello Metallo), 78, італійський чернець-капуцин та музикант[122].

### 18 листопада
- Васильченко Євген Дмитрович, 94, український письменник[123].
- Ян Кейзер, 84, нідерландський футбольний суддя, арбітр ФІФА (1972—1989)[124].
- Боб Лав, 81, американський баскетболіст[125].
- Колін Петерсен, 78, австралійський музикант, барабанщик поп-гурту Bee Gees[126].
- Лідія Родителєва-Процик, 75, українська поетеса[127].
- Шубін Олексій Вікторович, 49, український футболіст[128].

### 17 листопада
- Уго Вільяверде, 70, аргентинський футболіст[129].
- Клод Ґакон, 93, швейцарський есперантист та педагог[130].
- Йоахім Ґрізе, 72, німецький яхтсмен[131].
- Бернар К'яреллі, 90, французький футболіст та тренер[132].
- Масловський Дмитро Олегович, 30, український військовик, Герой України (посмертно)[133].
- Муаззез Ілміє Чіг, 110, турецька довгожителька та археолог кримськотатарського походження[134].

### 16 листопада
- Говорушко Сергій Михайлович, 69, російський географ[135].
- Науменко Владлен Васильович, 77, радянський і український футболіст та тренер, футбольний функціонер[136].

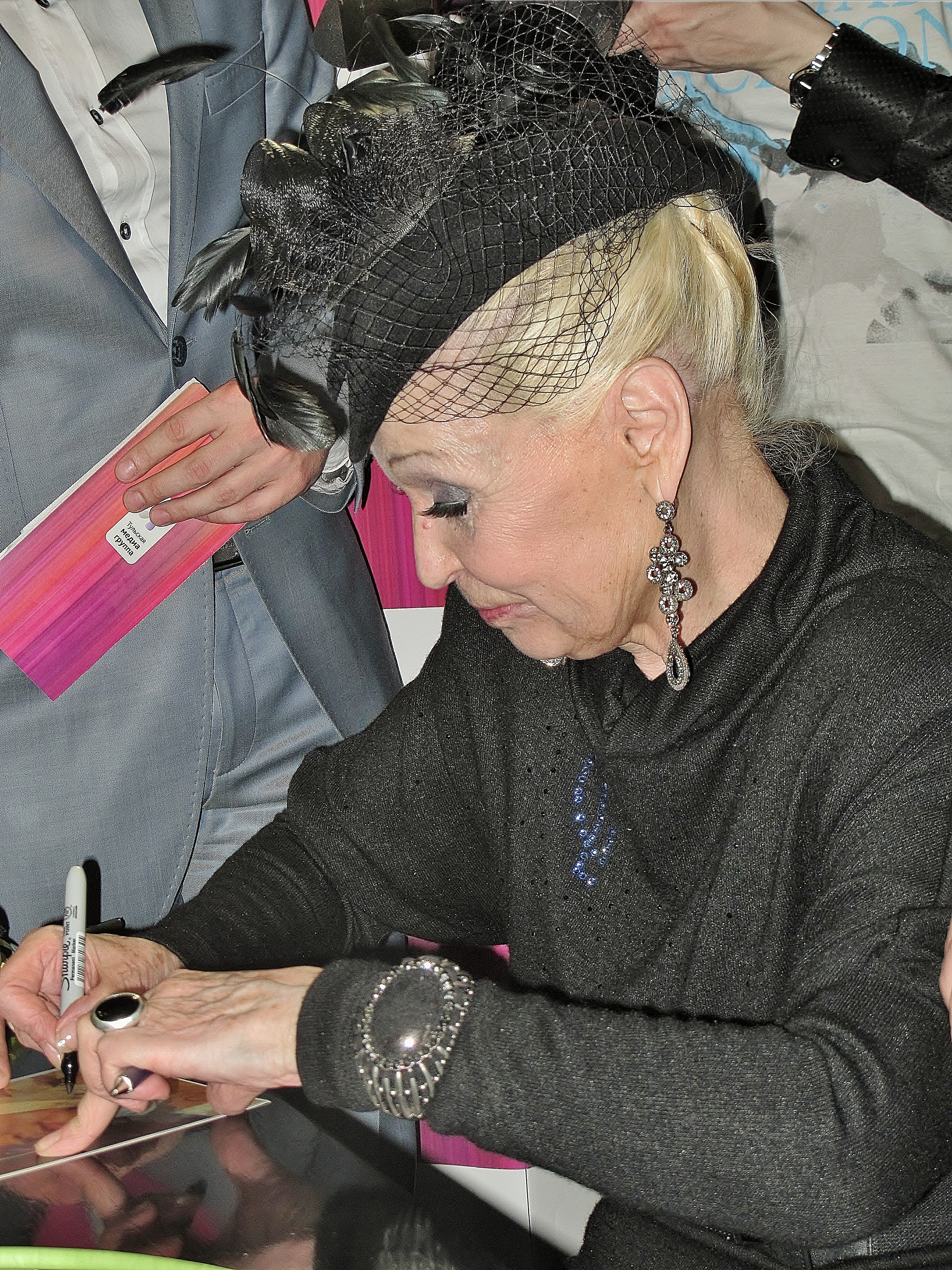
радянська та російська акторка Світлана Світлична у 2012 році

- Світлична Світлана Опанасівна, 84, радянська та російська акторка, Заслужена артистка Росії (1974)[137].
- Олав Тун, 101, норвезький підприємець[138].
- Шкляров Володимир Андрійович, 39, російський артист балету, Заслужений артист Росії (2020)[139].

### 15 листопада
- Зенке Зенкзен, 86, німецький вершник; дата повідомлення про смерть[140].
- Селеста Каейру, 91, португальська пацифістка[141].
- Мікаса Юріко, 101, японська принцеса[142].

### 14 листопада
- Жак Аделаїд-Мерланд, 91, мартиніканський історик[143].

### 13 листопада
- Луїс Ернесто Тапіа, 80, панамський футболіст[144].
- Транковський Валерій Миколайович, 47, російський воєначальник[145].

### 12 листопада
- Броніслав Бернацький, 80, єпископ Одесько-Сімферопольської дієцезії (2002—2020)[146].
- Рой Гейнс, 99, американський музикант[147].
- Зюкін Володимир Михайлович, 70, радянський комсомольський діяч[148].
- Томас Курц, 96, американський інформатик[149].
- Лесюк Микола Петрович, 84, український лінгвіст[150].
- Лян Гуанле, 83, китайський військовик та політик[151].
- Гельмут Нонн, 91, німецький хокеїст на траві[152].
- Каламбай Отепа, 76, заїрський футболіст[153].
- Джоан Хорі, 69, американський біолог[154].

### 11 листопада
- Марко Ангуло, 22, еквадорський футболіст, наслідки ДТП[155].
- Покотило Олег Степанович, 54, український біохімік[156].
- Джошкун Таш, 90, турецький футболіст та тренер[157].

### 10 листопада
- Даллас Лонг, 84, американський легкоатлет[158].

### 9 листопада
- Білокопитов Володимир Іванович, 44, російський військовик, Герой Росії (посмертно).
- Янніс Бутаріс, 82, грецький підприємець та політик[159].
- Рам Нараян, 96, індійський музикант[160].
- Нарбікова Валерія Спартаківна, 66, російська письменниця та художниця[161].

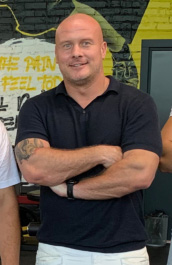
український боксер В'ячеслав Узелков у 2010 році

- Узелков В'ячеслав Валентинович, 45, український боксер[162].

### 8 листопада
- Бродин Михайло Семенович, 93, український фізик, Заслужений діяч науки і техніки України (1992)[163].
- Женев'єва Град, 80, французька акторка[164].
- Міхаель Ейтан, 80, ізраїльський політик[165].
- Рашид Меклуфі, 88, алжирський і французький футболіст та тренер[166].
- Антоній Орлеанський і Браганса, 74, бразильський аристократ з Дому Орлеан-Браганса, принц з васураської гілки бразильської імператорської родини[167].

### 7 листопада
- Чарота Іван Олексійович, 72, білоруський літературознавець; дата повідомлення про смерть[164].

### 6 листопада
- Гулеско Інесса Іванівна, 83, український хормейстер та педагог[168].
- Клименко Павло Юрійович, 47, російський військовик, генерал-майор[169].
- Кондратов Віктор Іванович, 72, радянський і український футболіст та тренер[170].

### 5 листопада
- Анджей Гахула, 64, польський хокеїст[171].
- Броніслава Кербеліте, 89, литовська письменниця[172].

### 4 листопада
- Матвєєв Володимир Йосипович, 81, український політик[173].
- Мозер Георгій Едуардович, 84, український політик[174].
- Олівера Николова, 88, македонська письменниця[175].

### 3 листопада
- Квінсі Джонс, 91, американський композитор та музичний продюсер[176].

### 1 листопада
- Верней Володимир Миколайович, 90, український диригент та педагог, Заслужений працівник культури України (1988)[177].
- Заал Самадашвілі, 71, грузинський письменник[178].

## Жовтень

### 31 жовтня
- Грег Гільдебрандт, 85, американський художник коміксів[179].

### 30 жовтня
- Танасіс Валтінос, 91, грецький письменник[180].
- Педро Сарм'єнто, 68, колумбійський футболіст та тренер[181].

### 29 жовтня
- Тері Гарр, 79, американська акторка[182].
- Макаров Олег Анатолійович, 59, український юрист та політик[183].

### 28 жовтня
- Тончи Габрич, 62, хорватський футболіст (голкіпер)[184].
- Аднан Ківан, 61, український підприємець сирійського походження[185].
- Литвин Ігор Антонович, 70, український дипломат, посол України в Індонезії та на Філіппінах (1997—1999)[186].
- Пол Морріссі, 86, американський режисер[187].

### 27 жовтня
- Новожилова Зоя Григорівна, 81, радянська діячка, радянський і російський дипломат, посол СРСР і Росії у Швейцарії (1987—1992)[188].
- Яаков Тернер, 89, ізраїльський військовик та політик[189].

### 26 жовтня
- Білл Хей, 88, канадський хокеїст та хокейний функціонер[190].

### 25 жовтня
- Абакарова Еліна Магодівна, 58, українська танцівниця, художниця та архітектор[191].
- Зе Карлос, 56, бразильський футболіст[192].
- Крупей Степан Миколайович, 73, радянський та український футболіст[193].

### 24 жовтня
- Ядвіга Баранська, 89, польська акторка[194].

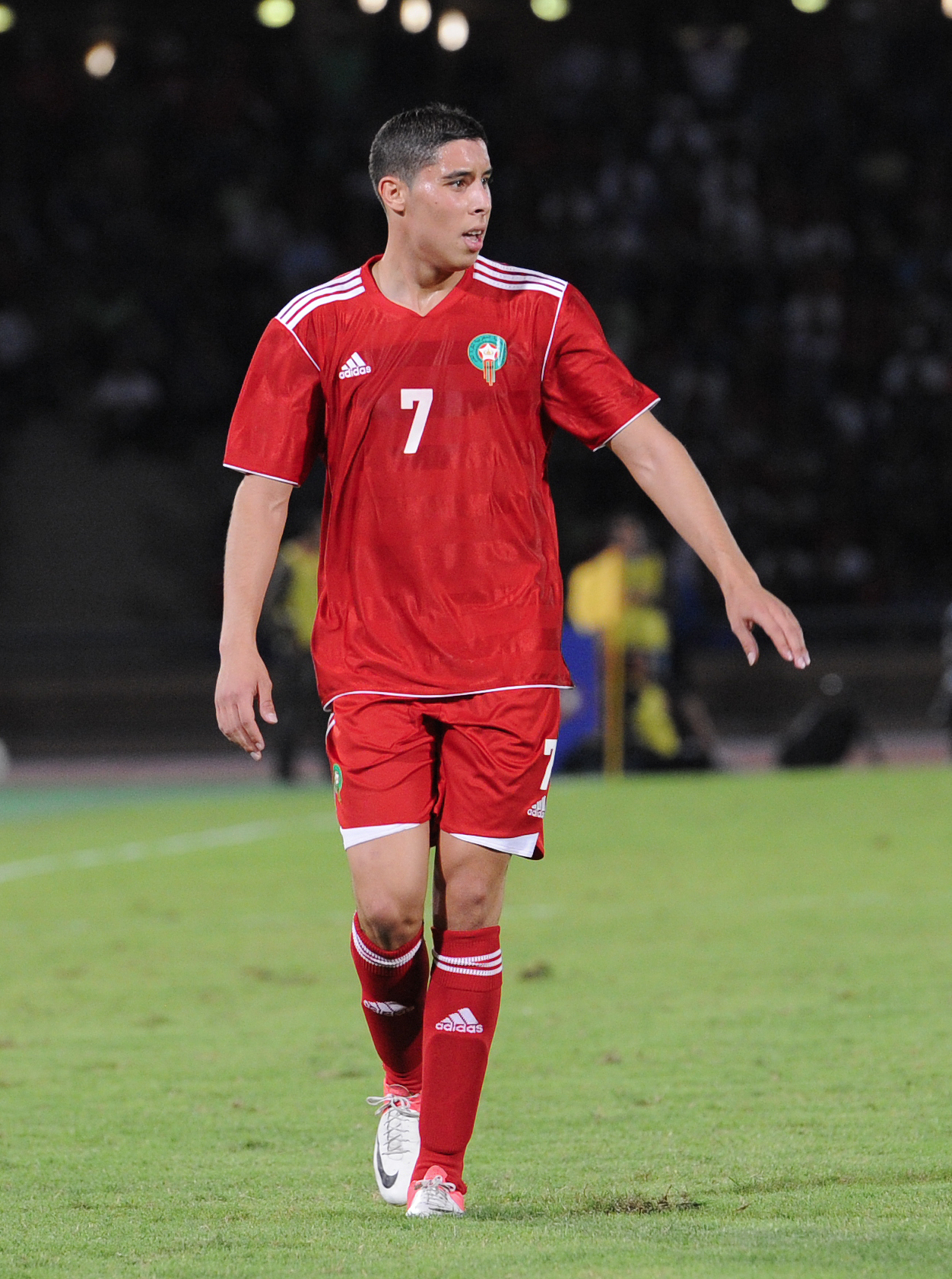
французько-марокканський футболіст Абделазіз Баррада у 2012 році

- Абделазіз Баррада, 35, французько-марокканський футболіст[195].
- Альфонс Поаті-Сушлаті, 83, конголезький політик, Прем'єр-міністр Республіки Конго (1989—1990)[196].

### 23 жовтня
- Верховський Валерій Дмитрович, 55, український письменник-фантаст, журналіст та перекладач[197].
- Джек Джонс, 86, американський співак[198].
- Густаво Еспіна Салгеро, 77, гватемальський політик, Президент Гватемали (1993)[199].
- Джефф Кейпс, 75, британський легкоатлет[200].
- Леон Купер, 94, американський фізик, лауреат Нобелівської премії з фізики (1972)[201].
- Штипель Аркадій Мойсейович, 80, український поет та перекладач[202].

### 22 жовтня
- Богачов Дмитро Іванович, 32, український футболіст[203].
- Густаво Гутьєррес, 96, перуанський філософ, католицький богослов і домініканський священник[204].
- Аннелі Ергардт, 74, німецька легкоатлетка[205].
- Елізабет Френсіс, 115, американська довгожителька[206].

### 21 жовтня
- Крістін Буассон, 68, французька акторка[207].
- Пол Ді'Анно, 66, британський співак[208].
- Ільїн Вадим Григорович, 82, радянський та російський композитор, Заслужений діяч мистецтв України (1989)[209].
- Канюк Юрій Михайлович, 30, український письменник та історик[210].

### 20 жовтня
- Фетхуллах Ґюлен, 83, турецький філософ та теолог[211].
- Дун Чжимін, 87, китайський палеонтолог[212].
- Піт Конахер, 92, канадський хокеїст, нападник[213].

### 19 жовтня
- Хосе Авейро, 88, парагвайський футболіст[181].
- Мо Лімей, 62, канадський хокеїст[214].
- Павленко Яків Володимирович, 70, український астроном, Заслужений діяч науки і техніки України (2015)[215].

### 18 жовтня
- Рібер Ганссон, 85, шведський художник[216].
- Стеліос Пісіс, 48, кіпріотський співак та композитор[217].
- Ромодановський Костянтин Олегович, 67, російський юрист[218].

### 17 жовтня
- Ануфрієв Олександр Сергійович, 84, радянський та український художник.
- Маніло Леонід Георгійович, 71, український іхтіолог[219].
- Ендрю Віктор Шаллі, 97, польсько-американський біохімік, лауреат Нобелівської премії з фізіології і медицини (1977)[220].
- Шиманська Олена Трохимівна, 97, український фізик та педагог[221].

### 16 жовтня
- Кіхтенко Олександр Тимофійович, 68, український політик та воєначальник, генерал[222].
- Ліам Пейн, 31, британський співак, автор пісень та композитор[223].
- Роальд Поульсен, 73, данський футбольний тренер[224].
- Ях'я Сінвар, 61, палестинський терорист[225].

### 15 жовтня
- Ернест Аллен Емерсон, 70, американський інформатик[226].
- Петер Лютер, 85, німецький вершник[227].
- Антоніо Скармета, 83, чилійський письменник та сценарист[228].

### 14 жовтня
- Деревляник Микола Яношович, 106, український довгожитель угорського походження[229].
- Майк Джексон, 80, британський воєначальник[230].

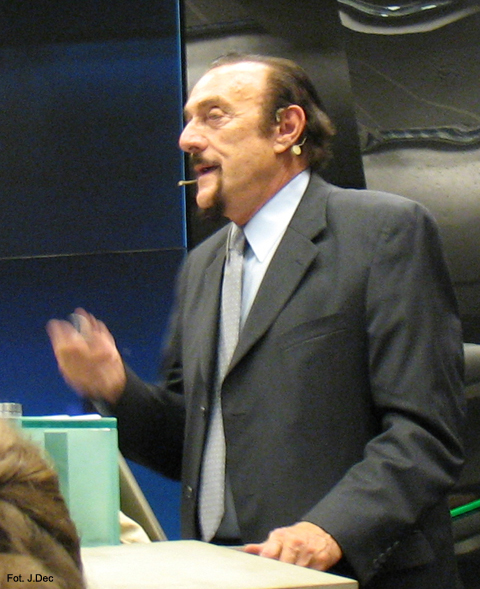
американський психолог Філіп Зімбардо у 2009 році

- Філіп Зімбардо, 91, американський психолог[231].
- Костюков Геннадій Андрійович, 77, український політик[232].
- Максим Петренко, 46, український скелелаз[233].
- Чухно Олександр Іванович, 32, український військовик, Герой України (посмертно)[234].

### 13 жовтня
- Дзера Олександр Васильович, 78, український правознавець[235].

### 12 жовтня
- Лілі Ледбеттер, 86, американська феміністка[236].
- Алекс Салмонд, 69, шотландський політик[237].

### 11 жовтня
- Бранко Рашович, 82, югославський футболіст[238].

### 10 жовтня
- Етель Кеннеді, 96, американська правозахисниця[239].
- Пітер Кормак, 78, шотландський футболіст та тренер[240].
- Дон Маршалл, 92, канадський хокеїст; дата повідомлення про смерть[241].

### 9 жовтня
- Джордж Балдок, 31, британсько-грецький футболіст[242].
- Дітер Бурденскі, 73, німецький футболіст (голкіпер)[243].
- Гадріан ван Нес, 82, нідерландський веслувальник[244].
- Пучков Олександр Миколайович, 67, радянський легкоатлет[245].
- Лейф Сегерстам, 80, фінський композитор та диригент[246].
- Ратан Навал Тата, 86, індійський підприємець[247].

### 8 жовтня
- Тім Джонсон, 77, американський політик[248].
- Жоб, 96, швейцарський художник коміксів[249].
- Мельченко Олексій Григорович, 48, український музикант[250].

### 7 жовтня
- Сташків Богдан Михайлович, 67, український співак, Народний артист України (1999); ДТП[251].
- Сісі Х'юстон, 91, американська співачка[252].

### 6 жовтня
- Бокій Григорій Петрович, 95, радянський механізатор, Герой Соціалістичної Праці (1971).
- Сефедін Брахо, 71, албанський футболіст[253].
- Йоган Нескенс, 73, голландський футболіст та тренер[254].
- Особа Василь Васильович, 35, український громадський активіст та військовик[255].

### 5 жовтня
- Дональд Барлет, 88, американський журналіст[256].
- Бондаренко Павло Іванович, 54, український письменник, журналіст та блогер[257].
- Вдовцов Михайло Леонтійович, 69, український письменник[258].
- Дадін Ільдар Ільдусович, 42, російський опозиційний громадський активіст та український військовик[259].
- Міміс Плессас, 99, грецький композитор, піаніст та диригент[260].
- Бадруддоза Чоудхурі, 93, бангладешський політик, Президент Бангладеш (2001—2002), міністр закордонних справ Бангладеш (2001)[261].

### 4 жовтня
- Віллі Гіземан, 87, німецький футболіст[262].
- Коньков Анатолій Дмитрович, 75, радянський і український футболіст та тренер[263].
- Леа Періколі, 89, італійська тенісистка, журналістка та телеведуча[264].
- Хашим Сафі ад-Дін, 59, ліванський терорист[265].

### 3 жовтня
- Мішель Блан, 72, французький актор, режисер та сценарист[266].
- Єшаягу Ґавіш, 99, ізраїльський військовик[267].
- Довгань Оксана Григорівна, 86, українська поетеса, перекладач та педагог[268].
- Еміль Скамене, 83, канадський імунолог[269].

### 2 жовтня
- Рюдіґер Геннінґ, 80, німецький веслувальник[270].
- Позняк Степан Павлович, 81, український вчений у галузі грунтознавства, Заслужений діяч науки і техніки України (2018)[271].

### 1 жовтня
- Гусєв Петро Іванович, 92, радянський воєначальник, генерал-лейтенант.

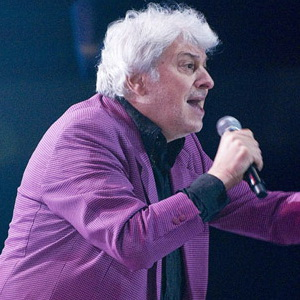
радянський та російський співак В'ячеслав Добринін у 2009 році

- Добринін В'ячеслав Григорович, 78, радянський і російський співак та композитор, Народний артист Росії (1996)[272].
- Денілсон Кустодіо Мачадо, 81, бразильський футболіст та тренер[273].

## Вересень

### 30 вересня
- Гевін Кріл, 48, американський актор та співак[274].
- Дікембе Мутомбо, 58, американський баскетболіст[275].
- Процев'ят Тарас Іванович, 62, український політик, науковець та громадський діяч[276].

### 29 вересня
- Рон Елі, 86, американський актор та письменник[277].
- Річард Гамільтон, 81, американський математик[278].
- Семистяга Володимир Федорович, 74, український історик, громадський діяч та педагог, Заслужений працівник освіти України (2008)[279].
- Чайка Павло Миколайович, 36, український військовик; ДТП[280].

### 28 вересня
- Кріс Крістоферсон, 88, американський співак[281].
- Луньов Андрій Іванович, 36, український піаніст та педагог[282].
- Жак Тегельс, 78, бельгійський футболіст[283].
- Ферідун Тонкабоні, 87, іранський письменник[284].

### 27 вересня
- Климчук Елеонора Гаврилівна, 86, радянська і українська акторка та співачка (сопрано), Заслужена артистка Української РСР (1991)[285].
- Саїд Хасан Насралла, 64, ліванський терорист, лідер військово-політичного ліванського шиїтського руху «Хізбалла»[286].
- Аббас Нілфорушан, 58, іранський воєначальник[287].
- Сікора Любомир Миколайович, 79, український інженер-конструктор, винахідник, етнолог, мовознавець та громадський діяч[288].

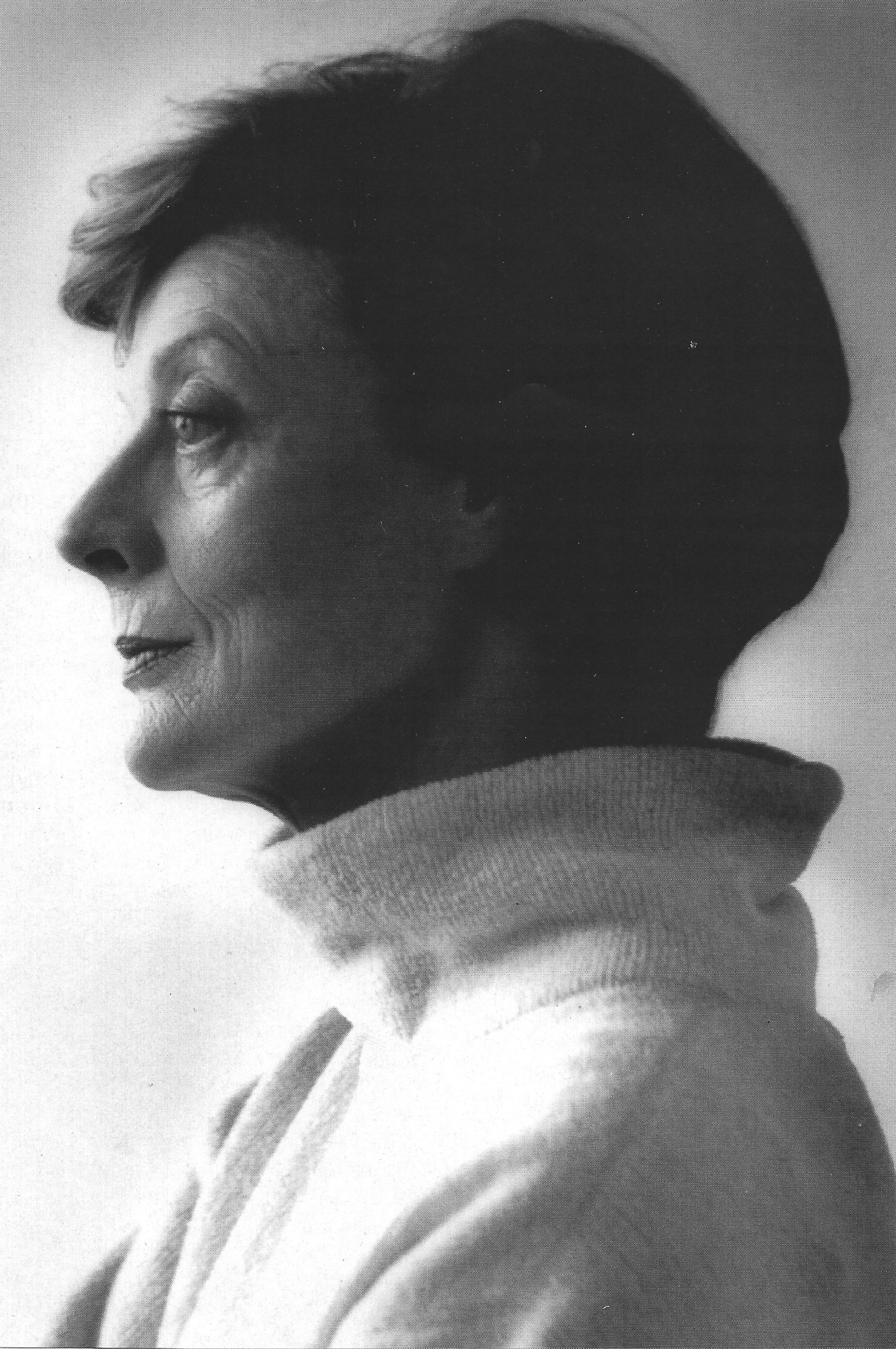
британська акторка Меггі Сміт у 1995 році

- Меггі Сміт, 89, британська акторка[289].

### 25 вересня
- Мадянов Роман Сергійович, 62, радянський та російський актор, Заслужений артист Росії (1995)[290].
- Мосіна Марія Іванівна, 93, радянська господарська діячка, Герой Соціалістичної Праці (1966)[291].
- Осадчук Володимир Степанович, 86, український науковець, фахівець у галузі електроніки, педагог, Заслужений діяч науки і техніки України (2008)[292].
- Осмоловський Тимур Ігорович, 24, російський футболіст[293].

### 24 вересня
- Герцик Мирослав Степанович, 88, український тренер з веслування[294].
- П'єр-Вільям Гленн, 80, французький кінооператор та режисер[295].
- Ковальова Олександра Прокопівна, 75, українська поетеса та перекладач[296].

### 23 вересня
- Бондар Микола Олександрович, 82, український художник[297].
- Джанкарло Кроста, 90, італійський веслувальник[298].

сенегальський політик Амаду-Махтар М'Боу у 1974 році

- Амаду-Махтар М'Боу, 103, сенегальський політик, гендиректор ЮНЕСКО (1974—1987)[299].

### 22 вересня
- Герасун Борис Абрамович, 85, український інфекціоніст[300].
- Фредрік Джеймсон, 90, американський філософ[301].

### 21 вересня
- Верестников Владислав Аркадійович, 77, радянський і російський співак (баритон) та педагог, Народний артист Росії (1994)[302].
- Голей Микола Пилипович, 85, український поет.
- Потапенко Анатолій Михайлович, 79, радянський політик.

### 20 вересня
- Ібрагім Акіл, 61, ліванський терорист.[303]
- Кетрін Кросбі, 90, американська акторка та співачка[304].
- Джон Свендсен, 70, американський ватерполіст[305].

### 19 вересня
- Нік Гравенітес, 85, американський музикант[306].
- Рощина Вікторія Володимирівна, 27, українська журналістка[307].
- Бруно Сакко, 90, італійський автомобільний дизайнер[308].

### 18 вересня
- Урзель Бруннер, 83, німецька плавчиня[309].
- Зульфія Камалова, 55, австралійська співачка[310].
- Сем Малкольмсон, 77, новозеландський футболіст[311].
- Сальваторе Скіллачі, 59, італійський футболіст[312].

### 17 вересня
- Карцан Аркадій Русланович, 25, український боксер[313].

### 16 вересня
- Роберт Ділл-Бунді, 65, швейцарський велогонщик[314].
- Поліщук Федір Аврамович, 86, український хірург[315].
- Скрипник Ганна Аркадіївна, 75, український етнолог[316].
- Гері Шоу, 63, британський футболіст[317].
- Іштван Юхас, 79, угорський футболіст; дата повідомлення про смерть[318].

### 15 вересня
- Баришников Олександр Георгійович, 75, радянський легкоатлет[319].
- Бурлака Леонід Антонович, 85, радянський та український кінооператор, Заслужений діяч мистецтв України (1994)[320].
- Василь (Лостен), 94, ієрарх УГКЦ, єпископ Стемфордський (1977—2006)[321].
- Тіто Джексон, 70, американський музикант[322].
- Георге Мулцеску, 72, румунський футболіст та тренер[323].

### 14 вересня
- Джабер аль-Мубарак аль-Хамад ас-Сабах, 82, кувейтський політик, Прем'єр-міністр Кувейту (2011—2019), міністр оборони Кувейту (2006—2011)[324].
- Отіс Девіс, 92, американський легкоатлет[325].
- Ширма Володимир Васильович, 62, український політик[326].

### 13 вересня
- Мільда Вайніуте, 61, литовська політична діячка, міністр юстиції Литви (2016—2018)[327].
- Лекс Марінос, 75, австралійський актор[328].
- Непесов Арслан Сакоєвич, 61, туркменський політик та дипломат, посол Туркменістану в Україні (2007—2008)[329].

### 12 вересня
- Василій (Медвіт), 75, ієрарх УГКЦ, єпископ-помічник Донецько-Харківського екзархату (2009—2013), титулярний єпископ Адріане (1994—2024)[330].
- Мушинка Микола Іванович, 88, словацький фольклорист та літературознавець лемківського походження[331].

### 11 вересня
- Стів Ґреґґ, 68, американський плавець[332].
- Інджян Хорен Симонович, 67, радянський боксер[333].
- Сільверія Мартін Діас, 114, іспанська довгожителька[334].
- Сванідзе Микола Карлович, 69, радянський і російський журналіст та громадський діяч[335].
- Мирон Станкевич, 88, канадський хокеїст[336].

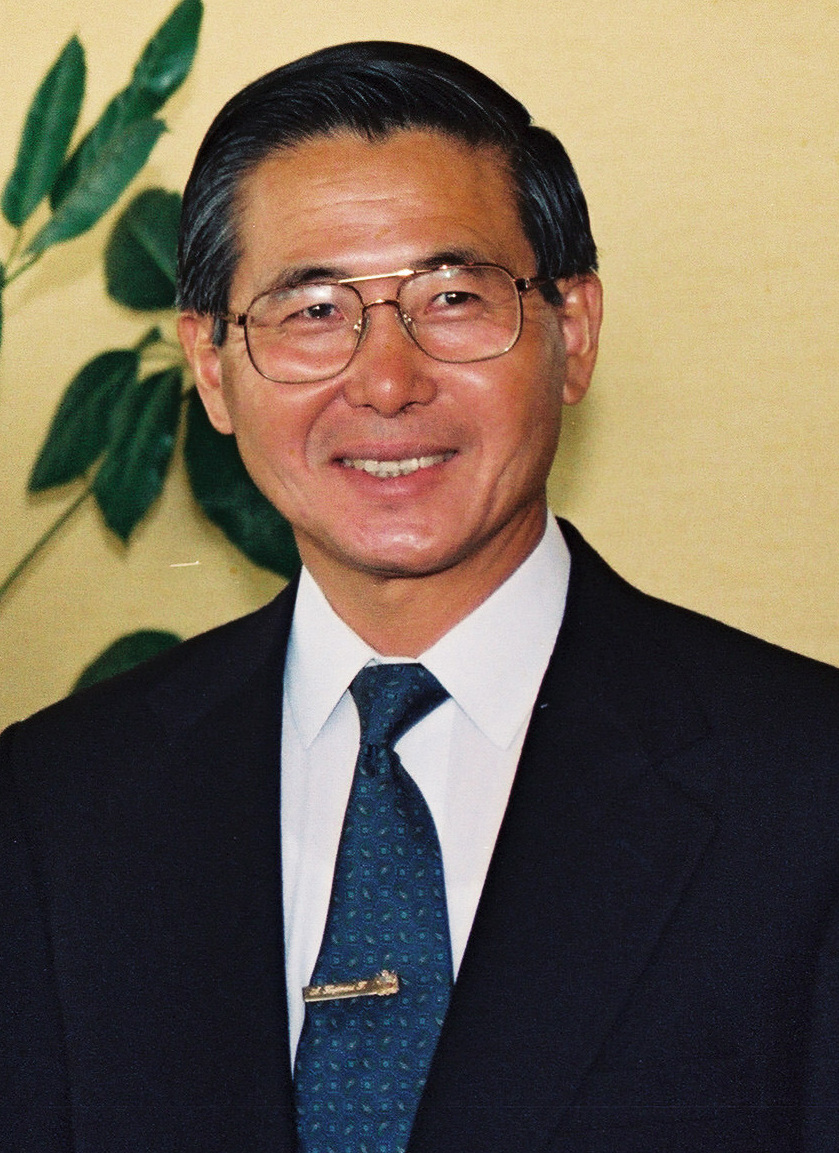
перуанський політик Альберто Фухіморі у 1991 році

- Альберто Фухіморі, 86, перуанський політик, Президент Перу (1990—2000)[337].

### 10 вересня
- Базилевський Іван Іванович, 88, радянський та український художник[338].
- Артур Еджгілл, 98, американський музикант[339].
- Павлович Яків Мар'янович, 83, український художник[340].
- Поліцеймако Марія Віталіївна, 86, радянська та російська акторка, Заслужена артистка Росії (1988)[341].
- Решетняк Володимир Вікторович, 73, український театральний діяч, директор Харківського державного академічного театру ляльок, Заслужений працівник культури України[342].
- Слатенко Валерій Анатолійович, 77, радянський український футбольний тренер[343].
- Роберто Чальє, 77, перуанський футболіст та тренер[344].

### 9 вересня
- Катерина Валенте, 93, італійська співачка[345].
- Джеймс Ерл Джонс, 93, американський актор[346].
- Євстіфєєв Олександр Олександрович, 66, російський політик[347].
- Джон Кассадей, 52, американський художник коміксів[348].

### 8 вересня
- Бассель Валерій Михайлович, 85, радянський і український актор та режисер, Заслужений артист Української РСР (1989)[349].
- Ана Гервасі, 57, перуанська політична діячка та дипломат, міністр закордонних справ Перу (2022—2023)[350].

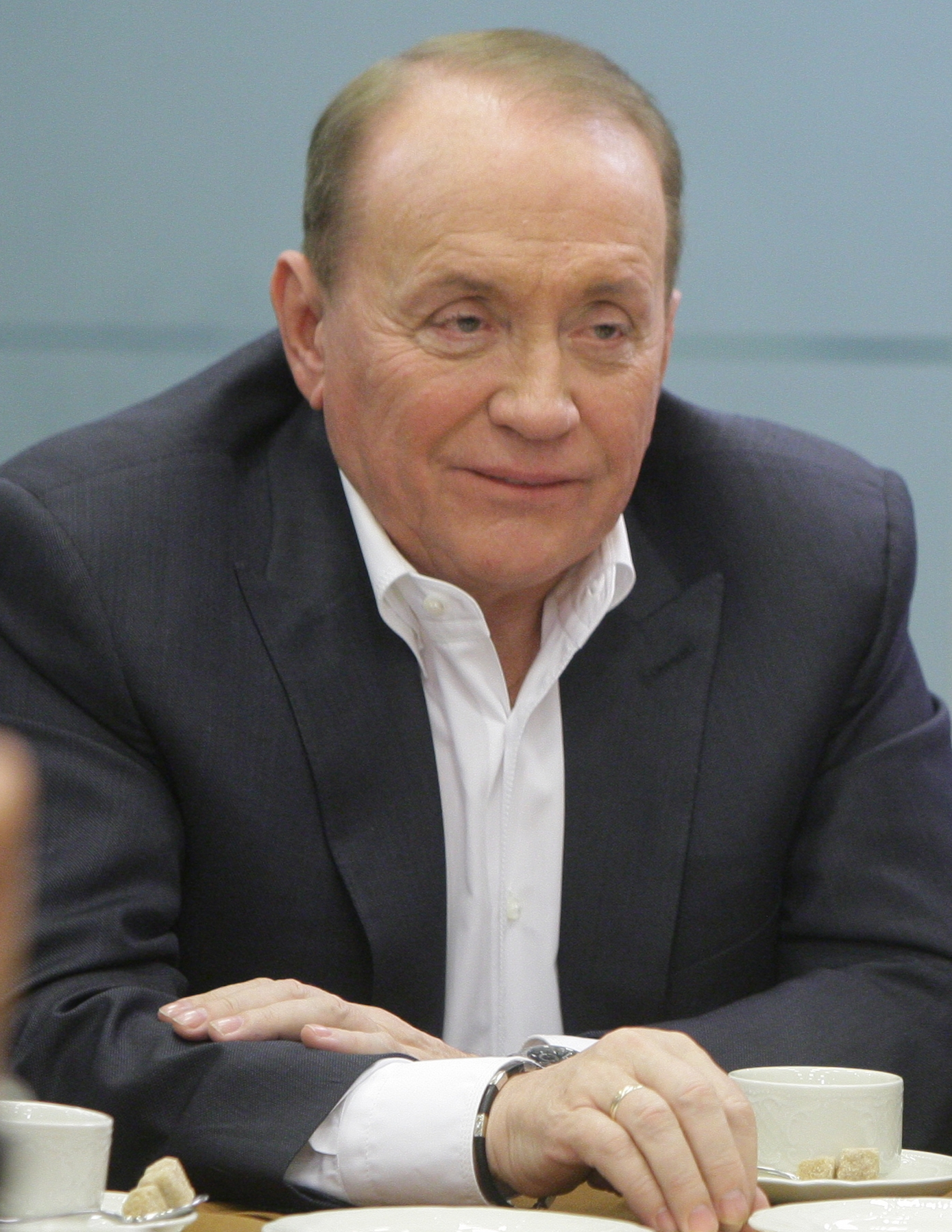
радянський та російський телеведучий Олександр Масляков у 2011 році

- Масляков Олександр Васильович, 82, радянський та російський телеведучий, організатор КВК[351].
- Сінохара Емі, 61, японська акторка та співачка[352].

### 7 вересня
- Неклюдов Іван Матвійович, 89, український фізик, Заслужений діяч науки і техніки України (1998)[353].
- Рахшмір Павло Юхимович, 89, радянський та російський історик[354].

### 6 вересня
- Бент Волмар, 87, данський футболіст[355].
- Воскобойніков Валерій Михайлович, 85, радянський та російський письменник[356].
- Ребекка Горн, 80, німецька художниця[357].
- Алан Різ, 86, британський автогонщик[358].

### 5 вересня
- Люцко Ігор Сергійович, 62, білоруський шахіст, гросмейстер (2004); дата повідомлення про смерть[359].
- Мельничук Андрій Васильович, 84, український журналіст[360].
- Рєзанов Олександр Геннадійович, 75, радянський гандболіст[361].
- Лоран Тірар, 57, французький режисер та сценарист[362].
- Ребекка Чептегеї, 33, угандійська легкоатлетка[363].

### 4 вересня
- Луїс Аяла, 91, чилійський тенісист[364].
- Бора Джорджевич, 71, югославський та сербський рок-музикант[365].

### 3 вересня
- Буре Володимир Валерійович, 73, радянський плавець[366].
- Шумейко Григорій Григорович, 73, український актор, режисер та педагог, Народний артист України (2009)[367].

### 2 вересня
- Дихтяр Марія Володимирівна, 42, український воєнний медик[368].
- Санте Марсілі, 73, італійський ватерполіст[369].
- Медведь Олександр Васильович, 86, радянський борець вільного стилю[370].
- Наклицька Зоя Степанівна, ?, українська балерина, хореограф та педагог, Заслужений працівник культури України (2012)[371].
- Наумов Анатолій Іванович, 86, український письменник та журналіст[372].
- Шабанова Ірина Миколаївна, 85, радянський та російський фізик[373].

## Серпень

### 31 серпня
- Соль Бамба, 39, івуарійський футболіст[374].
- Росляков Валентин Прокопович, 108, радянський танкіст, ветеран Другої світової війни.

### 30 серпня
- Даніела Годрова, 78, чеська письменниця[375].
- Жулпа Робертас Римантович, 64, радянський плавець[376].
- Кожушко Вероніка Ігорівна, 18, українська художниця[377].
- Шрідат Рампал, 95, гаянський політик, міністр закордонних справ Гаяни (1972—1975)[378].
- Мішель Фаззарі, 37, канадська борчиня вільного стилю[379].

### 29 серпня
- Джонні Годро, 31, американський хокеїст; ДТП[380].
- Головатюк Роман Юрійович, 28, український кікбоксер[381].
- Горпинич Володимир Олександрович, 96, радянський і український мовознавець та педагог, Заслужений діяч науки і техніки України (1995)[382].
- Тухеітіа Пакі, 69, сьомий король маорі.

### 28 серпня
- Глібко Ірина Олександрівна, 34, українська гандболістка[383].

### 27 серпня
- Хуан Іск'єрдо, 27, уругвайський футболіст[384]
- Шарлотта Кречман, 114, німецька довгожителька[385].
- Сергійчук Сергій Іванович, 53, український політик та військовик[386].

### 26 серпня
- Гаккель Леонід Євгенович, 88, радянський і російський піаніст, музикознавець та музичний критик, Заслужений діяч мистецтв Росії (1995)[387].
- Свен-Йоран Ерікссон, 76, шведський футболіст та тренер[388].
- Кузнєцова Наталія Валеріївна, 30, українська громадська активістка[389].
- Ноджим Майєгун, 83, нігерійський боксер[390].
- Ридний Олег Анатолійович, 57, радянський та російський футболіст.

### 25 серпня
- Будзей Олег Васильович, 71, український історик, краєзнавець та журналіст[391].
- Зільберман Юрій Абрамович, 78, радянський і український музикознавець та педагог, Заслужений діяч мистецтв України (1998)[392].
- Мішель Сіфр, 85, французький геолог та спелеолог[393].
- Селім Хосс, 94, ліванський політик[394].
- Шевчук Віктор Григорович, 86, український фізіолог та педагог[395].

### 24 серпня
- Крістоф Даум, 70, німецький футболіст[396].
- Князький Орест Миколайович, 80, український поет та письменник[397].
- Приведа Олександра Олександрівна, 69, українська художниця[398].
- Джордж Роден, 97, ямайський легкоатлет[399].
- Хрістос Яннарас, 89, грецький богослов[400].

### 23 серпня
- Петер Лундгрен, 59, шведський тенісист[401].
- Предраг Матич, 62, хорватський політик, міністр у справах ветеранів Хорватії (2011—2016)[402].
- Соловей Василь Федорович, 83, український поет[403].

### 22 серпня
- Кшуманцянь Пірґуж, 83, діяч ерзянського національного руху, правозахисник[404].

### 21 серпня
- Джон Еймос, 84, американський актор[405].
- Завальнюк Анатолій Федорович, 82, український музикознавець та педагог, Заслужений діяч мистецтв України (2019)[406].
- Макотерський Юхим Фотійович, 91, український громадський діяч та краєзнавець[407].
- Білл Паскрелл, 87, американський політик[408].
- Приліпка Олексій Васильович, 80, український агроном, Герой України (2002)[409].

### 20 серпня
- Величко Наталія Єгорівна, 68, українська співачка (мецо-сопрано) та акторка, Заслужена артистка України (2010)[410].
- Умберто Маскіо, 91, аргентинський футболіст та тренер[411].

### 19 серпня
- Майк Лінч, 59, британський підприємець у галузі інформаційних технологій[412].
- Марія Браньяс Морера, 117, іспанська довгожителька[413].

### 18 серпня

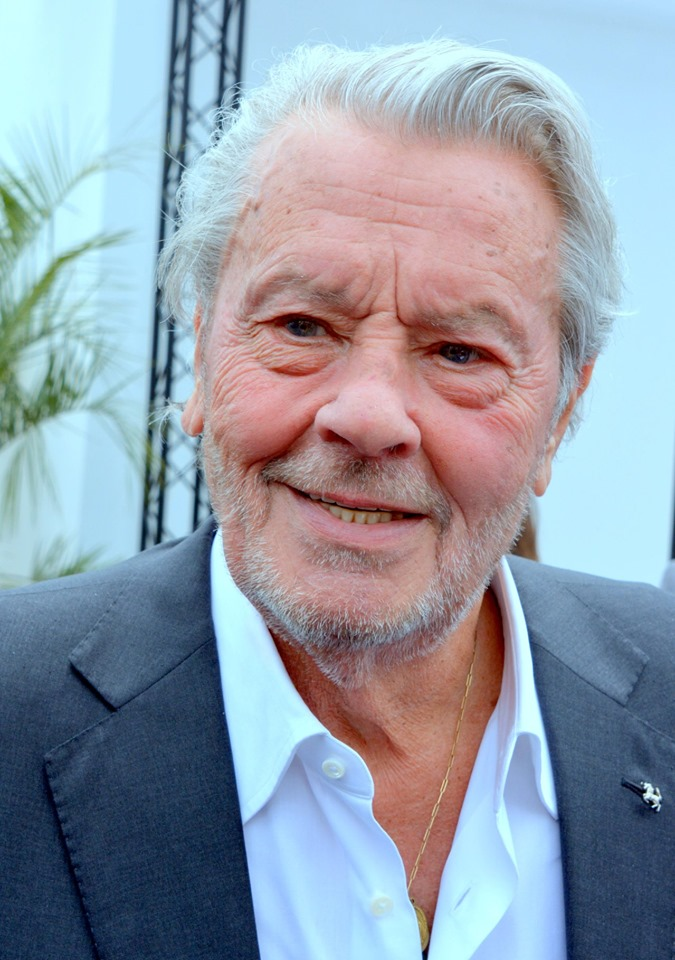
французький актор Ален Делон у 2019 році

- Ален Делон, 88, французький актор[414][415].
- Рут Джонсон Колвін, 107, американська активістка[416].
- Філ Донаг'ю, 88, американський журналіст та телеведучий[417].
- Францішек Смуда, 76, польський футболіст та тренер[418].

### 17 серпня
- Петер Бернгольц, 95, німецько-швейцарський економіст та педагог[419].
- Юстина Бурська, 29, польська плавчиня; ДТП[420].
- Гелен Фішер, 79, американська антрополог та педагог[421].

### 16 серпня
- Домінго Перес, 88, уругвайський футболіст; дата повідомлення про смерть[422].
- Поляруш Ігор Анатолійович, 79, український композитор, Заслужений діяч мистецтв України (1999)[423].
- Танцюра Василь Іванович, 87, український історик[424].

### 15 серпня
- Андріяшко Роман Олексійович, 76, український журналіст[425].
- Артеменко Геннадій Володимирович, 74, український гідрогеолог[426].
- Ларс Бйорн, 92, шведський хокеїст[427].
- Калякін Сергій Іванович, 72, білоруський політик[428].
- Імре Комора, 84, угорський футболіст та тренер[429].

### 14 серпня
- Юджинія Калнай, 81, аргентинська та американська метеоролог[430].

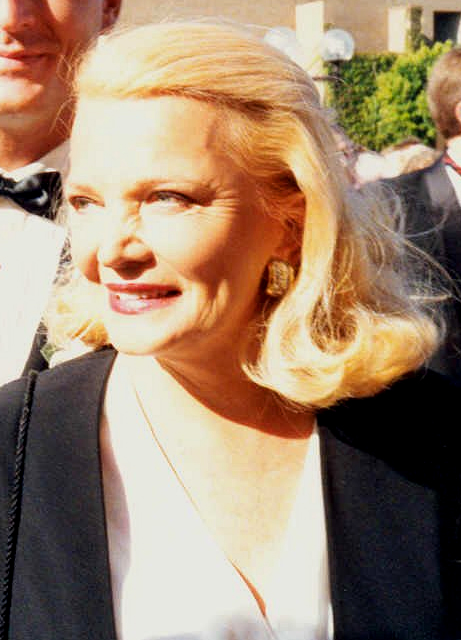
американська акторка Джина Роулендс у 1992 році

- Джина Роулендс, 94, американська акторка[431].
- Таукач Ольга Георгіївна, 62, українська журналістка[432].
- Харчевський Олександр Миколайович, 74, радянський та російський військовий льотчик, генерал-майор авіації[433].

### 12 серпня
- Раміро Блакут, 80, болівійський футболіст та тренер[434].
- Мигуля Олександр Володимирович, 27, український військовий льотчик[435].
- Мішин Віктор Максимович, 81, радянський політик та громадський діяч[436].
- Заїд ар-Ріфаї, 87, йорданський політик та дипломат, Прем'єр-міністр Йорданії (1973—1976, 1985—1989)[437].
- Таранюк Євген Митрофанович, 74, український письменник, поет та журналіст[438].
- Фріц Шмідт, 81, німецький хокеїст на траві[439].

### 11 серпня
- Ткач Микола Васильович, 79, український фізик, Заслужений діяч науки і техніки України (2000)[440].

### 10 серпня
- Форд Галлам, 61, британський ювелір.
- Зибіна Галина Іванівна, 93, радянська легкоатлетка (штовхання ядра)[441].
- Середа Леонід Павлович, 81, український науковець та педагог, Заслужений працівник освіти України (2002)[442].

### 9 серпня
- Бережной Юрій Анатолійович, 88, український фізик, Заслужений діяч науки і техніки України (2016)[443].
- Сьюзан Войчицькі, 56, американська підприємниця[444].
- Лебоханг Морула, 57, південноафриканський футболіст; вбивство[445].

### 8 серпня
- Хорхе Родрігес, 56, мексиканський футболіст[446].
- Ісса Хаяту, 77, камерунський футбольний функціонер, президент ФІФА (2015—2016) та КАФ (1988—2017)[447].

### 7 серпня
- Вакалюк Марія Георгіївна, 91, українська новаторка сільськогосподарського виробництва, громадська діячка, Почесний ветеран України[448].
- Роббі Вентер, 64, південноафриканський тенісист[449].

### 5 серпня
- Ганжа Степан Олександрович, 82, український килимар, художник, танцюрист та поет, Заслужений майстер народної творчості України (2004).
- Іванов В'ячеслав Миколайович, 86, радянський веслувальник; дата повідомлення про смерть[450].
- Джеремі Стронґ, 86, британський письменник; дата повідомлення про смерть[451].

### 4 серпня
- Бакальчук Михайло Ілліч, 85, радянський та український актор, Народний артист України (1998)[452].
- Лі Цзундао, 97, американський фізик китайського походження, лауреат Нобелівської премії з фізики (1957)[453].
- Хуан Рамон Мартінес, 76, сальвадорський футболіст[454].
- Чарльз Сайферс, 85, американський актор[455].

### 3 серпня
- Копп Вадим Якович, 73, український науковець, фахівець у галузі автоматизації технологічних процесів, Заслужений діяч науки і техніки України (2009)[456].
- Антоніо Менезес, 66, бразильський віолончеліст[457].
- Мустафа Мусса, 62, алжирський боксер[458].

### 2 серпня
- Натикач Петро Іванович, 76, український історик, краєзнавець та педагог[459].

### 1 серпня
- Леонард Гейфлік, 96, американський анатом та педагог[460].
- Томмі Кассіді, 73, північноірландський футболіст та тренер[461].
- Петер Краус, 83, німецький хокеїст на траві[462].
- Курило Володимир Михайлович, 103, радянський і український політик, історик, педагог та громадський діяч[463].
- Приходько Людмила Іванівна, 79, українська акторка, Народна артистка України (1993)[464].
- Крейг Шекспір, 60, британський футболіст та тренер[465].
- Штанько Іван Васильович, 85, український юрист, генерал-полковник внутрішньої служби, начальник Головного управління виконання покарань МВС України (1988—2000)[466].

## Липень

### 31 липня
- Ісмаїл Ганія, 61, палестинський політик, Прем'єр-міністр Палестини (2006—2014); вбивство[467].
- Крум Георгієв, 66, болгарський шахіст, гросмейстер (1988); дата повідомлення про смерть[468].
- Іщенко Олександр Олександрович, 73, український хімік[469].
- Константін Йонеску, 65, румунський шахіст, гросмейстер (1998); дата повідомлення про смерть[470].

### 30 липня
- Гаукур Галльдоурссон, 87, ісландський художник[471].
- Бруно Гарцена, 91, італійський футболіст[472].
- Єшинов Володимир Миколайович, 75, радянський веслувальник[473].
- Ганс Ленк, 89, німецький веслувальник[474].
- Фуад Шукр, ?, ліванський терорист[475].

### 29 липня
- Мотижев Сергій Володимирович, 77, радянський та український науковець[476].
- Сергєєв Юрій Валентинович, 99, радянський ковзаняр[477].
- Юзеф Шмідт, 89, польський легкоатлет німецького походження[478].

### 28 липня
- Ходирєв Володимир Якович, 94, радянський і російський політик та мандрівник-дослідник[479].

### 27 липня
- Єлізаров Антон Олегович, 43, російський військовик, Герой Росії (2022)[480].
- Мюррей Костелло, 90, канадський хокеїст[481].
- Кравець Марія Онуфріївна, 98, радянська і українська акторка та режисер[482].
- Мізія, 69, португальська співачка у жанрі фаду[483].

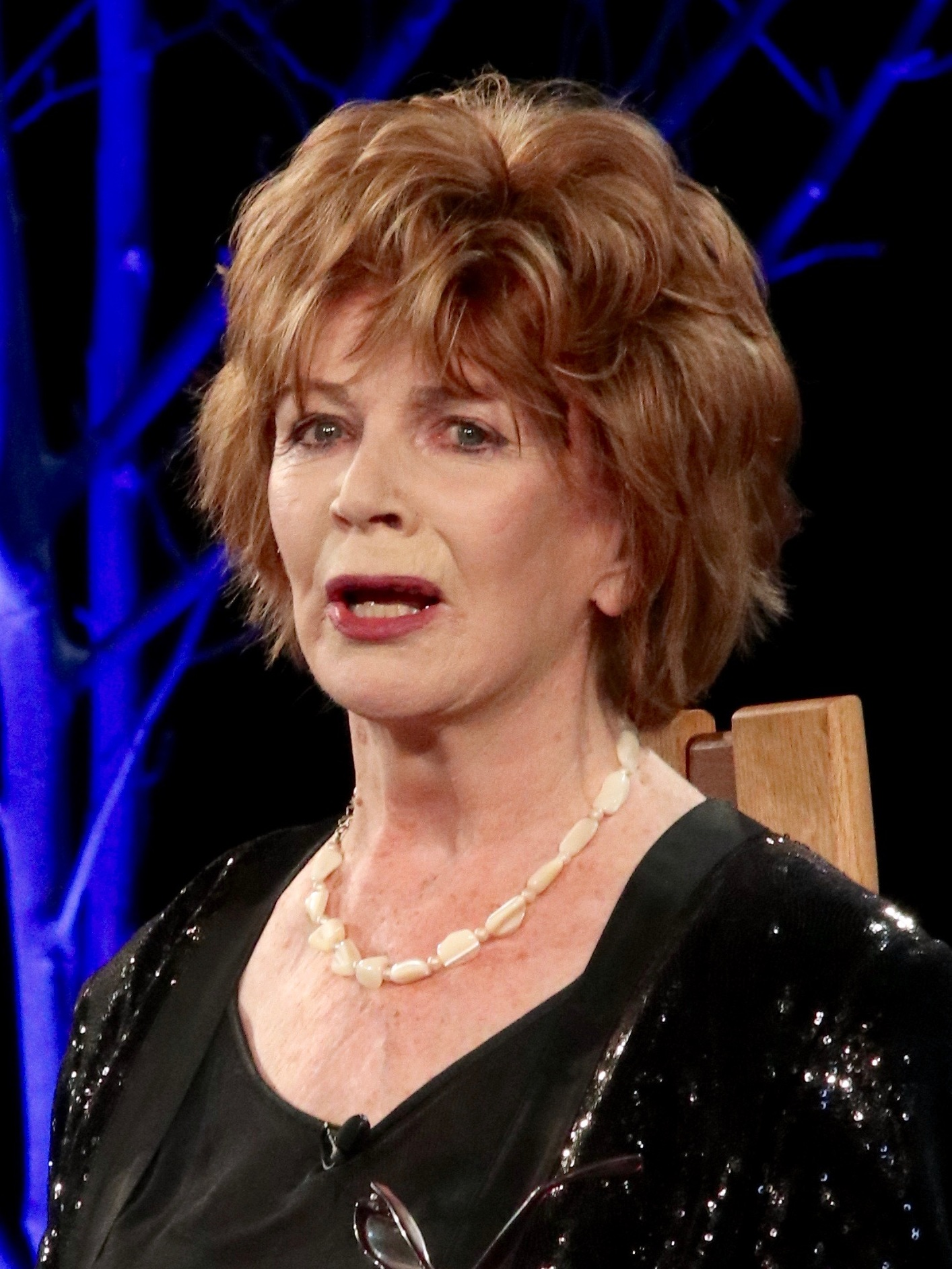
ірландська письменниця Една О'Браєн у 2016 році

- Една О'Браєн, 93, ірландська англомовна письменниця[484].
- Фіалко Олег Борисович, 78, радянський і український режисер та сценарист, Заслужений діяч мистецтв України (1996)[485].

### 26 липня
- Арво Валтон, 88, естонський письменник та сценарист[486].

### 25 липня
- Карт Віктор Еммануїлович, 95, радянський і український шахіст та тренер[487].

### 24 липня
- Венгер Євген Федорович, 77, український фізик та політик[488].
- Ківа Дмитро Семенович, 81, український авіаконструктор, Герой України (2009)[489].
- Лобас Леонід Дмитрович, 75, радянський та російський льотчик-випробувач, Герой Росії (1995)[490].
- Риф'як Роман Романович, 71, радянський футболіст[491].
- Цебрій Олександр Володимирович, 50, український підприємець та громадський діяч[492].

### 23 липня
- Робін Воррен, 87, австралійський патолог, лауреат Нобелівської премії з фізіології та медицини (2005)[493].
- Анджей Мільчановський, 85, польський політик[494].
- Кестутіс Настопка, 84, литовський літературознавець та перекладач[495].

### 22 липня
- Феріт Едґу, 88, турецький письменник[496].
- Керолін Шулер, 81, американська плавчиня[497].

### 21 липня
- Річард Сандовал, 63, американський боксер[498].
- Єужен Сирбу, 73, румунський скрипаль[499].

### 20 липня
- Любомир Ніколов, 74, болгарський письменник-фантаст та перекладач[500].
- Муасір Родрігес Сантус, 54, бразильський футболіст[501].

### 19 липня
- Шейла Джексон Лі, 74, американська політична діячка[502].
- Тумані Діабате, 58, малійський музикант[503].
- Владимир Мітков, 92, македонський правник та політик[504].
- Нгуєн Фу Чонг, 80, в'єтнамський політик, генеральний секретар ЦК КПВ (2011—2024), Президент В'єтнаму (2018—2021)[505].
- Рей Ріардон, 91, валлійський гравець у снукер[506].
- Ріпс Ілля Аронович, 75, ізраїльський математик[507].
- Джеймс К. Скотт, 87, американський політолог та антрополог[508].

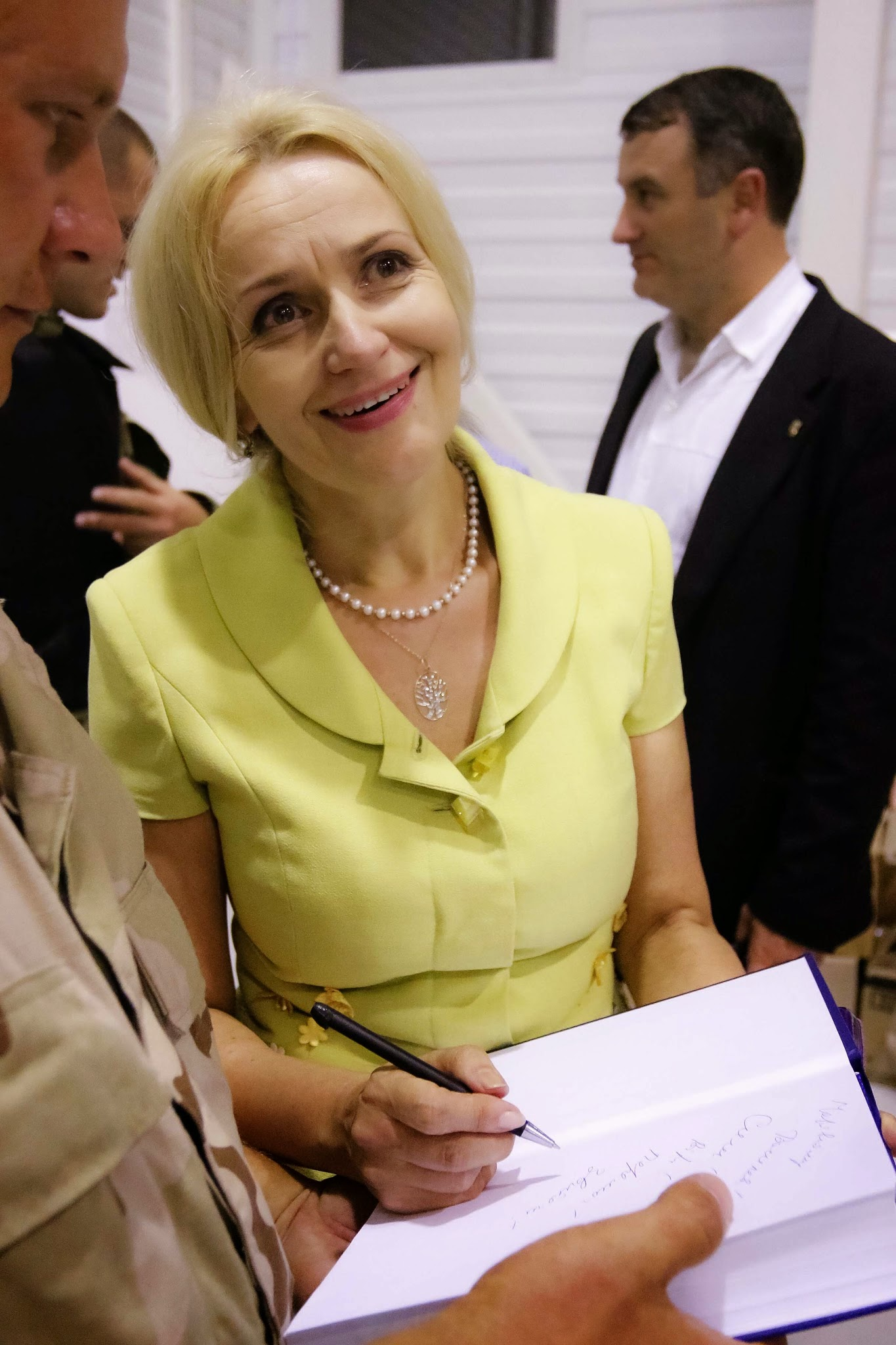
українська політична діячка та лінгвіст Ірина Фаріон у 2014 році

- Фаріон Ірина Дмитрівна, 60, українська політична діячка, мовознавець та педагог; вбивство[509].

### 18 липня
- Лу Доббс, 78, американський журналіст та телеведучий[510].
- Боб Ньюгарт, 94, американський актор та співак[511].

### 17 липня
- Мартанда Валіатан, 90, індійський кардіоторакальний хірург[512].
- Антон Гикіш, 92, словацький письменник[513].
- Іванов-Ахметов Володимир Михайлович, 70, український художник[514].
- Щербак Ігор Іванович, 68, український актор, Заслужений артист України (2012)[515].

### 16 липня
- Джо Браянт, 69, американський баскетболіст та тренер[516].
- Вергеєнко Михайло Никифорович, 74, радянський і білоруський футболіст та тренер[517].
- Тананайко Мирослава Михайлівна, 99, українська хімік та педагог.

### 15 липня
- Захаров Володимир Андрійович, 87, радянський політик та господарський діяч[518].

### 14 липня
- Сара Гібсон, 38, американська піаністка[519].

### 13 липня
- Ілія Валов, 62, болгарський футболіст та тренер[520].

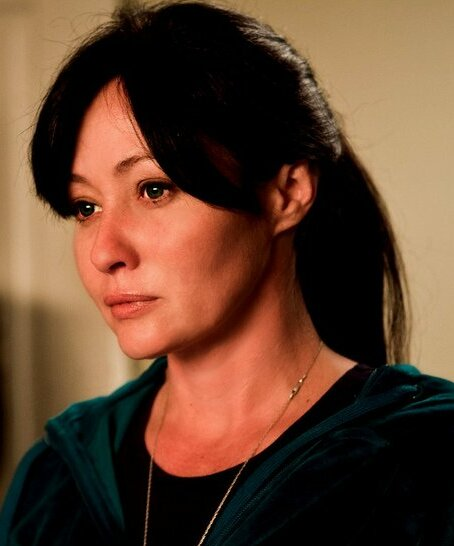
американська акторка Шеннен Догерті у 2011 році

- Шеннен Догерті, 53, американська акторка[521].
- Костиря Артем Петрович, 40, український рятувальник, Герой України (посмертно)[522].
- Томас Меттью Крукс, 20, американець, підозрюваний у замаху на Дональда Трампа[523].
- Флемінг Расмуссен, 56, данський стронгмен[524].
- Річард Сіммонс, 76, американський інструктор з фітнесу, актор та співак[525].

### 12 липня
- Білл Вайола, 73, американський художник[526].
- Рут Вестхаймер, 96, німецько-американський секс-терапевт[527].
- Тонке Драгт, 93, нідерландська письменниця[528].
- Кузьменко Юрій Олександрович, 75, радянський і російський актор, режисер та сценарист[529].

### 11 липня
- Бомбела Владислав Олександрович, 29, український військовик, Герой України (посмертно)[530].
- Шеллі Дювалл, 75, американська акторка[531].
- М. Дж. Енг, 91, американська письменниця[532].
- Віллі Козловскі, 87, німецький футболіст[533].

### 10 липня
- Мар'ян Веліцу, 47, румунський боксер[534].
- Золотовицька Ірма Львівна, 92, український і ізраїльський музикознавець та педагог.
- Пал Тамаш, 75, угорський соціолог[535].
- Чернобай Юрій Миколайович, 78, український біолог, директор Державного природознавчого музею НАН України (1987—2019)[536].

### 9 липня
- Джим Інгоф, 89, американський політик[537].
- Кетеван Кікнадзе, 85, грузинська акторка, Народна артистка Грузинської РСР (1999)[538].
- Максін Сінгер, 93, американський біохімік[539].
- Єжи Штур, 77, польський актор[540].

### 7 липня
- Бруно Дзанін, 73, італійський актор[541].
- Бенгт Самуельсон, 90, шведський біохімік, лауреат Нобелівської премії з фізіології і медицини (1982)[542].

### 6 липня
- Воронка Ігор Володимирович, 49, український співак (бас) та актор, Заслужений артист України (2009)[543][544].
- Піно Д'Анджо, 71, італійський співак[545].
- Лукінова Тетяна Борисівна, 96, українська мовознавиця[546].
- Супіханов Борис Карабайович, 69, український політик, міністр агропромислової політики України (1998—1999)[547].

### 5 липня
- Серж Дюкосте, 80, гаїтянський футболіст[548].
- Ісакадзе Ліана Олександрівна, 77, радянська і грузинська скрипалька та диригентка, Народна артистка СРСР (1988)[549].
- Корольков Микола Павлович, 77, радянський вершник[550].
- Джон Ландау, 63, американський продюсер[551].
- Вік Сайксес, 100, американський тенісист[552].

### 4 липня

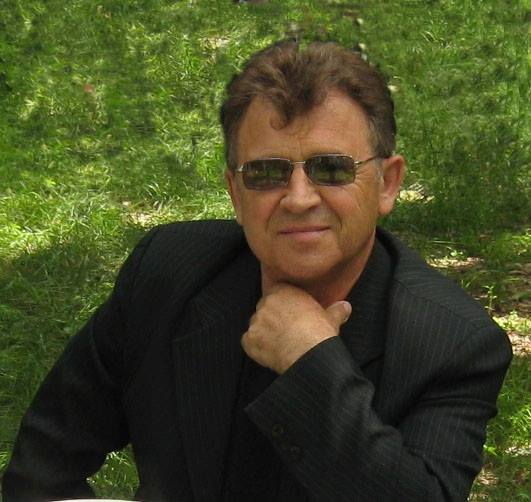
український композитор Леонід Нечипорук у 2014 році

- Нечипорук Леонід Матвійович, 76, український композитор[553].

### 3 липня
- Ролан Дюма, 101, французький політик та дипломат[554].
- Нугзарі Цурцумія, 27, грузинський борець греко-римського стилю; самогубство[555].

### 2 липня
- Кононенко Віталій Іванович, 90, радянський і український мовознавець та педагог, Заслужений діяч науки і техніки України (1989)[556].
- Круковський Станіслав Вікторович, 33, російський військовик, Герой Росії (посмертно).
- Комунардо Нікколаї, 77, італійський футболіст та тренер[557].
- Садиков Айдос Жандосович, 55, казахстанський журналіст[558].

### 1 липня
- Гунчак Тарас Григорович, 92, український історик, політолог та громадський діяч[559].
- Ісмаїл Кадаре, 88, албанський письменник[560].
- Марія Розарія Омаджо, 67, італійська акторка, телеведуча та письменниця[561].
- Ревяко Василь Опанасович, 75, радянський та білоруський господарський діяч, Герой Білорусі (2006)[562].
- Романюк Микола Олексійович, 92, радянський та український фізик, Заслужений діяч науки і техніки України (2011)[563].
- Роберт Таун, 89, американський сценарист та режисер[564].

## Червень

### 30 червня
- Ерік Пужад, 51, французький гімнаст[565].

### 29 червня
- Бубній Петро Михайлович, 87, український журналіст[566].

### 28 червня
- Джин Ахтимічук, 91, канадський хокеїст[567].
- Ів Ербе, 78, французький футболіст та тренер; дата повідомлення про смерть[568].
- Марті Павелич, 96, канадський хокеїст[569].
- Черкашина-Губаренко Марина Романівна, 86, український музикознавець та педагог, Заслужений діяч мистецтв України (2008)[570].

### 27 червня
- Кнайфель Олександр Аронович, 80, радянський та російський композитор, Заслужений діяч мистецтв Росії (1996)[571].
- Кушнір Павло Михайлович, 39, російський музикант та політичний активіст[572].
- Луцький Георгій Михайлович, 86, український науковець, фахівець у галузі обчислювальної техніки, педагог, Заслужений діяч науки і техніки України (2007)[573].
- Ландрі Н'Гемо, 38, камерунський футболіст; ДТП[574].
- Любомир Романків, 93, канадський інформатик[575].
- Мануел Жозе Таваріш Фернандіш, 73, португальський футболіст та тренер[576].

### 26 червня
- Березін Сергій Євгенович, 52, російський хокеїст[577].
- Джон МакНайвен, 89, шотландський стронгмен[578].
- Стефан Романів, 68, політично-громадський діяч української діаспори[579].

### 25 червня
- Білл Коббс, 90, американський актор[580].

### 24 червня
- Дмитрієва Анна Володимирівна, 83, радянська і російська тенісистка та спортивна журналістка[581].
- Шифті Шеллшок, 49, американський музикант[582].
- Шуляр Орест Дмитрович, 79, український співак, педагог[583].

### 23 червня
- Уго Вільянуева, 85, чилійський футболіст[584].
- Міхаель Краузе, 77, німецький хокеїст на траві[585].
- Шакуров Рашит Закірович, 87, радянський і російський тюрколог, поет та педагог[586].

### 22 червня
- Мнацаканян Лала Бабкенівна, 66, радянська та вірменська акторка[587].
- Оприсько Михайло Васильович, 86, український лісівник[588].

### 21 червня
- Фредерік Вайн, 85, британський геолог, геофізик та педагог[589].
- Вангелі Спиридон Степанович, 92, радянський і молдавський письменник та перекладач[590].
- Жукова Галина Севастянівна, 72, російський математик[591].
- Анджей Мулярчик, 94, польський письменник, сценарист та журналіст[592].

### 20 червня
- Гергард Айгнер, 80, німецький футболіст[593].
- Бойчук Олександр Андрійович, 73, український математик[594].
- Лотар Ґалль, 87, німецький історик[595].
- Гончаренко Олег Миколайович, 64, український поет, письменник, перекладач, краєзнавець та громадський діяч[596].
- Костава Гурам Георгійович, 87, радянський фехтувальник на шпагах[597].

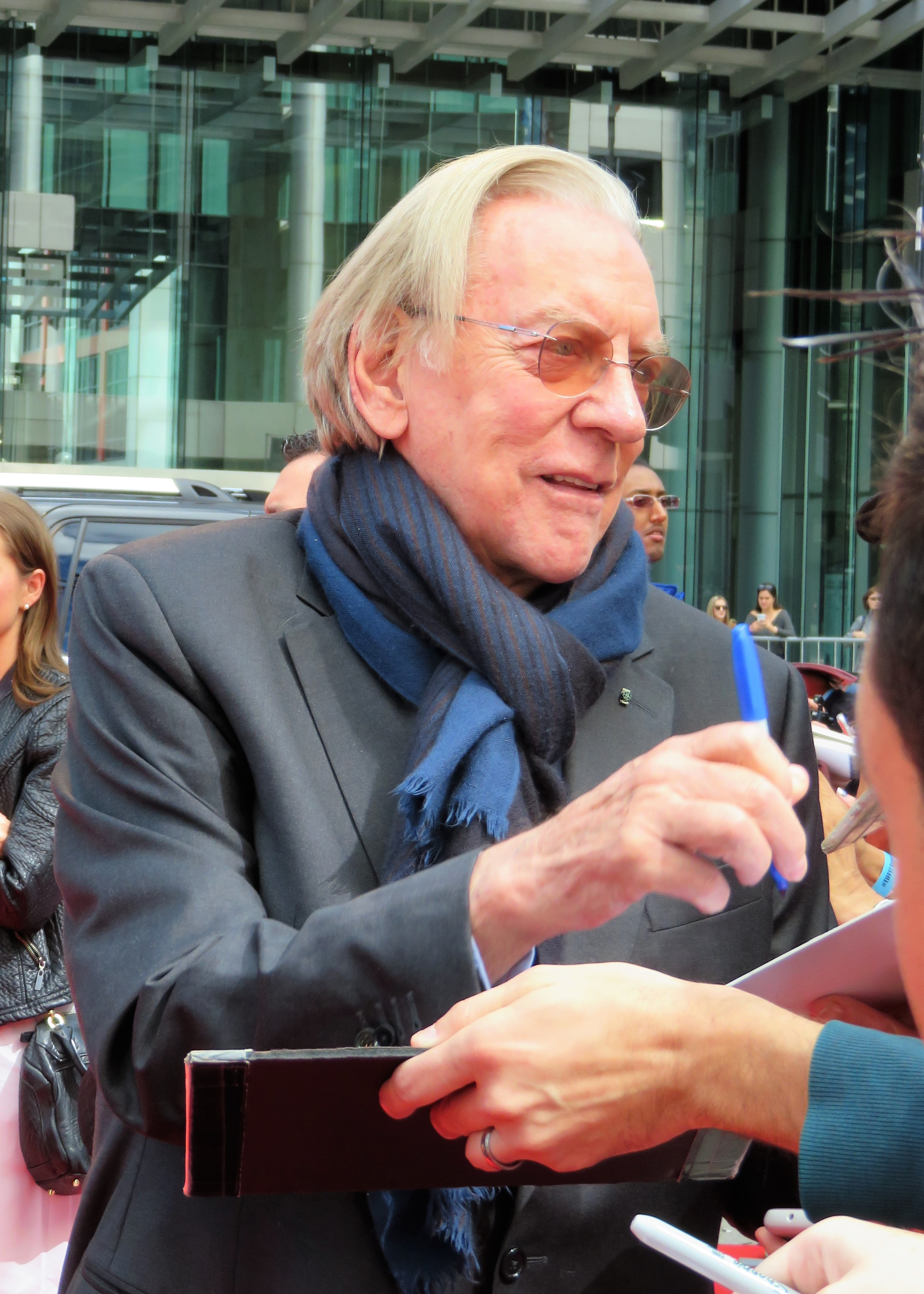
канадський актор Дональд Сазерленд у 2017 році

- Дональд Сазерленд, 88, канадський актор[598][599].
- Чернець Дем'ян Іванович, 80, український громадський діяч[600].

### 19 червня
- Стефано Малінверні, 65, італійський легкоатлет[601].

### 18 червня
- Абайдулліна Емма Валеріанівна, 83, радянська і російська журналістка та кіноредактор[602].
- Стоян Андов, 88, македонський політик[603].
- Франьо Владич, 73, югославський футболіст[604].

- Анук Еме, 92, французька акторка[605][606].

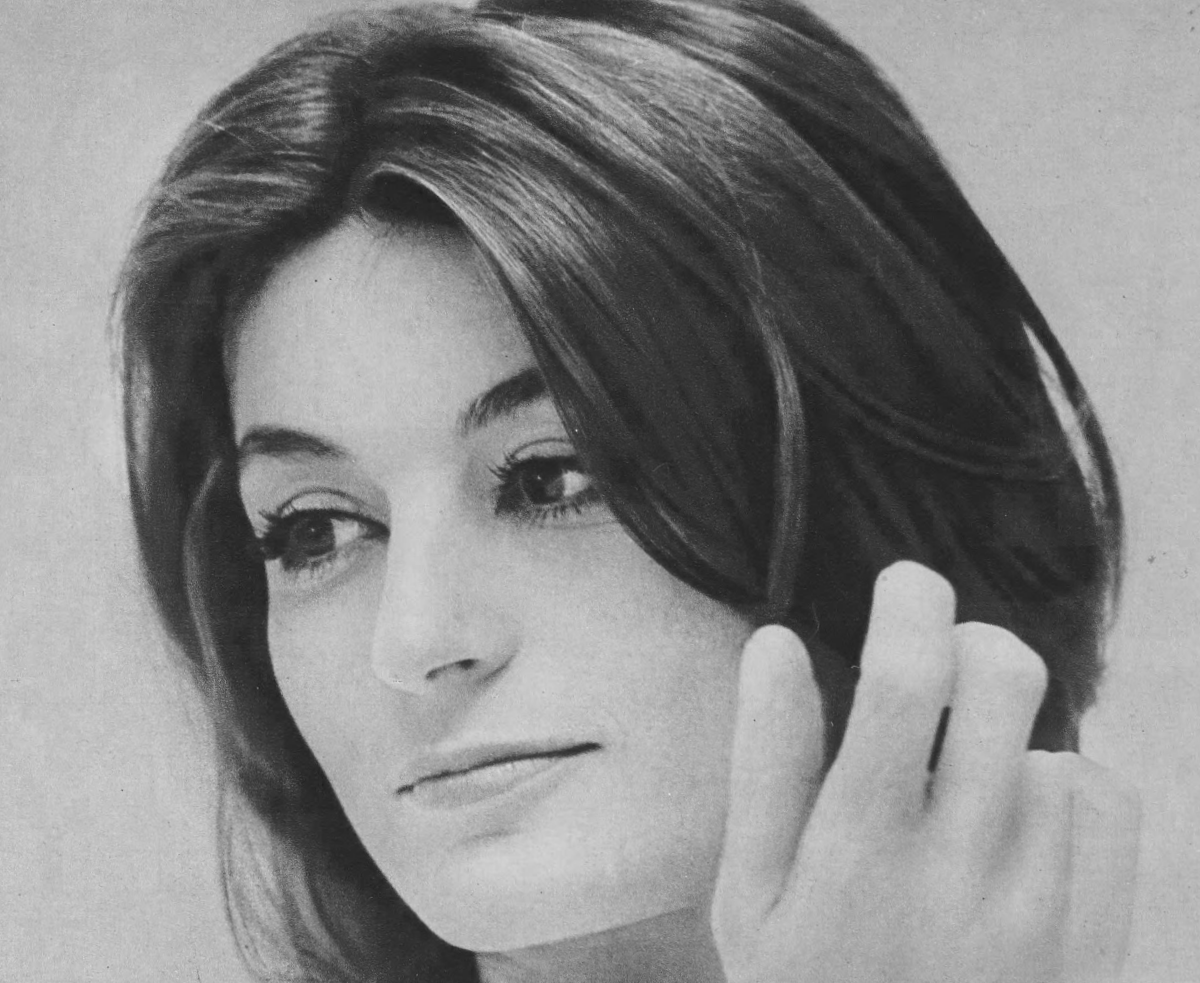
французька акторка Анук Еме у 1966 році

- Задерей Петро Васильович, 76, український математик[607].
- Іваненко Володимир Григорович, 69, український політик, спортсмен (пауерліфтинг) та тренер[608].
- Віллі Мейс, 93, американський бейсболіст[609].

### 17 червня
- Андерс Будеґорд, 80, шведський славіст та перекладач[610].

### 16 червня
- Роман Бонк, 85, польський політик[611].
- Осипчук Володимир Семенович, 74, український поет та журналіст[612].
- Боб Шуль, 86, американський легкоатлет[613].
- Владимир Янев, 74, болгарський літературний критик, історик, поет та письменник[614].

### 15 червня
- Кевін Кемпбелл, 54, британський футболіст; дата повідомлення про смерть[615].
- Вінсент Мауро, 80, американський футбольний суддя, арбітр ФІФА (1986—1991)[616].
- Матія Шаркич, 26, чорногорський футболіст[617].

### 14 червня
- Коваль Сергій Васильович, 84, український письменник-сатирик[618].
- Матюха Андрій Володимирович, 59, радянський і український футболіст та тренер[619].
- Шкляревський Георгій Якович, 86, український режисер-документаліст, Заслужений діяч мистецтв України (2002)[620].

### 13 червня
- Томмі Бенкс, 94, британський футболіст[621].
- Бенджі Грегорі, 46, американський актор[622].
- Кузнецова Світлана Михайлівна, 83, український невролог, Заслужений діяч науки і техніки України (2008)[623].
- Трач Христина Мирославівна, 44, українська балерина та педагог, Заслужена артистка України (2010)[624].

### 12 червня
- Жозе Ван-Дунем, 89, ангольський політик, Прем'єр-міністр Анголи (1991—1992, 1996—1999)[625].
- Джеррі Вест, 86, американський баскетболіст[626].
- Вільям Г. Дональдсон, 93, американський бізнесмен, політик та педагог[627].
- Зудов В'ячеслав Дмитрович, 82, радянський космонавт, Герой Радянського Союзу (1976)[628].
- Мазоре Ілля Трохимович, 85, український письменник та перекладач[629].

### 11 червня

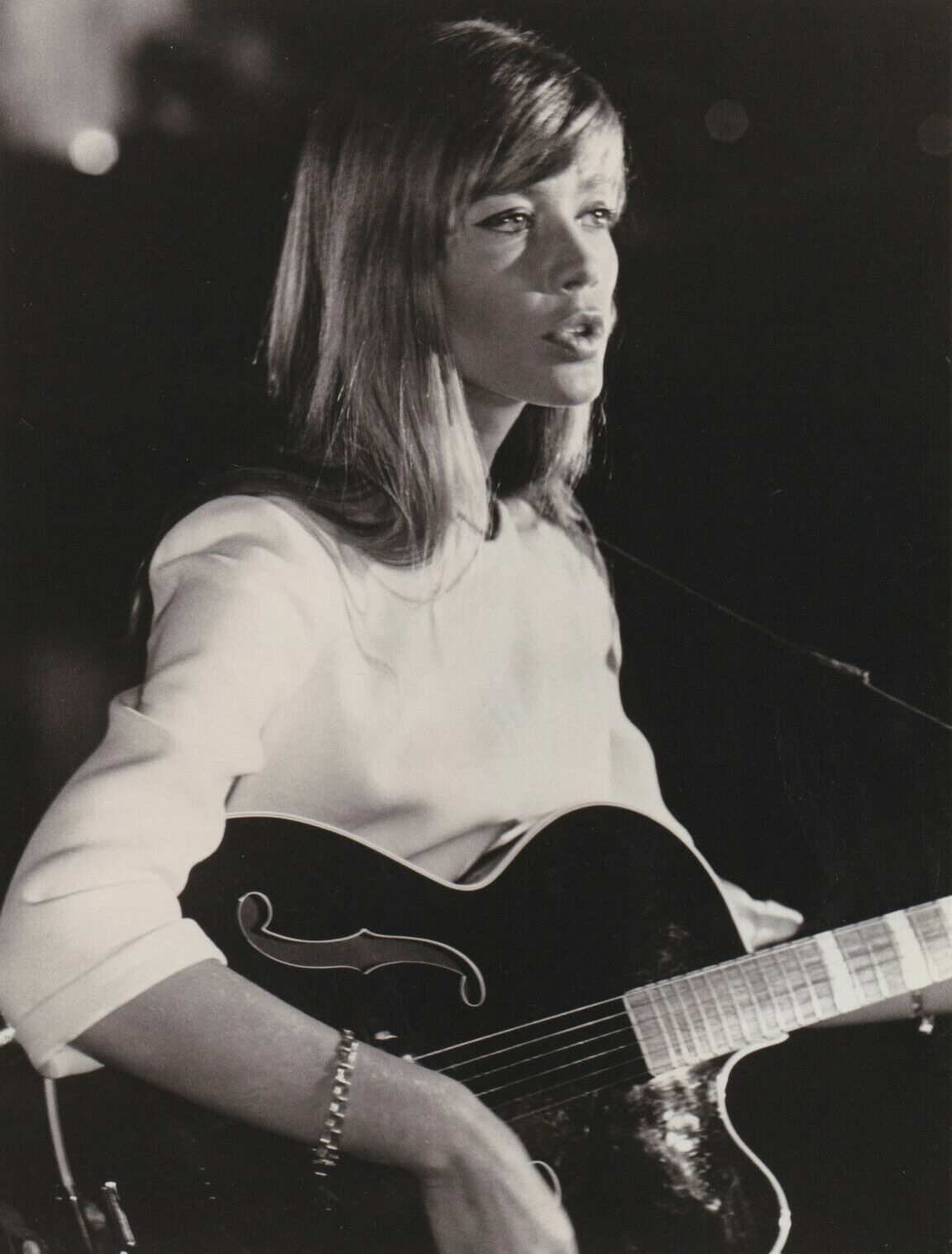
французька співачка Франсуаза Арді у 1968 році

- Франсуаза Арді, 80, французька співачка та акторка[630].
- Кристіно Серіче Біоко, 83, політик, Прем'єр-міністр Екваторіальної Гвінеї (1982—1992)[631].
- Брик Олексій Григорович, 89, український письменник та педагог[632].
- Денщік Максим Сергійович, 38, український юрист та громадський діяч; вбивство[633].
- Жилін Олег Павлович, 77, радянський і український футболіст та тренер[634].
- Рязанцева Олександра Юріївна, 40, українська стилістка та громадська активістка[635].

### 10 червня
- Коханівський Микола Миколайович, 53, український націоналістичний громадсько-політичний діяч, військовик[636].
- Федосенко Арсен Петрович, 46, український фотограф[637].
- Саулос Чиліма, 51, малавійський економіст та політик; авіакатастрофа[638].

### 9 червня
- Куґа Йосіко, 93, японська акторка[639].
- Едвард Керролл Стоун, 88, американський фізик[640].

### 8 червня
- Чет Вокер, 84, американський баскетболіст[641].
- Крістоф Делуар, 53, французький журналіст[642].
- Сайкін Валерій Тимофійович, 86, радянський та російський політик[643].

### 7 червня
- Вільям Елісон Андерс, 90, американський астронавт та політик; авіакатастрофа[644].
- Ткаченко Борис Іванович, 86, український письменник, етнограф, краєзнавець та журналіст[645].
- Дейл Яківчук, 65, канадський хокеїст[646].

### 6 червня
- Фуміхіко Макі, 95, японський архітектор[647].
- Новиков Сергій Петрович, 86, радянський та російський математик[648].

### 5 червня
- Анатичук Лук'ян Іванович, 86, український фізик[649].
- Акіра Ендо, 90, японський біохімік[650].
- Маргарита Радінська, 78, болгарська співачка[651].

### 4 червня
- Касимова Маргарита Наїмівна, 86, таджицька акторка, режисер та сценаристка[652].
- Ніко Лапунов, 43, український актор, режисер та художник[653].

### 3 червня
- Брігітте Бірляйн, 74, австрійська політична діячка та юрист[654].

### 2 червня
- Карл Кейн, 89, американський баскетболіст[655].
- Едгардо Козаринський, 85, аргентинський письменник, сценарист та режисер[656].
- Давид Леві, 86, ізраїльський політик та дипломат[657].
- Дженіс Пейдж, 101, американська акторка та співачка[658].
- Толок Анатолій Степанович, 84, український актор, Народний артист України (1995)[659].
- Трач Роман Станіславович, 97, американський психолог українського походження[660].

### 1 червня
- Чілінгаров Артур Миколайович, 84, радянський і російський океанолог та політик, Герой Радянського Союзу (1986), Герой Росії (2008)[661].

## Травень

### 31 травня
- Жуан Жустіно Амарал дос Сантос, 69, бразильський футболіст[662].
- Роберт Піктон, 74, канадський серійний вбивця[663].

### 30 травня
- Волкова Анастасія Віталіївна, 31, українська журналістка; ДТП[664].
- Тревор Едвардс, 87, валлійський футболіст; дата повідомлення про смерть[665].

### 29 травня
- Манфред Вольке, 81, німецький боксер[666].

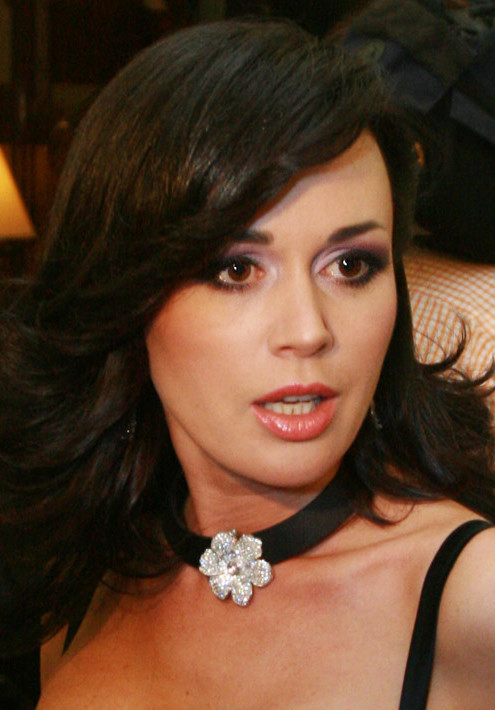
російська акторка Анастасія Заворотнюк у 2010 році

- Заворотнюк Анастасія Юріївна, 53, російська акторка та телеведуча, Заслужена артистка Росії (2006)[667].
- Ар'єн Теувіссен, 53, нідерландський вершник[668].
- Францевич Леонід Іванович, 88, український зоолог та еколог[669].
- Цибух Ірина Володимирівна, 25, українська громадська діячка та журналістка, Герой України (посмертно)[670].

### 28 травня
- Височанський Василь Степанович, 77, український математик та педагог[671].
- Козак Богдан Миколайович, 83, радянський та український актор, Народний артист Української РСР (1988)[672].
- Раймондас Кашаускас, 89, литовський письменник[673].
- Мартиненко Олександр Владленович, 63, український журналіст[674].
- Франко Петро Михайлович, 89, український громадський діяч та письменник[675].

### 27 травня
- Білл Волтон, 71, американський баскетболіст[676].
- Сорока Роман Ігорович, 46, український футболіст[677].

### 26 травня
- Бойко Анатолій Іванович, 77, радянський і український футболіст та тренер[678].
- Стахів Ігор Іванович, 55, український футболіст[679].

### 25 травня
- Гайворонський Петро Євгенович, 65, український письменник, краєзнавець та педагог[680].

### 24 травня
- Бєльський Олександр Гнатович, 75, український режисер та педагог, Заслужений діяч мистецтв України (2006)[681].
- Кабосу, 18, собака породи сіба-іну, яка стала популярною завдяки інтернет-мему Doge[682].

### 23 травня
- Джон Бордман, 96, британський археолог та мистецтвознавець[683].

### 22 травня
- Девід Вілкі, 70, британський плавець[684].

### 21 травня
- Драннік Георгій Миколайович, 83, український імунолог та алерголог[685].
- Ян Качмарек, 71, польський композитор[686].
- Єжи Козакевич, 76, польський історик, політолог та дипломат, посол Польщі в Україні (1991—1996)[687].

### 20 травня
- Жан-Клод Годен, 84, французький політик[688].
- Карл-Гайнц Шнеллінгер, 85, німецький футболіст[689].
- Єрещенко Володимир Олександрович, 61, російський боксер[690].

### 19 травня

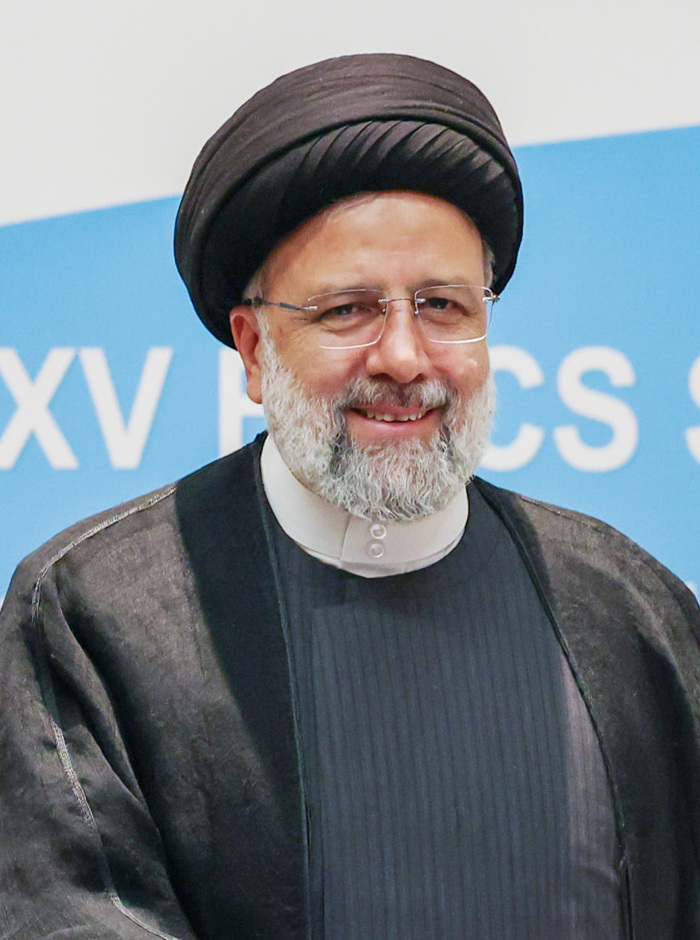
іранський політик Ібрагім Раїсі у 2023 році

- Ібрагім Раїсі, 63, іранський політик, Президент Ірану (2021—2024); авіакатастрофа[691].
- Хусейн Амір-Абдуллахіан, 60, іранський політик, міністр закордонних справ Ірану (2021—2024); авіакатастрофа[692].

### 18 травня
- Яель Даян, 85, ізраїльська письменниця та політична діячка[693].
- Тім Сілі, 88, британський актор[565].

### 17 травня
- Василюк Денис Олександрович, 31, український військовий льотчик, Герой України (посмертно)[694].
- Автандил Джорбенадзе, 73, грузинський політик[695].
- Муравський Микола Антонович, 68, український художник.

### 16 травня
- Дульфан Дмитро Люсьєнович, 52, український художник[696].
- Дебні Коулмен, 92, американський актор[697].

### 15 травня
- Даррен Дутчишин, 57, канадський спортивний коментатор українського походження[698].
- Луковський Іван Олександрович, 88, український математик[699].

### 14 травня
- Байба Індриксоне, 92, латвійська акторка[700].
- Фабіан Канселарич, 58, аргентинський футболіст[701].
- Дін О'Кейн, 61, новозеландський снукерист[702].

### 13 травня
- Браго Євген Миколайович, 95, радянський та російський веслувальник[703].
- Стасіс Данісявічюс, 66, радянський та литовський футболіст[704].

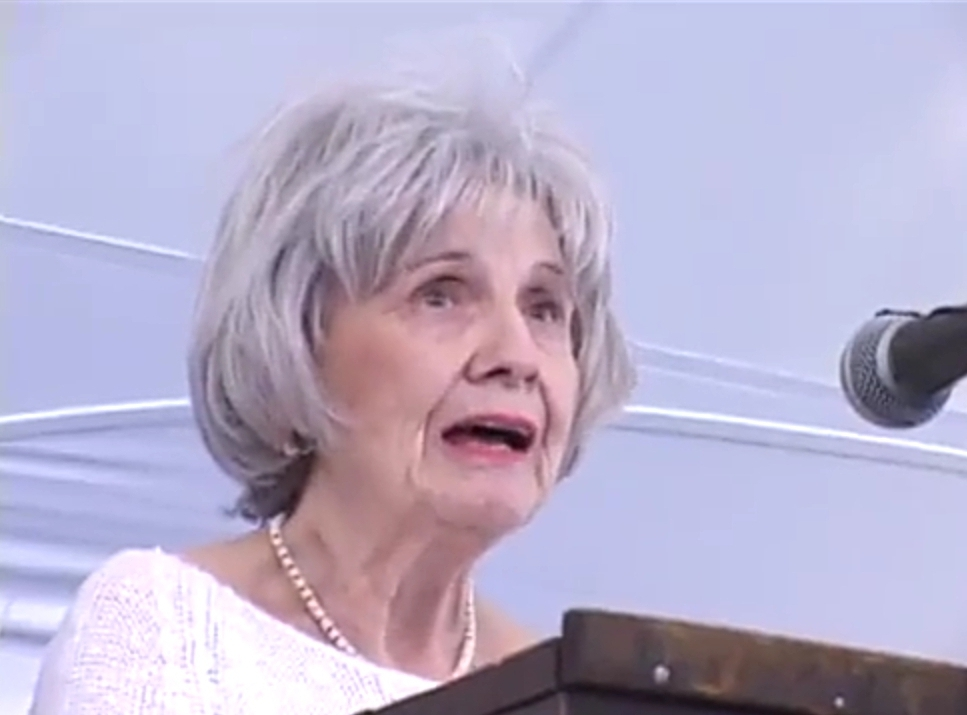
канадська письменниця Еліс Манро у 2006 році

- Еліс Манро, 92, канадська письменниця, лауреатка Нобелівської премії з літератури (2013)[705].

### 12 травня
- Апресян Юрій Деренікович, 94, російський лінгвіст[706].
- Кириченко Григорій Сергійович, 69, радянський та російський військовик, Герой Росії (1995)[707].
- Луко Палєтак, 80, хорватський письменник та перекладач[708].
- Девід Сенборн, 78, американський саксофоніст[709].

### 11 травня
- Джон Адамс Вікем, 95, американський воєначальник[710].
- Стів Андрейчик, 75, канадський хокеїст[711].
- Нодар Ебаноідзе, 65, грузинський економіст та політик[712].
- Рон Елліс, 79, канадський хокеїст[713].
- Савелій Сергій Степанович, 68, український спортивний телекоментатор[714].

### 10 травня
- Жариков Володимир Юрійович, 85, радянський і російський каскадер, актор та письменник[715].
- Лисиця Віталій Олексійович, 49, український військовик, Герой України (посмертно)[716].
- Патрік Нілан, 82, австралійський хокеїст на траві[717].
- Піщенко Віталій Іванович, 71, російський письменник-фантаст[718].
- Джеймс Гарріс Саймонс, 86, американський математик[719].

### 9 травня
- Роджер Корман, 98, американський режисер та продюсер[720].

### 8 травня
- Канівець Олександр Володимирович, 66, український філателіст та громадський діяч[721].

### 7 травня
- Евальд Аавік, 83, естонський актор[722].
- Стів Альбіні, 61, американський музикант та музичний продюсер[723].
- Каретников Валентин Григорович, 85, український астроном[724].
- Жуан Ріґол, 81, іспанський політик[725].

### 6 травня
- Крістін Галленґа, 38, британська журналістка та громадська активістка[726].
- Гринцевич Назарій Андрійович, 21, український військовик, Герой України (посмертно)[727].

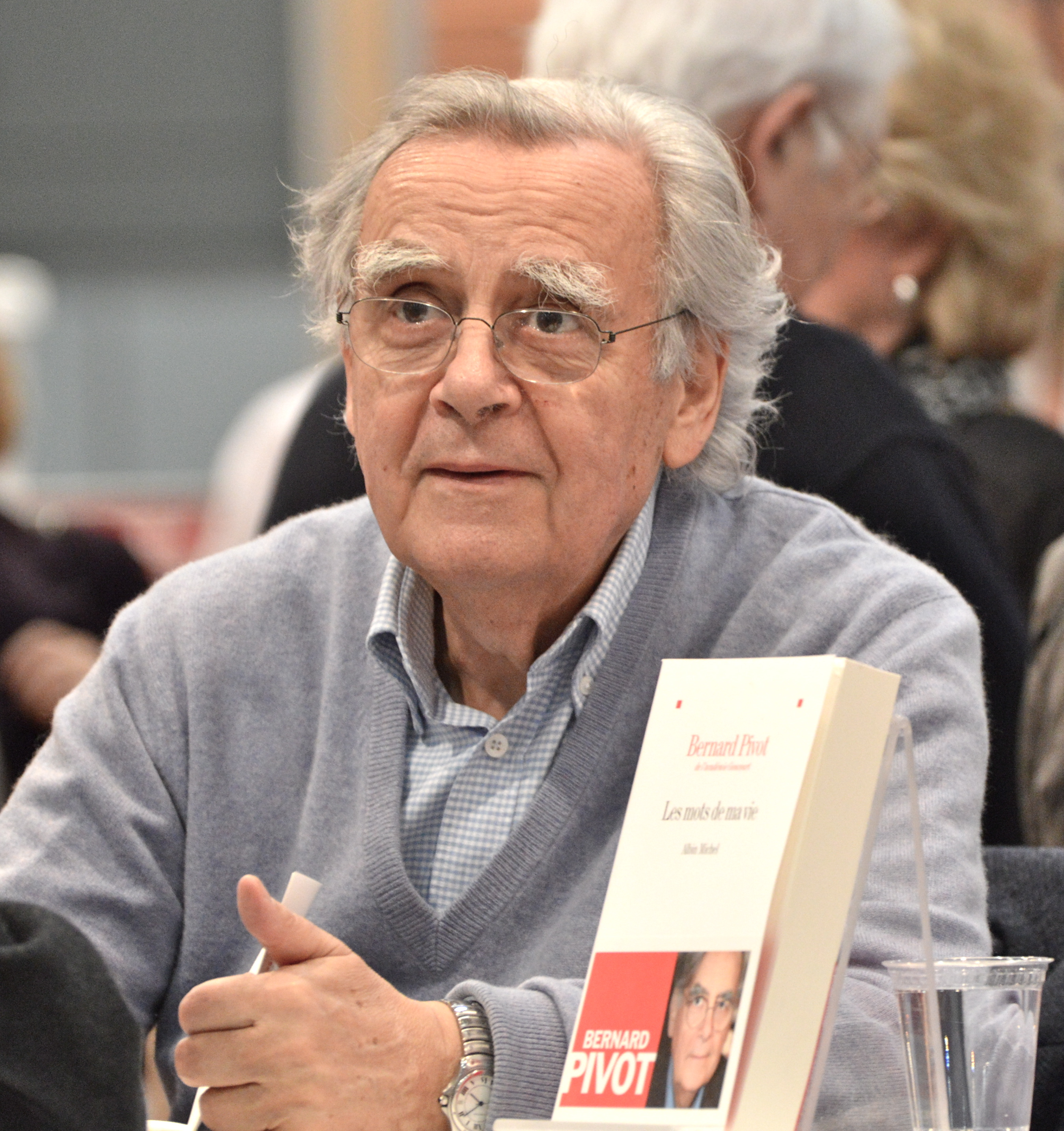
французький журналіст Бернар Піво у 2015 році

- Бернар Піво, 89, французький журналіст та телеведучий[728].
- Гайнріх Пфустершмід-Гардтенштайн, 97, австрійський дипломат, правник та письменник[729].

### 5 травня
- Бернард Гілл, 79, британський актор[730].
- Демчик Андрій Володимирович, 48, український військовик, Герой України (посмертно)[731].
- Сесар Луїс Менотті, 85, аргентинський футболіст та тренер[732].
- Небесник Іван Іванович, 68, український мистецтвознавець та педагог[733].
- Пєлєшенко Олександр Юрійович, 30, український важкоатлет[734].

### 4 травня
- Френк Стелла, 87, американський художник та скульптор[735].
- Дагоберто Фонтес, 80, уругвайський футболіст[736].

### 3 травня
- Бурденюк-Тарасевич Лариса Антонівна, 85, українська науковиця-рослинниця, селекціонерка[737]
- Теліженко Микола Матвійович, 73, український скульптор[738].

### 2 травня
- Березанська Софія Станіславівна, 99, український археолог[739].
- Шаукьє Дейкстра, 82, нідерландська фігуристка[740].
- Генріх Дік, 69, німецький письменник, журналіст та перекладач[741].
- Дерек Форстер, 75, британський футболіст[742].

### 1 травня
- Террі Медвін, 91, валлійський футболіст[743].
- Юзефс Петкевич, 83, латвійський шахіст, гросмейстер (2002)[744].
- Річард Тенді, 76, британський музикант, учасник гурту Electric Light Orchestra[745].

## Квітень

### 30 квітня

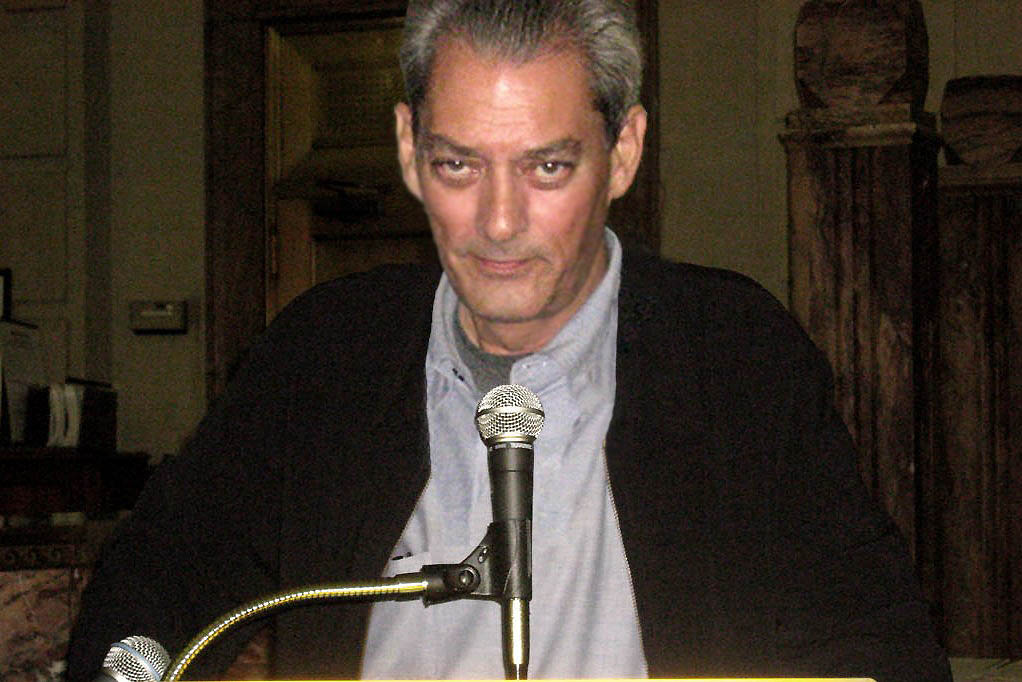
американський письменник Пол Остер у 2007 році

- Пол Остер, 77, американський письменник, перекладач та сценарист[746].
- Стащук Василь Степанович, 80, український фізик та педагог[747].
- Хатмуллін Едуард Васильович, 53, український громадський діяч та військовик[748].

### 29 квітня
- Козирод Іван Іванович, 100, український художник та мистецтвознавець[749].
- Луїс Мендоса, 78, венесуельський футболіст та тренер[750].
- Фоменко Михайло Іванович, 75, радянський і український футболіст та тренер[751].

### 28 квітня
- Мондзолевський Георгій Григорович, 90, радянський волейболіст[752].
- Джильберто Нолетті, 82, італійський футболіст[753].
- Толочко Петро Петрович, 86, український історик та археолог[754].
- Тропілло Андрій Володимирович, 73, російський звукорежисер, музичний видавець, музичний продюсер та рок-музикант[755].

### 27 квітня
- Ігнатченко Георгій Ігорович, 76, український музикознавець, Заслужений діяч мистецтв України (1996)[756].
- Кордюм Єлизавета Львівна, 92, український біолог[757].
- Коренчук Валентин Іванович, 47, український військовий льотчик[758].

### 26 квітня
- Бокоч Василь Андрійович, 79, український співак (баритон), Народний артист України (2008).
- Станкус Артур Альбертасович, 28, український військовик, Герой України (посмертно)[759].
- Чепаніс Альфред Казимирович, 80, латвійський політик[760].

### 25 квітня
- Лоран Канте, 62, французький режисер та сценарист[761].
- Пушкарчук Алла Вікторівна, 29, українська журналістка[762].
- Ельміра Сулейманова, 86, азербайджанський хімік[763].

### 24 квітня
- Ольга Ґлосікова, 71, словацька політична діячка та педагог[764].
- Іщук Леонід Миколайович, 73, радянський і український футболіст та тренер[765].
- Миронова Дагмара Сергіївна, 82, радянська і російська політична діячка[766].

### 23 квітня
- Томас Джордж Бейкер, 88, британський футболіст[767].
- Роберт Деннард, 91, американський інженер-електрик та інформатик[768].
- Сью Джонсон, 76, британський психолог та педагог[769].
- Мазурак Ярослава Іванівна, 74, українська співачка[770].
- Но Дже Бон, 88, південнокорейський політик, Прем'єр-міністр Південної Кореї (1990—1991)[771].
- Франциско Родрігес, 78, венесуельський боксер[772].
- Ед Чедвік, 90, канадський хокеїст; дата повідомлення про смерть[773].
- Анджей Яросик, 79, польський футболіст[774].

### 22 квітня
- Абдул Маджид аль-Зіндані, 82, єменський політик[775].

### 21 квітня
- Колесник Степан Павлович, 92, український журналіст[776].
- Геронім Кубяк, 89, польський політик, соціолог та філолог-славіст[777].
- Джером Ротенберг, 92, американський поет та перекладач[778].

### 20 квітня
- Бизіна Ніна Іванівна, 93, радянська та російська співачка, Заслужена артистка Росії (1974)[779].
- Ґядімінас Кіркілас, 72, литовський політик, Прем'єр-міністр Литви (2006—2008)[780].
- Курнешова Лариса Євгенівна, 74, російський педагог[781].
- Девід Прайор, 89, американський політик[782].
- Топчій Андрій Андрійович, 38, український журналіст[783].

### 19 квітня
- Деніел Деннет, 82, американський філософ[784].
- Лейтон Джеймс, 71, валлійський футболіст[785].
- Маркос Рівас, 76, мексиканський футболіст[786].

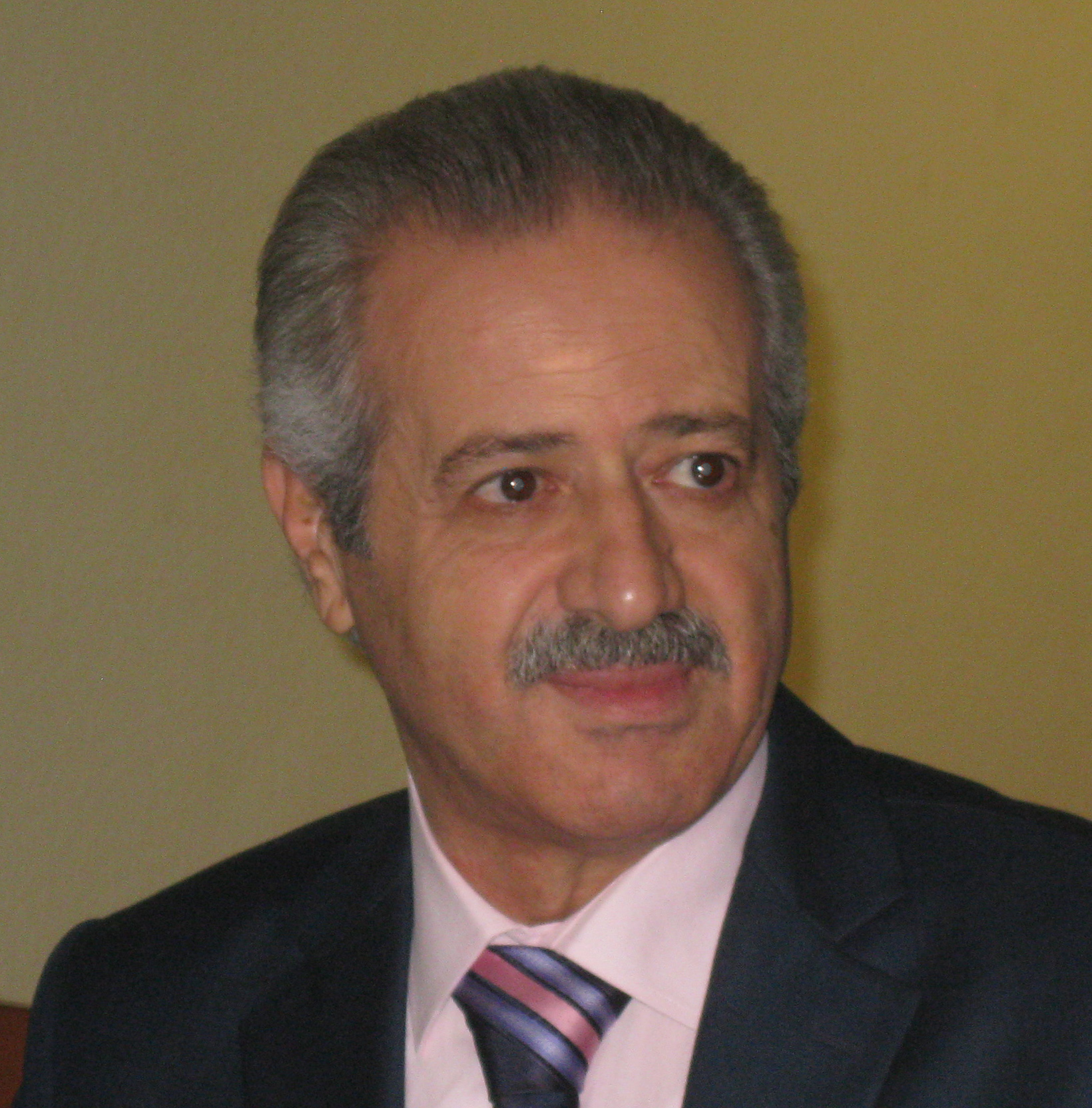
сирійський космонавт Мухаммед Ахмед Фаріс у 2012 році

- Мухаммед Ахмед Фаріс, 72, сирійський космонавт, Герой Радянського Союзу (1987)[787].

### 18 квітня
- Греков Юрій Павлович, 80, радянський та російський воєначальник, генерал-полковник[788].
- Лавровський Назарій Юрійович, 30, український воєнний медик[789].

### 17 квітня
- Вайнберг Олег Наумович, 83, радянський футбольний арбітр та тренер.
- Джек Дісней, 93, американський велогонщик[790].
- Чіпс Кесвік, 84, британський підприємець та банкір[791].

### 16 квітня
- Бамбуров Володимир Федорович, 86, радянський воєначальник[792].
- Боб Грем, 87, американський політик, губернатор штату Флоріда (1979—1987)[793].

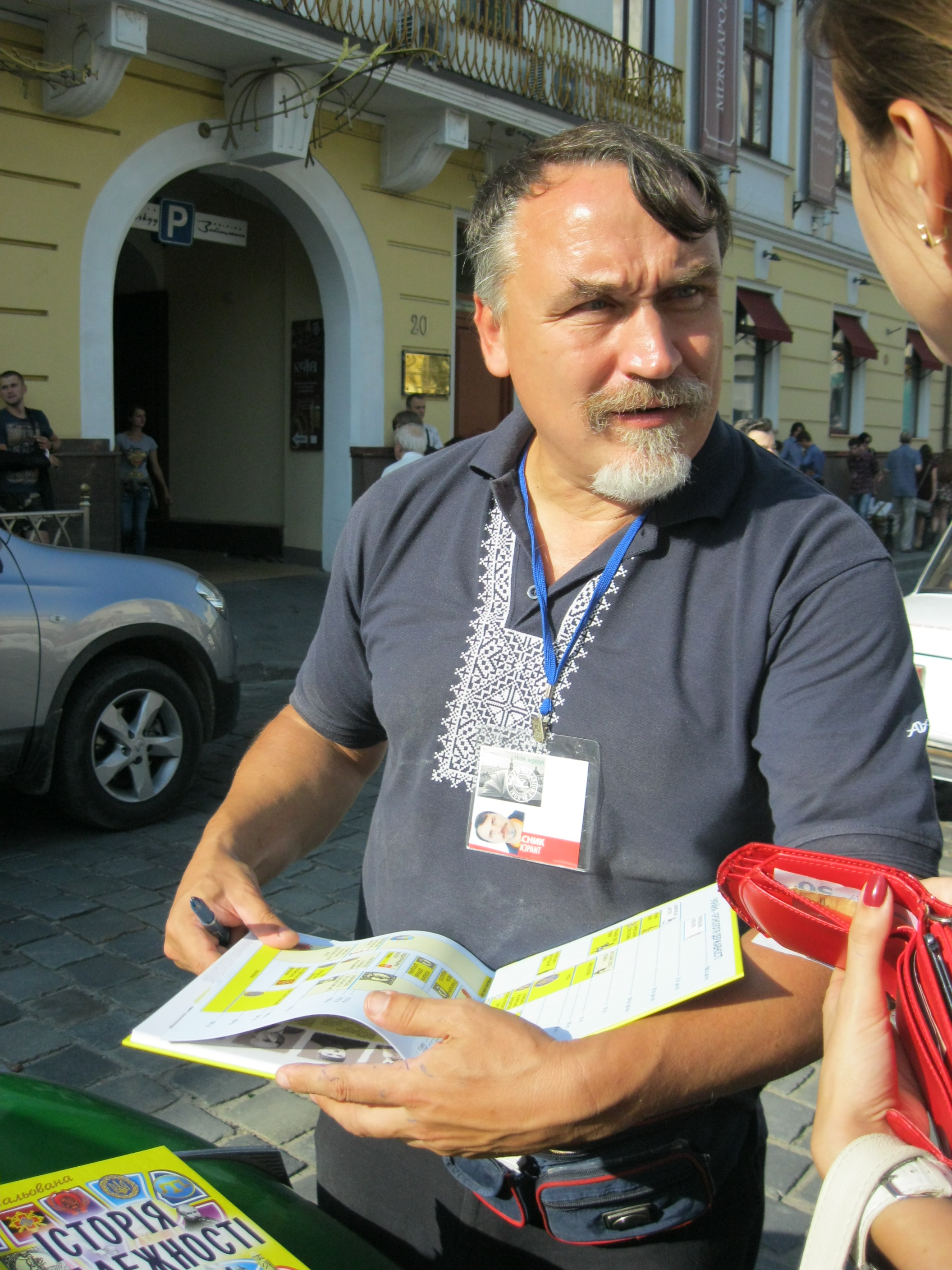
український письменник Дмитро Капранов у 2014 році

- Капранов Дмитро Віталійович, 56, український письменник, історик, громадський діяч та блогер[794].

### 15 квітня
- Алексєєв Артур Миколайович, 76, радянський політик[795].
- Балакшин Павло Миколайович, 87, російський політик[796].
- Білик Антон Іванович, 88, український господарський діяч[797].
- Бернд Гельценбайн, 78, німецький футболіст[798].
- Квочур Анатолій Миколайович, 71, радянський льотчик, Герой Росії (1992)[799].
- Константін Кордуняну, 54, румунський борець вільного стилю[800].
- Йосип Манолич, 104, хорватський політик, голова уряду Хорватії (1990—1991).
- Збіґнєв Міколейко, 72, польський філософ, історик релігії та педагог[801].
- Петриченко Павло Вікторович, 32, український громадський активіст та військовик[802].
- Мунсіф Ель-Хаддауї, 59, марокканський футболіст[803].

### 14 квітня
- Лучано Сушань, 75, хорватський легкоатлет[804].
- Шевченко Володимир Павлович, 83, український науковець у галузі механіки, Заслужений діяч науки і техніки України (1991), Герой України (2006)[805].

### 13 квітня
- Йоанна Двораковська, 45, польська шахістка[806].
- Пауліно Монсальве, 65, іспанський хокеїст на траві[807].

### 12 квітня
- Бичков Володимир Петрович, 96, радянський танцюрист та балетмейстер, Народний артист Росії (1995)[808].

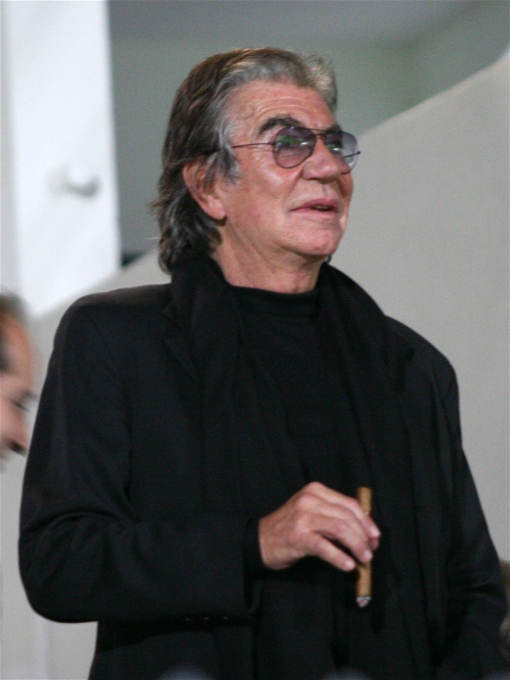
італійський модельєр Роберто Каваллі у 2007 році

- Роберто Каваллі, 83, італійський модельєр[809].
- Елінор Коппола, 87, американський режисер[810].
- Суфіяров Ільдар Філоретович, 52, російський військовик, Герой Росії (посмертно).
- Ольга Фікотова, 91, чехословацько-американська легкоатлетка[811].

### 11 квітня
- Лорена Веласкес, 86, мексиканська акторка[812].
- Скок Марина Володимирівна, 67, український біохімік та імунолог[813][814].
- Уекі Сіґехару, 69, японський футболіст та тренер[815].
- Антон Флешар, 79, чехословацький футболіст[816].

### 10 квітня

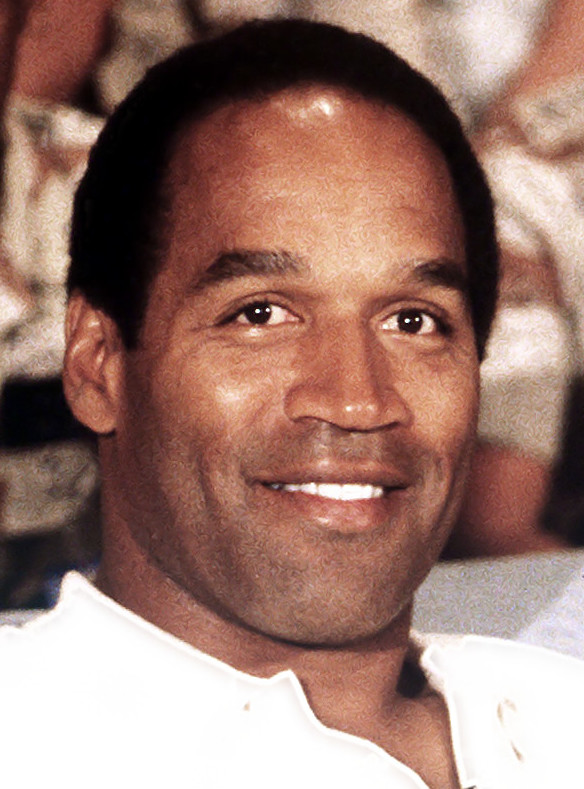
американський футболіст О. Джей Сімпсон у 1990 році

- О. Джей Сімпсон, 76, американський футболіст та актор[817].

### 9 квітня
- Аксьонов Володимир Вікторович, 89, радянський космонавт, Герой Радянського Союзу (1976, 1980)[818].
- Волова Людмила Семенівна, 82, радянська та російська художниця[819].
- Тоні Морган, 92, британський яхтсмен[820].

### 8 квітня
- Хосе Антоніо Арданса, 82, іспанський політик[821].
- Ярослав Башта, 75, чеський дипломат, посол Чехії в Україні (2007—2010)[822].
- Рассел Бентлі, 63, американський військовик та пропагандист; вбивство[823].
- Пітер Хіггс, 94, британський (шотландський) фізик-теоретик[824].

### 7 квітня
- Абрамов Сергій Олександрович, 79, російський письменник-фантаст[825].
- Джо Кіннір, 77, ірландський футболіст та тренер[826].

### 6 квітня
- Алексіс Грюсс, 79, французький артист цирку та актор[827].
- Коновал Сергій Сергійович, 31, український громадський активіст та військовик, Герой України (посмертно)[828].
- Ахмад Фатхі Сурур, 91, єгипетський політик та дипломат[829].

### 5 квітня
- Зимня Ірина Олексіївна, 93, радянський і російський педагог та психолог[830].

### 4 квітня
- Мирон Сич, 64, польський політик українського походження[831].

### 3 квітня
- Велько Булаїч, 96, чорногорський режисер[832].
- Шандор Мюллер, 75, угорський футболіст[833].
- Вера Чехова, 83, німецька акторка[834].

### 2 квітня
- Авраменко Володимир Миколайович, 93, радянський та російський авіаконструктор[835].
- Джон Барт, 93, американський письменник[836].
- Йоран Гагберг, 76, шведський футболіст[837].
- Ференц Дунаї, 92, угорський драматург[838].
- Маріз Конде, 90, французька письменниця[839].
- Конюхова Тетяна Георгіївна, 92, радянська та російська акторка, Народна артистка Росії (1991)[840].
- Купріна Валентина Іванівна, 89, українська співачка[841][842].
- Хуан Вісенте Перес Мора, 114, венесуельський довгожитель[843].

### 1 квітня
- Мохаммад Реза Захеді, 79, іранський воєначальник[844].
- Золотарьов Валентин Миколайович, 83, український гідробіолог.
- Радіо Віталій Миколайович, 43, український військовик, Герой України (посмертно)[845].
- Оттілі-Армільд Тінурі, 110, естонська довгожителька[846].

## Березень

### 31 березня

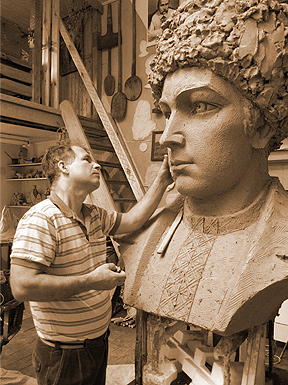
український скульптор Михайло Горловий у 2015 році

- Горловий Михайло Петрович, 71, український скульптор та поет[847][848].
- Барбара Раш, 97, американська акторка[849].
- Нійоле Садунайте, 85, литовська католицька діячка[850].
- Павел Свояновський, 80, чехословацький веслувальник[851].
- Гісабуро Сонобе, 112, японський довгожитель[852].

### 30 березня
- Ченс Пердомо, 27, британський актор; ДТП[853].

### 29 березня
- Луї Госсет, 87, американський актор[854].
- Косариков Олександр Миколайович, 79, російський політик[855].
- Петер Юхас, 75, угорський футболіст[856].

### 28 березня
- Росс Андерсон, 67, британський інформатик, письменник та педагог[857].
- Лущай Юрій Володимирович, 42, український історик, поет та вікіпедист[858].
- Ігорс Раусіс, 62, латвійський шахіст[859].

### 27 березня
- Антонищак Андрій Федорович, 54, український політик[860].
- Деніел Канеман, 90, ізраїльський і американський психолог та письменник[861].
- Джо Ліберман, 82, американський політик[862].
- Чхве Де Сік, 59, південнокорейський футболіст[863].

### 26 березня
- Герхард Гепп, 83, австрійський художник[864].
- Сладжана Милошевич, 68, сербська співачка[865].
- Юхновський Ігор Рафаїлович, 98, український фізик-теоретик, політик та громадський діяч, перший віцепрем'єр-міністр України (1992—1993), Герой України (2005)[866].

### 25 березня
- Матвійчук Валерій Костянтинович, 72, український правознавець[867].
- Амброджо Пелагаллі, 84, італійський футболіст та тренер[868].

### 24 березня
- Роберт Московіц, 88, американський художник[869].

### 23 березня
- Ніколае Манолеску, 84, румунський літературний критик та письменник[870].
- Пол Масник, 92, канадський хокеїст[871].
- Отінов Максим Леонідович, 33, український військовик, Герой України (посмертно)[872].
- Мауріціо Полліні, 82, італійський піаніст[873].
- Шевченко Сергій Васильович, 66, радянський і український футболіст та тренер[874].

### 21 березня
- Орландо Аравена, 81, чилійський футболіст та тренер[875].
- Кавко Олексій Костянтинович, 86, радянський і російський історик та літературознавець[876].
- Фредерік Міттеран, 76, французький політик, письменник, режисер та сценарист, міністр культури Франції (2009—2012)[877].
- Вольфґанґ Плоттке, 75, німецький веслувальник[878].

### 20 березня
- Вернор Вінжі, 80, американський математик, інформатик та письменник-фантаст[879].
- Мартін Грінфілд, 95, американський кравець та підприємець[880].
- Медеу Сарсеке, 88, казахстанський письменник[881].

### 19 березня
- Майкл Еммет Волш, 88, американський актор[882].
- Ковтун Тетяна Іванівна, 80, український кінознавець, кіноредактор та педагог.
- Ерсен Мартін, 44, турецький футболіст[883].
- Морозова Раїса Кирилівна, 85, російська в'язальниця фабрики Оренбурзьких пухових хусток, Герой Соціалістичної Праці (1986)[884].
- Сімеон (Яковлевич), 98, архієрей Православної Церкви Чеських земель і Словаччини, архієпископ Оломоуцький і Брненський[885].
- Уткін Василь В'ячеславович, 52, російський спортивний журналіст[886].

### 18 березня
- Петер Болліґер, 86, швейцарський веслувальник[887].
- Роуз Дагдейл, 82, британська політична активістка та терористка[888].
- Кольцов Костянтин Євгенович, 42, білоруський хокеїст; самогубство[889].
- Ангел Марін, 82, болгарський політик та військовик, віцепрезидент Болгарії (2002—2012)[890].
- Кріс Саймон, 52, канадський хокеїст[891].
- Томас Стаффорд, 93, американський астронавт НАСА, генерал-лейтенант ВПС США[892].
- Джеффрі Фраєр, 96, британський іхтіолог[893].

### 17 березня
- Роберт-Богдан Климаш, 87, український фольклорист[894].
- Москаль Геннадій Геннадійович, 73, український політик[895].

### 15 березня
- Салім Джубран, 76, ізраїльський юрист, суддя Верховного суду Ізраїлю, Голова Центральної виборчої комісії Ізраїлю (2013—2015)[896].
- Пауль Йозеф Кордес, 89, німецький кардинал[897].
- Сьомочкін Микита Ігорович, 28, російський військовик, Герой Росії (посмертно).

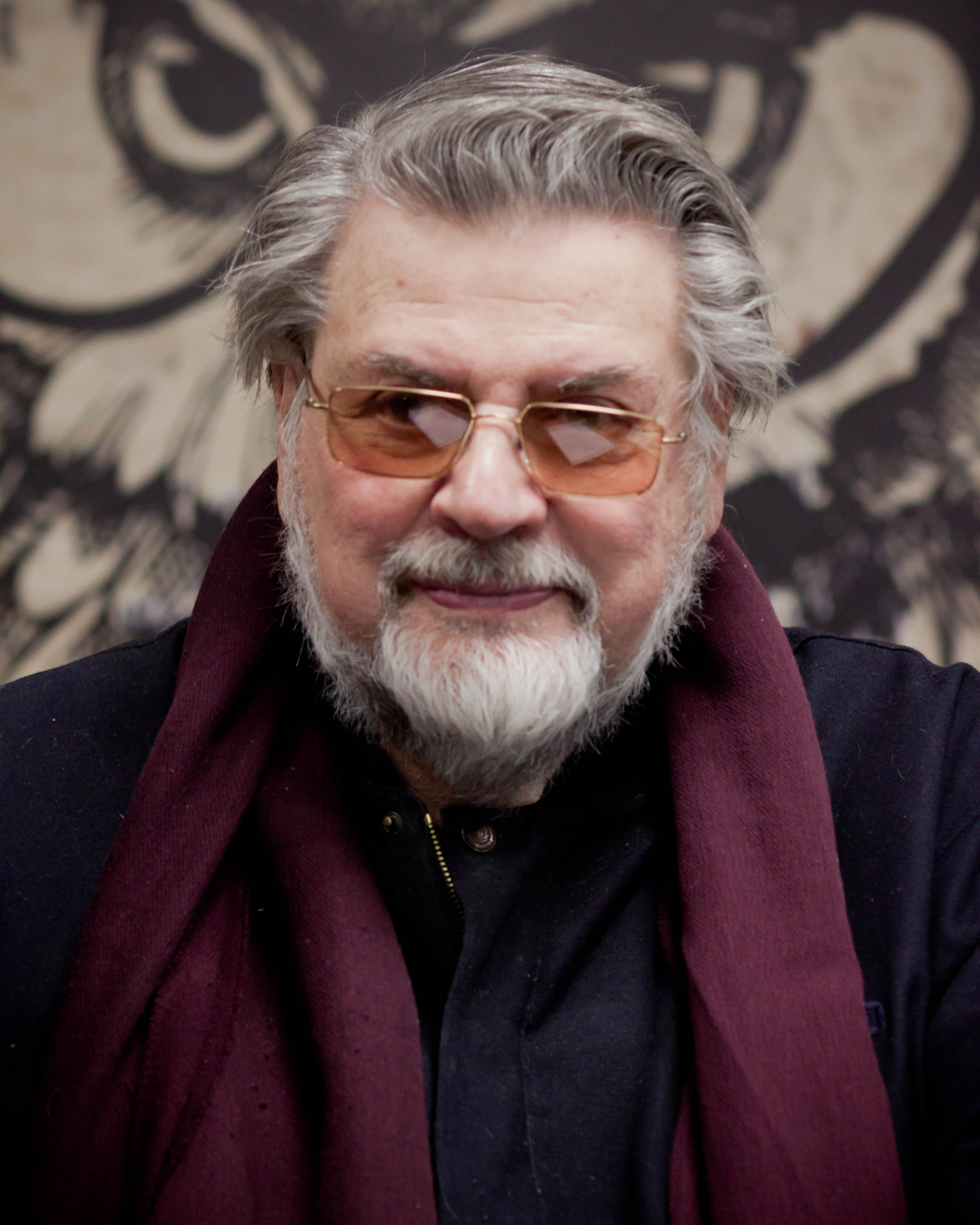
радянський і російський актор та режисер Олександр Шираіндт у 2018 році

- Ширвіндт Олександр Анатолійович, 89, радянський і російський актор, режисер, сценарист та педагог, Народний артист Росії (1989)[898].

### 14 березня
- Девід Брішірс, 68, американський альпініст[899].
- Франс де Вааль, 75, нідерландський приматолог та етолог[900].
- Леон Земмелінг, 84, бельгійський футболіст та тренер[901].
- Провізіон Феодосій Харитонович, 96, радянський та український лікар[902].
- Чконія Ламара Григорівна, 93, радянська та грузинська співачка (сопрано), Народна артистка СРСР (1976)[903].

### 13 березня
- Стефан Абаджиєв, 89, болгарський футболіст та тренер[904].
- Рольф Блеттлер, 81, швейцарський футболіст та тренер[905].
- Марчелло Гандіні, 85, італійський автомобільний дизайнер[906].
- Глушко Михайло Степанович, 68, український етнограф[907].
- Філіпп де Голль, 102, французький адмірал[908][909].
- Неофіт I, 78, ієрарх Болгарської православної церкви, патріарх Болгарський і митрополит Софійський (2013—2024)[910].

### 12 березня
- Свешников Сергій Павлович, 53, російський військовий льотчик, Герой Росії (посмертно)[911].
- Сторчак Віталій Михайлович, 92, радянський господарський діяч, Герой Соціалістичної Праці (1971)[912].
- Хомайко Юрій Миколайович, 72, український журналіст, театральний критик та мистецтвознавець[913].

### 11 березня
- Еміліо Корреа, 70, кубинський боксер[914].
- Пол Александер, 78, американський юрист[915].

### 10 березня
- Зубрильчев Володимир Васильович, 63, радянський та російський хокеїст[916].
- Моргунова Світлана Михайлівна, 84, радянська і російська теле- та радіоведуча[917].
- Яцкіна Галина Іванівна, 79, радянська і російська акторка та педагог[918].

### 9 березня
- Антанас Багдонавічюс, 85, литовський веслувальник[919].
- Дураков Микола Олександрович, 89, радянський хокеїст[920].
- Поліщук Ігор Костянтинович, 71, український зоолог та еколог[921].
- Георгій Попов, 79, болгарський футболіст та тренер[922].
- Прошкін Володимир Панасович, 82, радянський футболіст та тренер[923].
- Клем Сакко, 90, італійський співак[924].
- Гі Туврон, 74, французький трубач та педагог[925].

### 8 березня
- Милан Арнейчич, 81, югославський футболіст[926].
- Рон Буснюк, 75, канадський хокеїст[927].
- Герберт Кремер, 95, німецький фізик та педагог[928].
- Мигаль Данило Богданович, 68, канадський журналіст українського походження[929].
- Савків Тетяна Василівна, 74, українська журналістка[930].
- Ткаченко Андрій Юрійович, 33, український воєнний льотчик[931].

### 7 березня
- Дж. Ентоні Блер, 82, канадський філософ[932].
- Мінервіно П'єтра, 70, португальський футболіст та тренер[933].
- Сон Мьон Сун, 95, південнокорейська політична діячка[934].

### 6 березня
- Бордаков Юрій Вікторович, 77, радянський та український кінооператор, Заслужений діяч мистецтв України (1986)[935].
- Звєрєв Віталій Анатолійович, 99, радянський і російський фізик та педагог[936].
- Піґкассо, 7, самиця свині з ПАР, відома як перша художниця-нелюдина, яка отримала персональну виставку і якій належить рекорд за найдорожчу роботу тварини[937].
- Тумінас Римас Володимирович, 72, радянський і литовський режисер та педагог[938].

### 5 березня
- Гладун Вадим Іванович, 86, радянський баскетболіст[939].
- Рольф Лархер, 89, швейцарський веслувальник[940].

### 4 березня
- Амнон Вайнштейн, 84, ізраїльський скрипковий майстер[941].
- Кес Рейверс, 97, нідерландський футболіст та тренер[942].

### 3 березня
- Алешандрі Баптішта, 82, португальський футболіст[943].

### 2 березня
- Тім Екклстоун, 76, канадський хокеїст[944].
- Івченко Валерій Михайлович, 84, радянський та російський актор, Народний артист Української РСР (1980), Народний артист Росії (1994)[945].
- Сорен Папе Поульсен, 52, данський політик, міністр юстиції Данії (2016—2019)[946].

### 1 березня

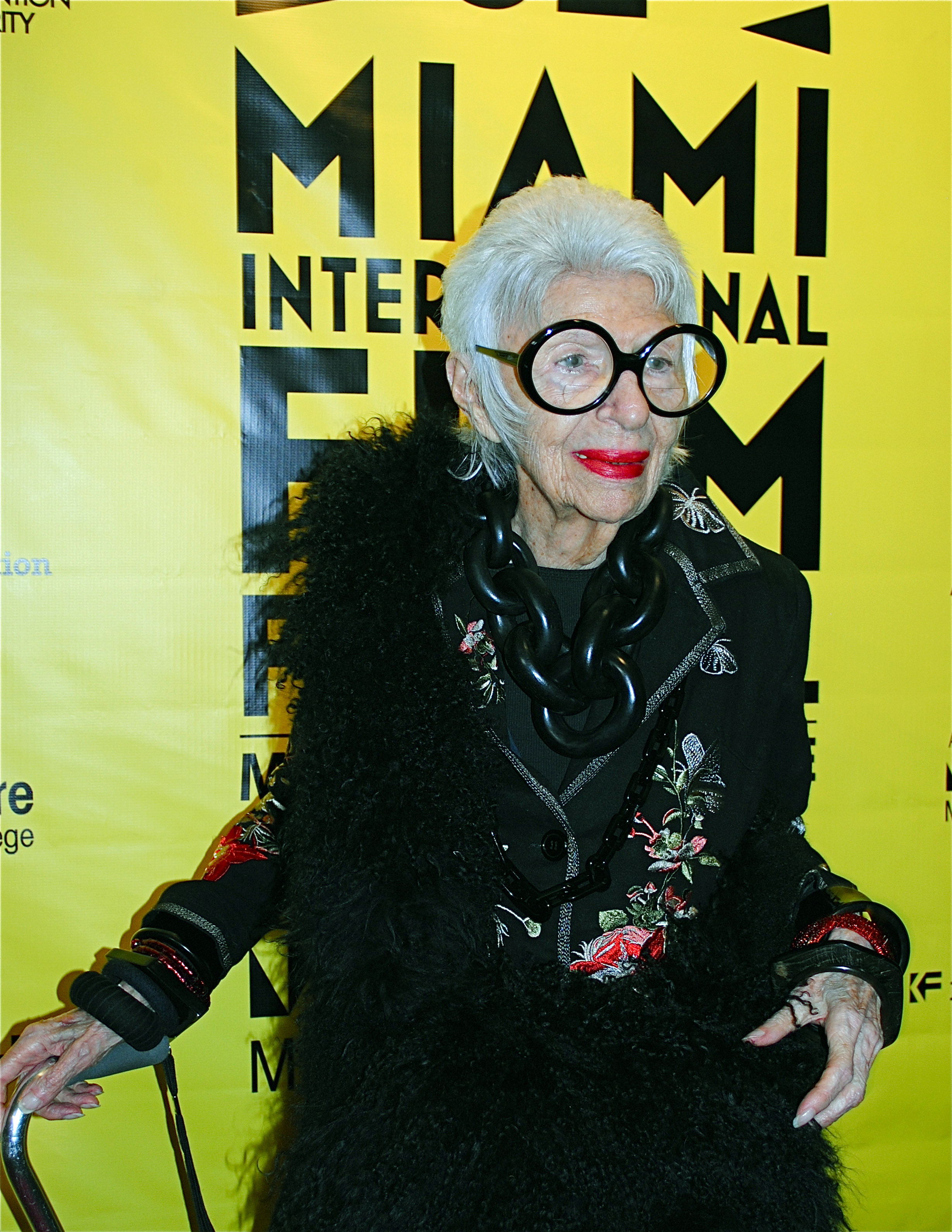
американська модель та дизайнер Айріс Апфель у 2015 році

- Айріс Апфель, 102, американська модель та дизайнер інтер'єру[947].
- Афанасьєв Ігор Якович, 70, український і російський режисер та драматург, Заслужений діяч мистецтв України (1992)[948].
- Собченко Артем Юрійович, 32, український військовик, Герой України (посмертно)[949].
- Торіяма Акіра, 68, японський манґака[950].

## Лютий

### 29 лютого
- Андрусяк Богдан Олексійович, 68, український поет[951].
- Девід Бордвелл, 76, американський історик кіно[952].
- Алі Гассан Мвіньї, 98, танзанійський політик, Президент Танзанії (1985—1995)[953].
- Браян Малруні, 84, канадський політик, Прем'єр-міністр Канади (1984—1993)[954].

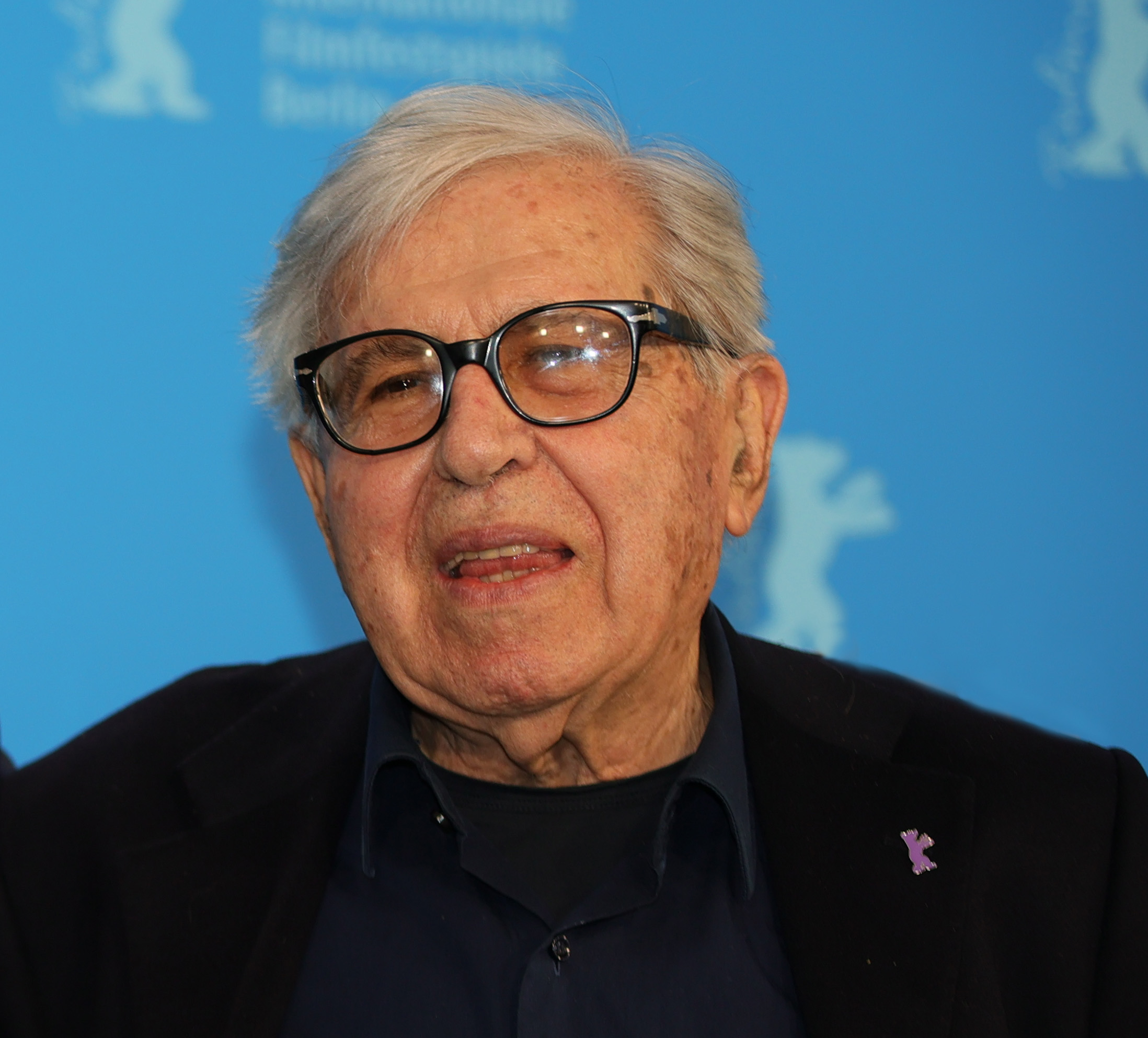
італійський режисер Паоло Тавіані у 2022 році

- Паоло Тавіані, 92, італійський режисер та сценарист[955].

### 28 лютого
- Абаджян Гаррій Артушевич, 84, український фаготист та мистецтвознавець, Народний артист України (2010)[956].
- Винарський Валерій Абрамович, 85, український поет-пісняр, бард, письменник та диригент[957].
- Галькун Тетяна Дмитрівна, 77, українська художнниця та педагог[958].
- Данилюк Володимир Олександрович, 76, український футболіст[959].
- Кононенко Петро Петрович, 92, український літературознавець, письменник та драматург, головний редактор журналу «Українознавство» (2000—2013)[960].
- Ліза Лейн, 85, американська шахістка[961].
- Дейв Маєрс, 66, британський телеведучий[962].
- Рижков Микола Іванович, 94, радянський партійний діяч, голова Ради Міністрів СРСР (1985—1991)[963].
- Авраам Шохат, 87, ізраїльський політик та інженер, міністр енергетики Ізраїлю (2000—2001), міністр фінансів Ізраїлю (1992—1996)[964].

### 27 лютого
- Абанькін Вітольд Андрійович, 77, російський дисидент і правозахисник[965].
- Костенко Наталія Василівна, 83, український літературознавець[966].

### 26 лютого
- Джузеппе Д'Альтруї, 89, італійський ватерполіст[967].
- Євтушенко Микола Юрійович, 80, український гідробіолог[968].
- Салах Ларбес, 71, алжирський футболіст[969].
- Ларін Михайло Васильович, 74, український письменник-фантаст та перекладач.
- Покосенко Олександр Данилович, 99, радянський та український художник[970].
- Джейкоб Ротшильд, 87, британський банкір[971].

### 25 лютого
- Ґабріела Ґрілло, 71, німецька вершниця[972].
- Жук Радослав Семенович, 92, українсько-канадський архітектор та педагог[973].
- Новгородова Катерина Інокентіївна, 94, радянський і російський агроном та політик, Герой Соціалістичної Праці (1973)[974].
- Романов Ернст Іванович, 87, радянський та російський актор, Народний артист Росії (1994)[975].

### 24 лютого
- Стен Боулс, 75, британський футболіст[976].
- Ульрік ле Февр, 77, данський футболіст[977].
- Кеннет Мітчелл, 49, канадський актор[978].
- Кріс Ніколл, 77, британський футболіст та тренер[979].
- Браян Стейблфорд, 75, британський письменник-фантаст, літературознавець та соціолог[980].

### 23 лютого
- Данко Руслан Дмитрович, 33, український військовик, Герой України (посмертно)[981].
- Маслов Олексій Федорович, 86, радянський та російський педагог[982].

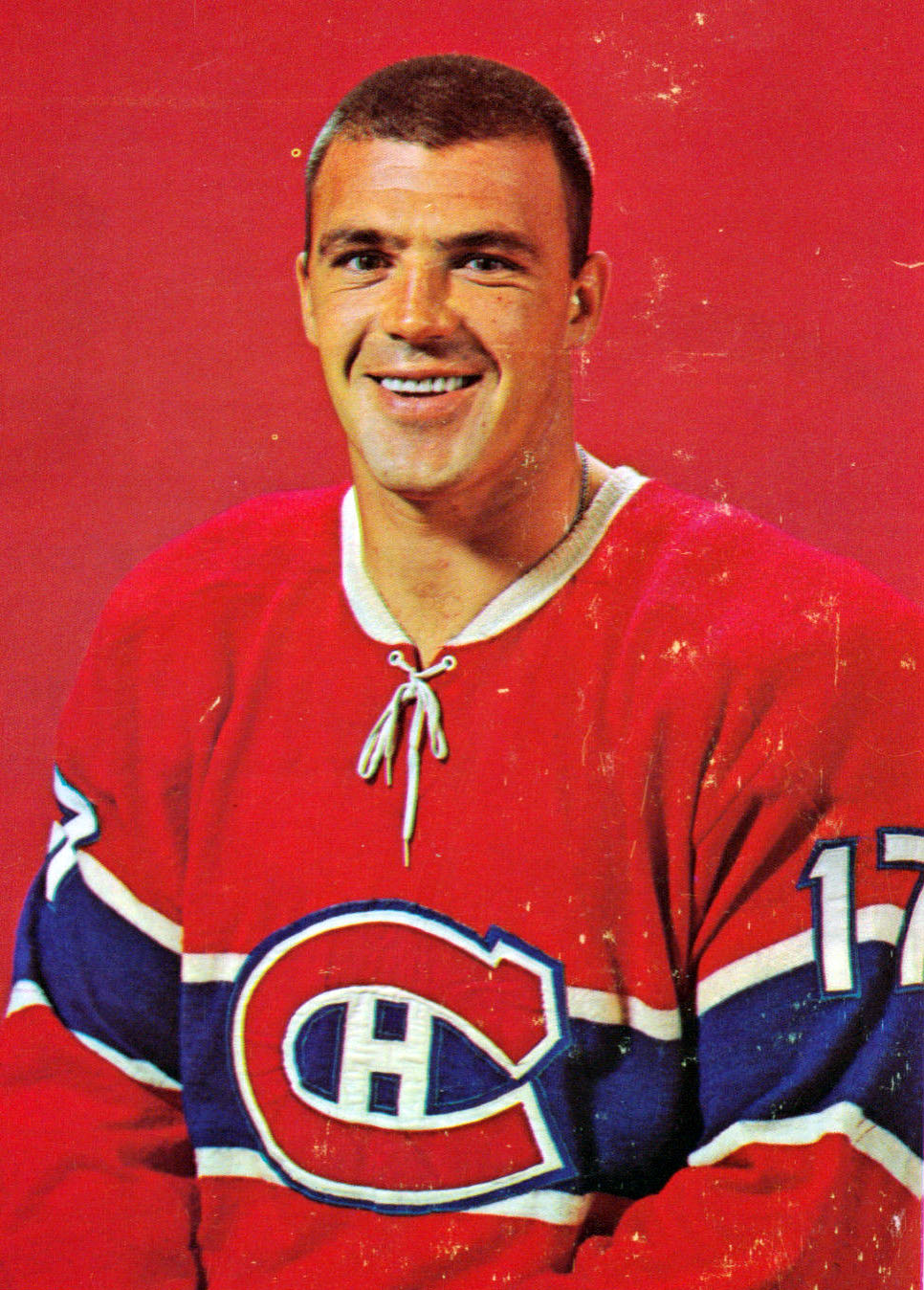
канадський хокеїст Жан-Гі Тальбо у першій половині 1960-х років

- Жан-Гі Тальбо, 91, канадський хокеїст та тренер[983].
- Вілсон Фіттіпальді, 80, бразильський автогонщик, пілот Формула-1 (1972—1973, 1975)[984].

### 22 лютого
- Алфімова Людмила Іванівна, 88, радянська та українська акторка, Заслужена артистка України (2003)[985].
- Артур Жорже, 78, португальський футболіст та тренер[986].
- Сірадзе Вікторія Мойсеївна, 94, грузинська політична діячка[987].
- Едді Чекареллі, 116, американська довгожителька[988].
- Чернявський Георгій Йосифович, 92, український та американський історик[989].
- Шинкаренко Катерина Сергіївна, ?, українська снайперка[990].

### 21 лютого
- Роже Гіймен, 100, американський ендокринолог та педагог[991].
- Мішлін Прель, 101, французька акторка та співачка[992].
- Хмара Степан Ількович, 86, український політик, правозахисник та громадський діяч, радянський дисидент, Герой України (2006)[993].

### 20 лютого
- Бабій-Очеретовська Неоніла Леонідівна, 77, радянський і український музикознавець та педагог[994].
- Андреас Бреме, 63, німецький футболіст та тренер[995].
- Лісова Віра Павлівна, 87, український філолог та публіцист, радянська дисидентка[996].

### 19 лютого
- Ян Ассман, 85, німецький єгиптолог[997].
- Вірґіліус Буловас, 84, литовський політик та дипломат, міністр закордонних справ Литви (1996, 2003—2004), посол Литви у Казахстані (1997—2001)[998].
- Юрченко Валерій Іванович, 80, радянський та український актор, Народний артист України (2004)[999].

### 18 лютого
- Майкл Грюнштейн, 77, американський біолог та педагог[1000].
- Слюсарчук Василь Юхимович, 77, український математик, Заслужений працівник освіти України (2009)[1001].
- Корнеліо Соммаруґа, 91, швейцарський юрист, дипломат та гуманітарій[1002].
- Давлатманд Холов, 73, радянський і таджицький співак та композитор, Народний артист Таджицької РСР (1988), Народний артист Узбекистану (2018)[1003].

### 17 лютого
- Яп Аудкерк, 86, нідерландський велогонщик[1004].
- Йоган Гальтунг, 93, норвезький соціолог[1005].
- Авні Енгюллю, 76, македонський письменник, поет та перекладач турецького походження[1006].
- Захарук Іван Володимирович, 32, український спортсмен (панкратіон) та військовик[1007].
- Тедіашвілі Леван Кітойович, 75, радянський і грузинський борець вільного стилю та тренер[1008].

### 16 лютого
- Варжеленко Григорій Тихонович, 73, радянський і український футболіст та тренер[1009].
- Рональд Дж. Вільямс, 79, американський кібернетик[1010].
- Макаров Василь Іванович, 97, радянський воєначальник, генерал-лейтенант авіації[1011].
- Іан Макміллан, 92, шотландський футболіст та тренер[1012].

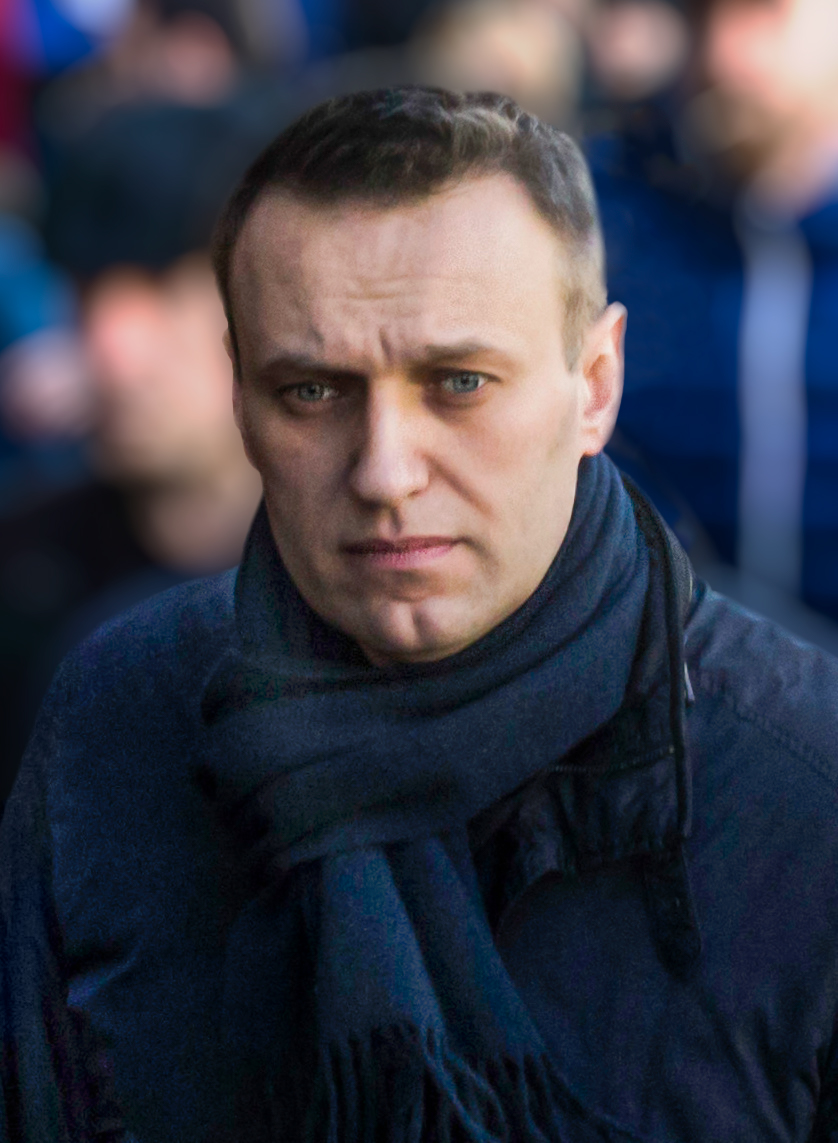
російський політик Олексій Навчальний у 2017 році

- Навальний Олексій Анатолійович, 47, російський опозиційний політик, громадський діяч та юрист[1013].
- Сироватко Віталій Григорович, 83, радянський і російський державний і політичний діяч[1014].
- Хорхе Торо, 85, чилійський футболіст[1015].

### 15 лютого
- Жерар Баррей, 92, французький актор[1016].
- Кейні Лінн Картер, 36, американська порноакторка; самогубство[1017].
- Генрі Роно, 72, кенійський легкоатлет[1018].

### 14 лютого
- Вершик Анатолій Мойсейович, 90, радянський і російський математик та педагог[1019].
- Луо Бей, 90, гонконгський і тайванський футболіст та тренер[1020].
- Магомеджанов Магомедалі Камільєвич, 57, російський військовик, Герой Росії (посмертно)[1021].
- Жак Руссо, 72, французький легкоатлет[1022].
- Дженні Стейлі Гоуд, 89, австралійська тенісистка[1023].
- Дієго Чавес Коллінз, 28, мексиканський футболіст; ДТП[1024].

### 13 лютого
- Іванцов Всеволод Павлович, 23, український військовий льотчик[1025].
- Пропищан Софія Наумівна, 73, радянська і російська скрипалька та педагог, Заслужена артистка Росії (1993)[1026].

### 12 лютого
- Гаврилюк Йосип Федорович, 78, український журналіст та письменник[1027][1028].
- Мунір Гамуд, 39, норвезький футболіст марокканського походження[1029].
- Джадан Леся Анатоліївна, 48, українська журналістка, редакторка, громадська діячка, волонтерка[1030].
- Колибабинський Володимир Миколайович, 60, радянський та російський військовик, Герой Росії (1995)[1031].
- Молєва Ніна Михайлівна, 98, радянська і російська письменниця, історик, мистецтвознавець та педагог[1032].
- Муміне Муртаза, 93, кримськотатарська громадська активістка[1033].

### 11 лютого
- Аллен Бард, 90, американський хімік[1034].
- Бобров Олег Євгенович, 65, український хірург[1035].
- Ладислав Бурлас, 96, словацький музикознавець, композитор та педагог[1036].
- Келвін Кіптум, 24, кенійський бігун; ДТП[1037].
- Петер Науманн, 82, німецький яхтсмен[1038].
- Ебергард Пробст, 68, німецький борець[1039].

### 10 лютого
- Дмитрук Віктор Володимирович, 78, український перекладач та літературознавець[1040].
- Ларін Юрій Якович, 84, російський тубіст та педагог, Заслужений артист Росії (1995).
- Мальчевський Леонід Антонович, 100, радянський і український музикант та педагог; дата повідомлення про смерть[1041].
- Остропольський Леонід Бенедиктович, 74, український режисер та педагог, Заслужений діяч мистецтв України (1999)[1042].
- Карін Пальме, 46, мексиканська тенісистка[1043].
- Ачутан Рамачандран, 89, індійський художник[1044].

### 9 лютого
- Роланд Гріп, 83, шведський футболіст[1045].

### 8 лютого
- Мохд Азрааї Хор Абдулла, 71, малайзійський футболіст та тренер[1046].
- Гудрев Сінгх, 90, індійський хокеїст на траві[1047].
- Шарлотта Фрузе Фішер, 94, канадський і американський математик та інформатик[1048].

### 7 лютого
- Луїджі Ар'єнті, 87, італійський велогонщик[1049].
- Москаленко В'ячеслав Миколайович, 43, російський футболіст[1050].
- Риков Владислав Миколайович, 30, український воєнний льотчик[1051][1052].

### 6 лютого
- Джон Братон, 76, ірландський політик та дипломат, Прем'єр-міністр Ірландії (1994—1997), посол ЄС у США (2004—2009)[1053].
- Мігель Анхель Гонсалес Суарес, 76, іспанський футболіст[1054].
- Гончаренко Іван Іванович, 32, український військовик, Герой України (посмертно)[1055].
- Ентоні Епштейн, 102, британський патолог, вірусолог та педагог[1056].
- Дональд Кінсі, 70, американський гітарист та співак[1057].
- Сейдзі Одзава, 88, японський диригент[1058].

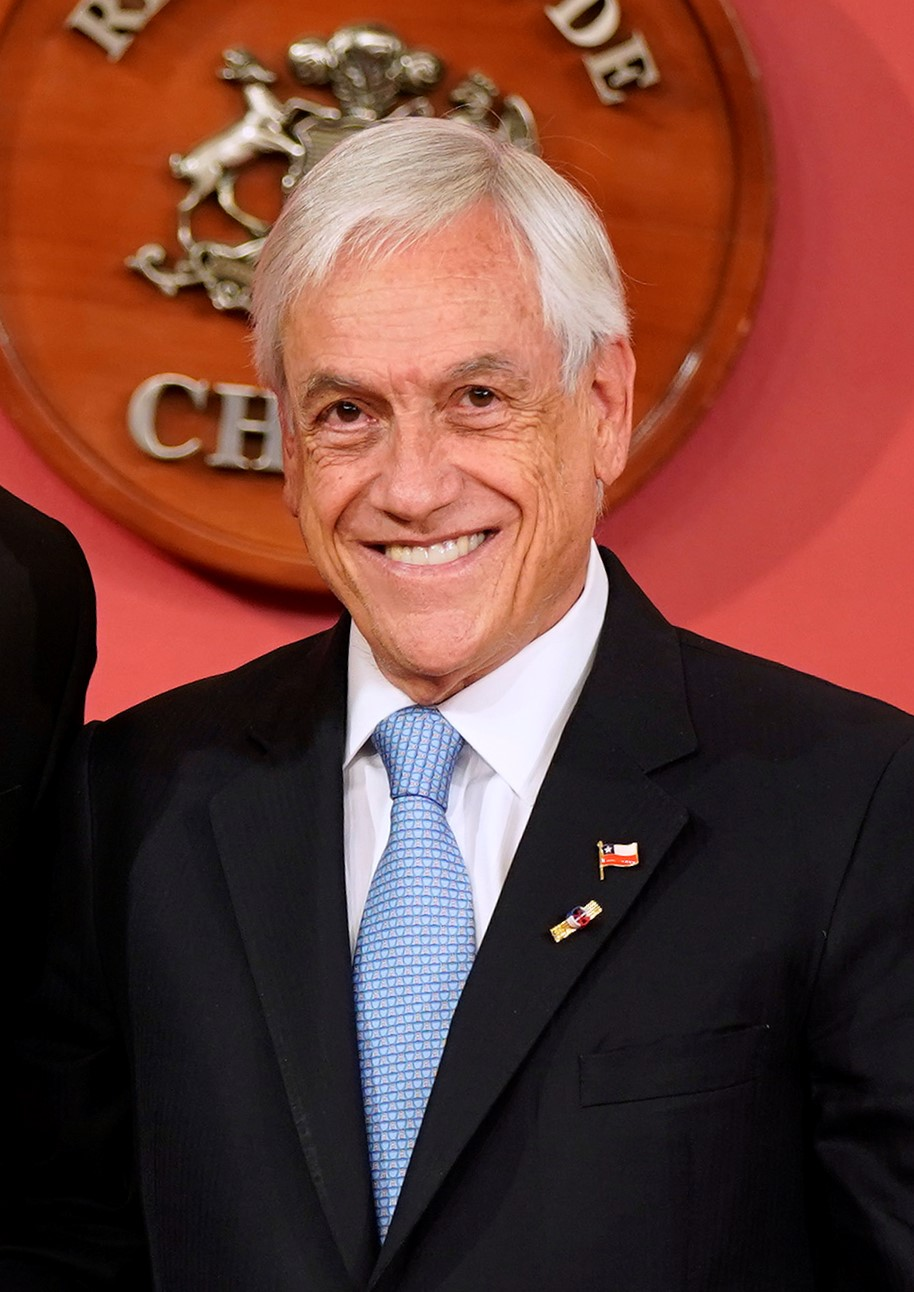
чилійський економіст та політик Себастьян Піньєра у 2022 році

- Себастьян Піньєра, 74, чилійський економіст та політик, Президент Чилі (2010—2014, 2018—2022); авіакатастрофа[1059].

### 5 лютого
- Дріс ван Агт, 93, нідерландський політик, Прем'єр-міністр Нідерландів (1977—1982)[1060].
- Майкл Джейстон, 88, британський актор[1061].
- Плясовиця Юрій Олексійович, 75, український архітектор та письменник[1062].

### 4 лютого
- Алексєєва Галина Олександрівна, 76, радянська спортсменка (стрибки у воду)[1063].
- Хаге Гейнгоб, 82, намібійський політик, Президент Намібії (2015—2024), Прем'єр-міністр Намібії (1990—2002, 2012—2015)[1064].
- Джакомо Лозі, 88, італійський футболіст та тренер[1065].
- Курт Хамрін, 89, шведський футболіст[1066].

### 3 лютого
- Віктор Еммануїл, 86, голова Савойського дому, претендент на італійський престол[1067].
- Остафійчук Богдан Костянтинович, 75, український фізик-матеріалознавець, ректор Прикарпатського національного університету ім. В. Стефаника (2005—2012)[1068].
- Потелещенко Олексій Олександрович, 47, російський політик[1069].
- Елена Рохо, 79, мексиканська акторка[1070].
- Анхель Франко Мартінес, 85, іспанський футбольний арбітр[1071].
- Цицюрський Микола Миколайович, 68, український військовик, генерал-полковник[1072].

### 2 лютого
- Алев Алатли, 79, турецька журналістка[1073].
- Лучано Альф'єрі, 87, італійський футболіст[1074].
- Казанцева Тамара Тимофіївна, 89, радянський і російський геолог[1075].
- Оскар Негт, 89, німецький філософ та соціолог[1076].
- Крістофер Пріст, 80, англійський письменник-фантаст[1077].
- Рибаков Максим Радікович, 34, російський військовик, Герой Росії (посмертно).
- Франсіско Хара, 82, мексиканський футболіст[1078].
- Ху Хешен, 95, китайський математик та педагог[1079].

### 1 лютого
- Башенєв Валерій Олексійович, 81, радянський та російський баяніст, музичний педагог[1080].
- Карл Везерс, 76, американський актор[1081].
- Мішель Жазі, 87, французький легкоатлет[1082].

## Січень

### 31 січня
- Білоконь Олександр Геннадійович, 32, український спортсмен (пауерліфтинг) та військовик[1083].
- Біргітта Гедін, 95, шведська письменниця, поетеса та перекладачка[1084].
- Дриженко Анатолій Миколайович, 82, український актор та телеведучий. Народний артист України (1992)[1085].
- Кахлик Чоба Рудольфович, 82, радянський футболіст[1086].
- Протасевич Ольга Миколаївна, 77, українська журналістка та поетеса[1087].
- Спірін Олексій Миколайович, 72, радянський футбольний суддя, арбітр ФІФА (1987—1990)[1088].

### 30 січня
- Вітенко Василь Іванович, 63, український бібліотекознавець та громадський діяч, Заслужений працівник культури України (2012)[1089].
- Джин Карнаган, 90, американська політична діячка[1090].
- Зденек Пецка, 69, чехословацький веслувальник[1091].

### 29 січня
- Балаш Петро Іванович, 74, український пасічник та апітерапевт[1092].
- Жандіра Мартіні, 78, бразильська акторка[1093].

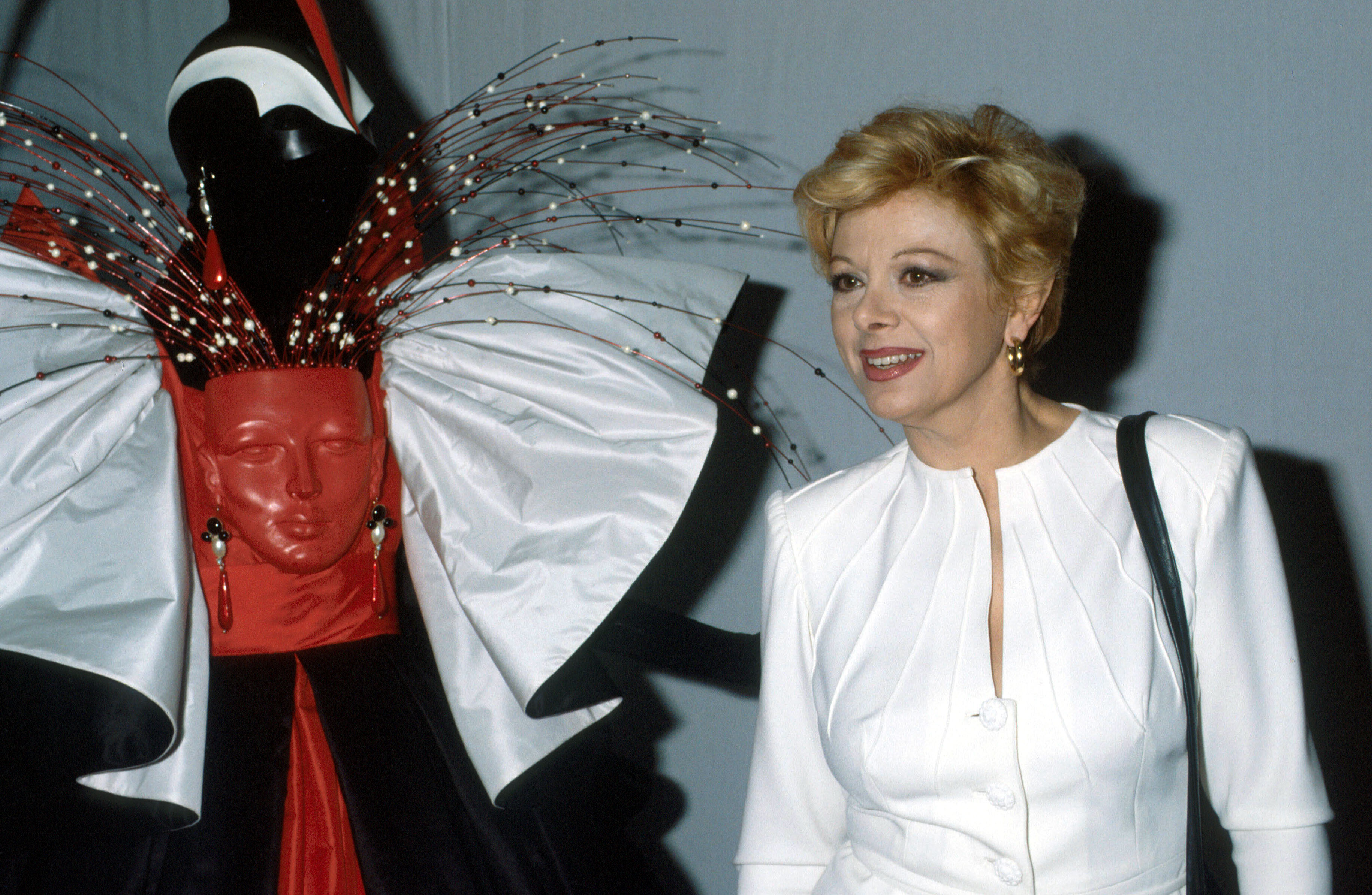
італійська акторка Сандра Міло у 1988 році

- Сандра Міло, 90, італійська акторка та телеведуча[1094].
- Набережний Назар Назарович, 22, український військовик, Герой України (посмертно)[1095]
- Сатоші Кірішіма, 70, японський анархіст та терорист[1096].

### 28 січня
- Біргер Ларсен, 81, данський футболіст[1097][1098].
- Степовик Дмитро Власович, 85, український мистецтвознавець[1099].
- Луїс Техада, 41, панамський футболіст[1100].

### 27 січня
- Анні Белль, 67, французька акторка[1101].
- Ахмед Махфуз Омар, ?, єменський письменник[1102].

### 26 січня
- Гриб Олег Герасимович, 76, український науковець, фахівець у галузі енергетики[1103].
- Мацегора Григорій Прокопович, 89, український художник та скульптор, Заслужений діяч мистецтв України (1994)[1104].

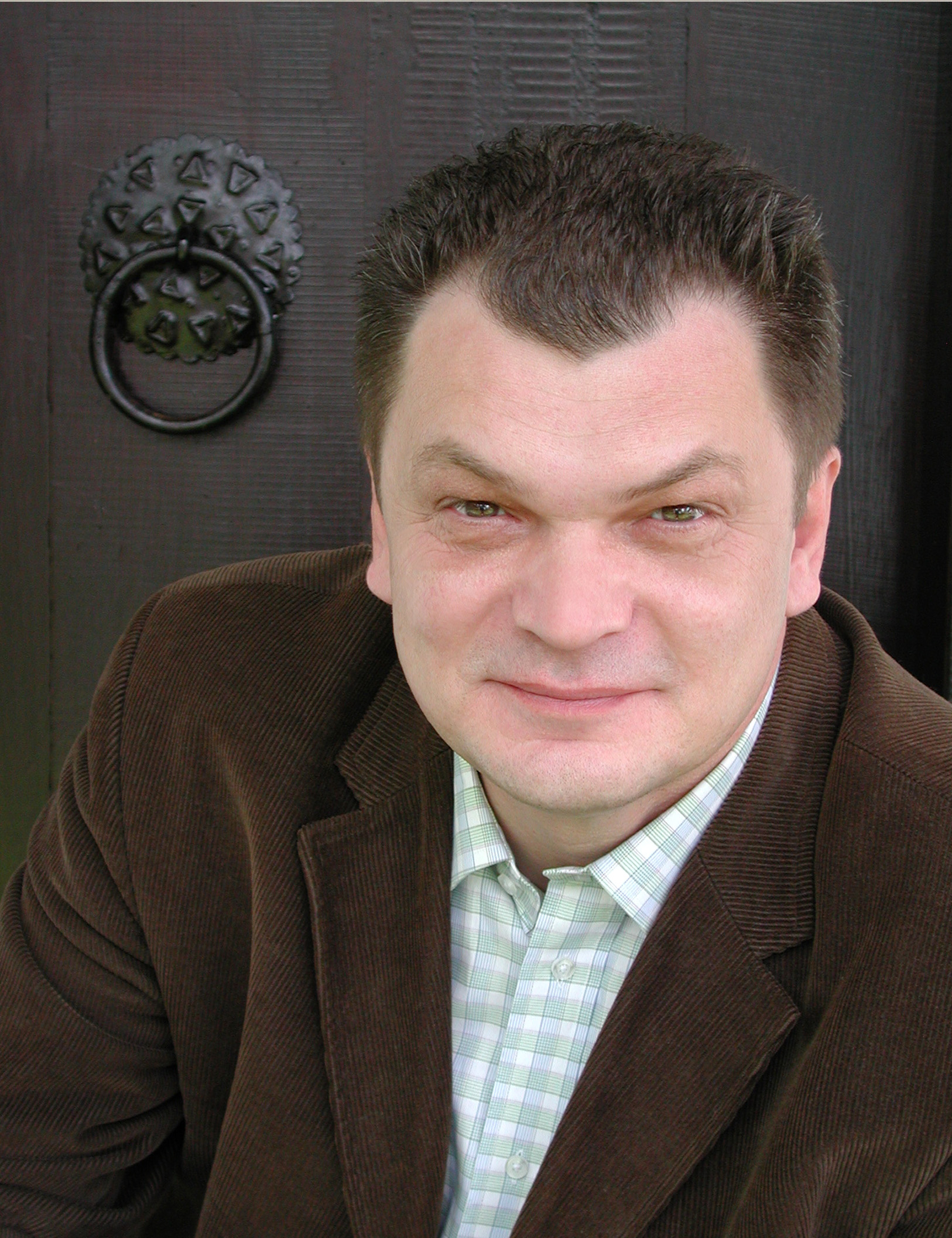
сербський письменник Горан Петрович у 2013 році

- Горан Петрович, 62, сербський письменник[1105].
- Штерн Володимир Аронович, 81, радянський і узбецький футболіст та тренер[1106].

### 25 січня
- Гайнц Лангер, 88, німецький та австрійський математик[1107].
- Масуїмі Макс, 45, американська акторка та модель[1108].
- Перестюк Микола Олексійович, 78, український математик, Заслужений діяч науки і техніки України (2002)[1109].
- Яремко Василь Іванович, 50, український військовик, Герой України (посмертно)[1110].

### 24 січня
- Джессі Джейн, 43, американська порноакторка та модель[1111].
- Дорофєєв Денис Вікторович, 43, український військовик, Герой України (посмертно)[1112].
- Бруно Зориця, 72, хорватський військовик[1113].
- Наварре Скотт Момадей, 89, американський письменник[1114].
- Солдаткін Олексій Петрович, 68, український біолог[1115].

### 23 січня
- Девід Кан, 93, американський історик, письменник та криптограф[1116].
- Мадишева Таїсія Петрівна, 78, радянська і українська співачка та педагог[1117].
- Жан Петі, 74, французький футболіст[1118].
- Рожок Сергій Володимирович, 38, український футболіст[1119][1120].
- Мелані Сафка, 76, американська співачка[1121].
- Франк Фаріан, 82, німецький музикант, співак, композитор, поет та музичний продюсер[1122].
- Харченко Віталій Олегович, 28, український військовик, Герой України (посмертно)[1123].
- Шульга Микола Федорович, 76, український фізик-ядерник[1124].

### 22 січня
- Арно Аллан Пензіас, 90, американський фізик, лауреат Нобелівської премії (1978)[1125].
- Поливода Анатолій Іванович, 76, український баскетболіст[1126].
- Луїджі Ріва, 79, італійський футболіст[1127].
- Джеймс К. Стайнер, 89, американський хірург-ортопед[1128].
- Уркумбаєв Єрлан Муратович, 30, російський військовик, Герой Росії (посмертно).
- Федінчук Володимир Васильович, 31, український театральний актор[1129].

### 21 січня
- Хаїт Євген Валерійович, 58, український  письменник-сатирик[1130].
- Мохтар Хасні, 71, туніський футболіст[1131].

### 20 січня
- Норман Джуісон, 97, канадський режисер[1132].
- Ксеневич Михайло Якович, 81, український архітектор[1133].
- Пехньо Василь Іванович, 71, український хімік[1134].
- Пономаренко Валентина Миколаївна, 68, українська музикознавиця[1135].
- Соломка Богдан Юрійович, 31, український музикант та військовик[1136].

### 19 січня
- Мері Вайсс, 75, американська співачка[1137].
- Клаус Вундер, 73, німецький футболіст[1138].
- Ленс Ларсон, 83, американський плавець, олімпійський чемпіон (1960)[1139].
- Естер Шарґай, 63, каталонська поетеса, письменниця та перекладачка[1140].

### 18 січня
- Журавльова Алла Йосипівна, 86, радянська та російська акторка, Народна артистка Росії (2000)[1141].

### 17 січня
- Шонесі Барбер, 29, канадський легкоатлет (стрибки з жердиною)[1142].
- Тоні Ллойд, 73, британський політик[1143].

### 16 січня
- Вайно Вяльяс, 92, радянський і естонський політик та дипломат[1144].
- Девід Гейл, 58, американський актор[1145].
- Мовчан Іван Іванович, 84, радянський та український археолог, очільник музею «Кирилівська церква» (1965—1970)[1146].
- Клер Фейгін, 97, американська медсестра[1147].

### 15 січня
- Дрор Каштан, 79, ізраїльський футболіст та тренер[1148].
- Комісаров Олег Вадимович, 75, український хоровий диригент та педагог, Заслужений діяч мистецтв України (1998)[1149].
- Уно Палу, 90, радянський естонський легкоатлет (десятиборство)[1150].
- Гельмут Фаска, 91, серболужицький вчений-сорабіст, лінгвіст та славіст[1151].

### 14 січня
- Том Пардом, 87, американський письменник[1152].
- Рубінштейн Лев Семенович, 76, російський поет, літературний критик та публіцист[1153].
- Раема Ліса Румбевас, 43, індонезійська важкоатлетка[1154].
- Елізабет Тріссенар, 79, австрійська та німецька акторка[1155].
- Штейн Григорій Аркадійович, 84, радянський і український краєзнавець та педагог, Заслужений працівник освіти України (1994).

### 13 січня
- Глен Кочрейн, 65, канадський хокеїст[1156].
- Стівен Лейбутт, 46, австралійський футболіст[1157].

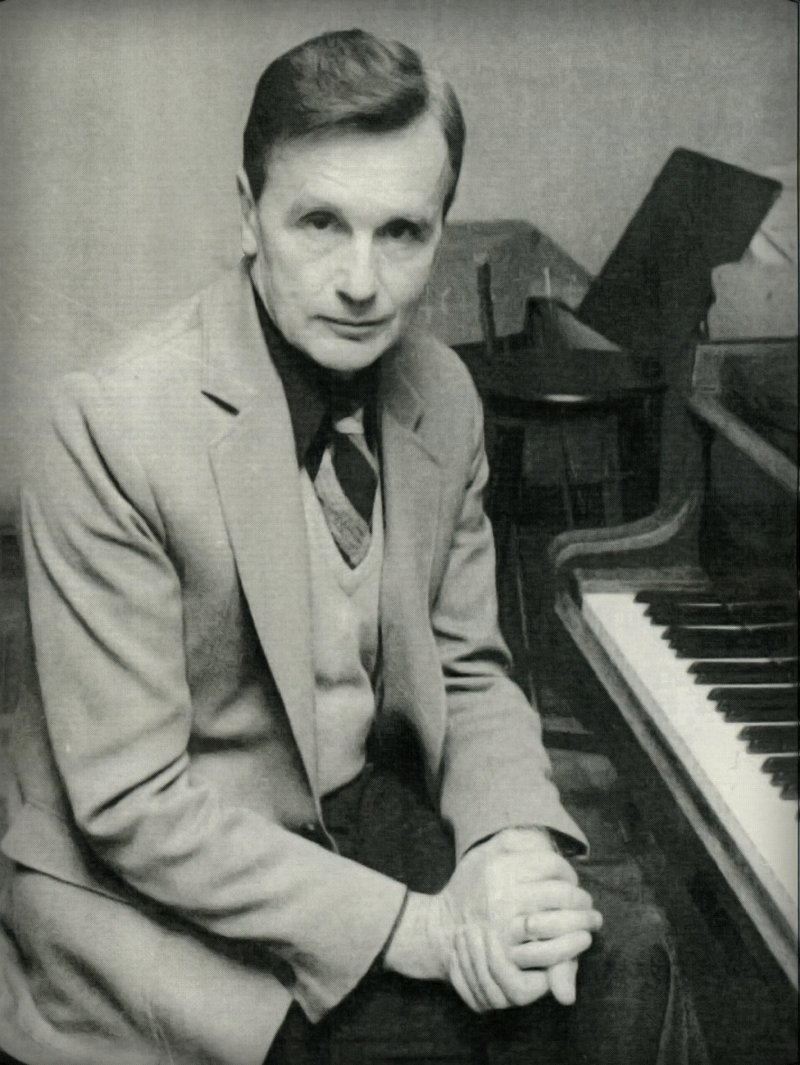
польський композитор Ромуальд Твардовський у 2012 році

- Ромуальд Твардовський, 93, польський композитор та педагог[1158].
- Ткаченко В'ячеслав Тимофійович, 82, радянський та український актор, Заслужений артист Української РСР (1982)[1159][1160][1161].

### 12 січня
- Гонсало Ліра, 55, чилійсько-американський блогер[1162].
- Яковлєв Геннадій Павлович, 85, російський ботанік[1163].

### 11 січня
- Джон Вінсент Бірн, 95, американський океанолог та педагог[1164].
- Грудзинська Оксана Аркадіївна, 100, українська художниця[1165].
- Зіньковський Сергій Григорович, 68, український борець і тренер з дзюдо та самбо[1166].
- Ефраїн Антоніо Ріос Гарсія, 113, колумбійський довгожитель[1167].
- Соломін Владилен Харитонович, 90, радянський та російський архітектор[1168].
- Соломін Юрій Мефодійович, 88, російський актор та режисер, Народний артист СРСР (1988)[1169].

### 10 січня
- Террі Біссон, 81, американський письменник[1170].
- Дженнелл Джекуейс, 67, американський ігровий дизайнер[1171].
- Януш Маєвський, 92, польський кінорежисер[1172].
- Ігнацій Новак, 75, польський шахіст[1173].
- Павлович Станіслав Миколайович, 69, український військовий льотчик, командир Повітряного командування «Захід» ПС ЗСУ (2008—2013)[1174].

### 9 січня
- Білоножко Віталій Васильович, 70, український співак, Народний артист України (1995)[1175].
- Болгарин Ігор Якович, 94, радянський і російський письменник, режисер, сценарист та педагог[1176].
- Едвард Джей Епштейн, 88, американський журналіст та політолог; COVID-19[1177].
- Тадеуш Ісаковіч-Залеський, 67, польський священник вірменської католицької церкви[1178].
- Джеймс Коттак, 61, американський музикант[1179].
- Манасян Вазген Гнатович, 65, радянський і таджицький футболіст та тренер[1180].

### 8 січня
- Адан Канто, 42, мексиканський актор[1181].
- Гі Бонне, 78, французький співак[1182].
- Гордіан Юрій Маркович, 86, радянський та український шаховий композитор[1183].
- Джан Франко Ревербері, 89, італійський композитор[1184].
- Віссам аль-Тавіль, 53, ліванський терорист[1185].
- Франс Янссенс, 78, бельгійський футболіст[1186].

### 7 січня
- Джоан Акочелла, 78, американська журналістка та балетний критик[1187].
- Алессандро Арджентон, 86, італійський вершник[1188].
- Франц Бекенбауер, 78, німецький футболіст та тренер[1189].
- Керницький Назар Аскольдович, 37, український військовик[1190].
- Кривцов Максим Олександрович, 33, український поет, громадський діяч та військовик[1191].
- Шершун Богдан Миколайович, 42, український футболіст[1192].
- Бартон Янке, 84, американський яхтсмен[1193].

### 6 січня
- Маріо Джовінетто, 90, канадський гляціолог, кліматолог та географ аргентинського походження[1194].
- Кондратишин Ігор Миронович, 64, український мовознавець, перекладач та педагог[1195][1196].
- Анна Страсберг, 84, венесуельська акторка[1197].

### 5 січня
- Маріо Загалло, 92, бразильський футболіст та тренер[1198].
- Залістовський Владислав Павлович, 23, український військовий льотчик[1199].
- Чорнобривий Олександр Іванович, 38, російський військовик українського походження[1200].

### 4 січня
- Сусана Гутьєррес Годой, 113, мексиканська довгожителька[1201].

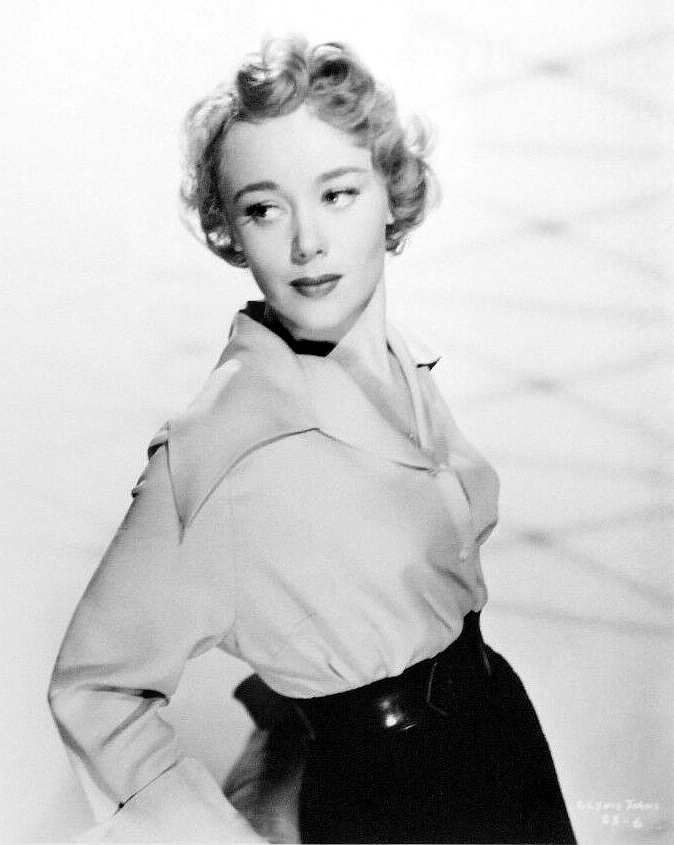
британська акторка Глініс Джонс у 1950-х роках

- Глініс Джонс, 100, британська акторка[1202].
- Желдін Костянтин Борисович, 90, радянський та російський актор, Заслужений артист Росії (1991)[1203].
- Крістіан Олівер, 51, німецький і американський актор та модель; авіакатастрофа[1204].
- Девід Соул, 80, американський актор[1205].
- Стрілець Вадим Сергійович, 40, український військовик[1206].
- Тимошенко Вікторія Миколаївна, 84, радянська та українська акторка, Заслужена артистка України[1207].
- Ткаченко Леонід Іванович, 70, радянський і російський футболіст та тренер[1208].
- Ткаченко Олександр Миколайович, 84, український політик, 4-й Голова Верховної Ради України (1998—2000)[1209].

### 3 січня
- Даніель Ревеню, 81, французький фехтувальник на рапірах[1210].
- Росі Реєс, 84, мексиканська тенісистка[1211].
- Черняєв Петро Аркадійович, 70, російський кінокритик, актор, режисер та сценарист[1212].
- Шарафутдінова Ірина Миколаївна, 94, український археолог[1213].

### 2 січня
- Кармен Валеро, 68, іспанська спортсменка[1214].
- Горичок Богдан Омелянович, 78, український футболіст[1215].
- Цві Замір, 98, ізраїльський військовик, директор розвідки Моссад[1216].
- Салех аль-Арурі, 57, палестинський політик, військовик та терорист[1217].
- Гордон Салліван, 86, американський воєначальник, генерал армії США[1218].
- Сметанін Олександр Сергійович, 26, російський військовик, Герой Росії (посмертно).
- Стефура Богдан Петрович, 66, український звукорежисер, аранжувальник та музикант, Заслужений працівник культури України (2018)[1219].
- Судима В'ячеслав Павлович, 68, український співак, Заслужений працівник культури України (2009)[1220].
- Алберту Фешта, 84, португальський футболіст[1221].
- Щербатєєв Яків Федорович, 79, радянський і український співак (тенор) та педагог, Заслужений артист Української РСР (1985)[1222].

### 1 січня
- Ніклаус Вірт, 89, швейцарський програміст та теоретик програмування[1223].
- Коркушко Олег Васильович, 94, український терапевт та геронтолог, Заслужений діяч науки і техніки України (1991)[1224].
- Басдео Пандай, 90, прем'єр-міністр Тринідаду і Тобаго (1995—2001)[1225].
- Івона Слідзинська-Катарасинська, 82, польська політична діячка[1226].
- Смирнова Ірина Миколаївна, 72, український режисер та художник-постановник[1227].
- Трехлєбов Олексій Васильович, 66, російський письменник[1228].